# Rieti
Rieti (AFI: /ˈrjεti/ o, localmente, /ˈrjeti/ o /riˈeti/ ; Riète in dialetto reatino, /riˈεte/) è un comune italiano di 45 069 abitanti del Lazio, capoluogo dell'omonima provincia. L'etnonimo "reatini" proviene etimologicamente dal nome latino della città, Reate, municipio di età romano imperiale.
Tradizionalmente riconosciuta come umbilicus Italiae ("ombelico d'Italia"), Rieti sorge nella fertile Piana Reatina alle pendici del Monte Terminillo, sulle sponde del fiume Velino, in un territorio ricco d'acqua che fornisce alla capitale molta dell'acqua potabile di cui necessita.
Fondata all'inizio dell'età del ferro, probabilmente da stirpi di Cultura appenninica, Osco-Umbra, i cosiddetti Aborigeni per essere poi occupata dai Sabini. Fu conquistata dai Romani nel 290 a.C. e, dopo la caduta dell'impero, dai Visigoti; sotto i Longobardi fu gastaldato nel Ducato di Spoleto. Entrata a far parte dello Stato Pontificio, costituiva un territorio di frontiera con il Regno di Napoli e nel XIII secolo fu spesso sede papale. Dopo l'annessione nel 1860 al Regno di Sardegna, fu aggregata alla provincia di Perugia, in Umbria, ma dal 1923 passò al Lazio, prima come parte della provincia di Roma, poi, nel 1927, con l'istituzione della provincia di Rieti.

## Geografia fisica

### Territorio

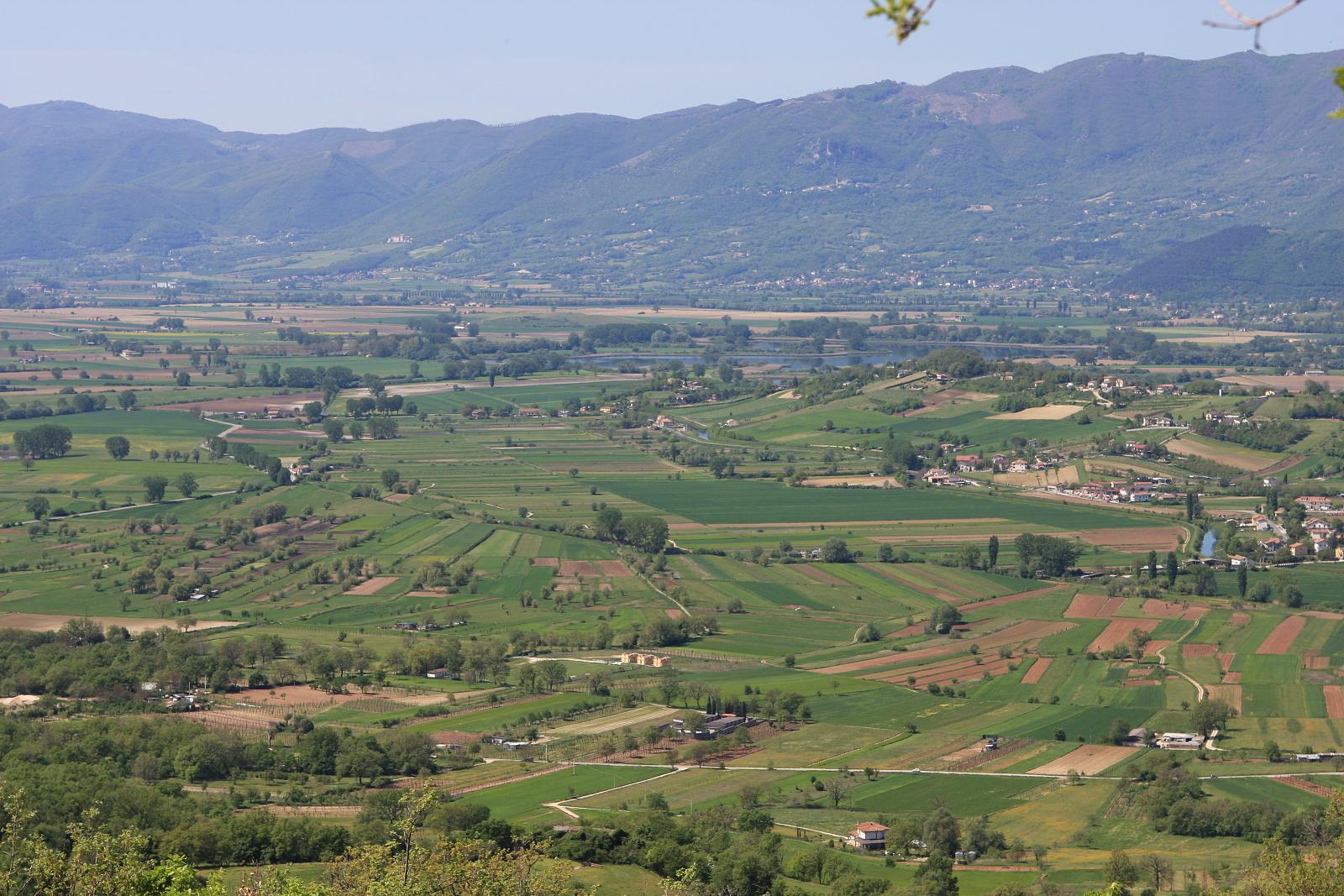
La piana reatina

Il centro di Rieti sorge a un'altitudine di 405 m s.l.m. su una piccola altura nell'angolo sud-est della pianura denominata Piana Reatina, ai piedi dei colli San Mauro (o dei Cappuccini), Sant'Antonio al Monte e Monte Belvedere. La piana si estende per circa 90 km² ed è racchiusa dai Monti Reatini (tra cui il Monte Terminillo) ad est, dai Monti Sabini ad ovest ed è tagliata dal fiume Velino che riceve in essa le acque dei fiumi Salto e Turano.

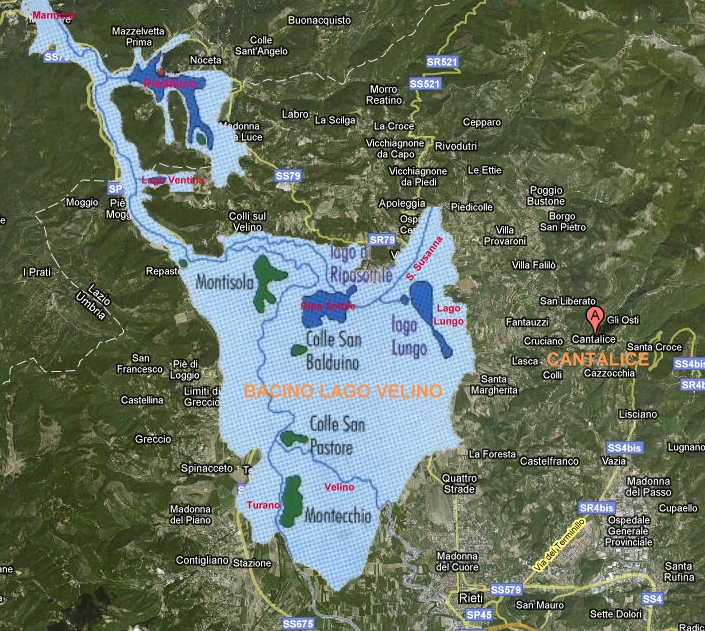
L'estensione dell'antico Lacus Velinus

La piana anticamente era occupata dalle acque del Lacus Velinus; fu bonificata in età romana aprendo un varco tra il calcare accumulatosi nei secoli presso Marmore, generando così l'omonima cascata. Di questo lago restano specchi d'acqua minori: il lago di Piediluco (provincia di Terni), quello di Ventina e i laghi Lungo e di Ripasottile, gli ultimi due protetti dall'omonima riserva naturale.
Rieti si trova in una zona assai ricca d'acqua: appena fuori dall'abitato si trovano le Fonti di Cottorella, che forniscono un'acqua oligominerale; nel limitrofo comune di Cittaducale si trovano le sorgenti del Peschiera, che con l'omonimo acquedotto forniscono molta dell'acqua necessaria a Roma (circa 550 milioni di metri cubi l'anno); a Cotilia si trovano delle importanti terme e sorgenti di acqua solfurea. Nella parte settentrionale della valle si trovano le Sorgenti di Santa Susanna, con una portata di 5 mc/s, mentre 2 km ad est della città a quota 400 m s.l.m. si trovano le Sorgenti del Cantaro, che hanno una portata di circa 500 litri al secondo e sono probabilmente alimentate da una sorgente geologica posta a quota 450 m presso Vazia.

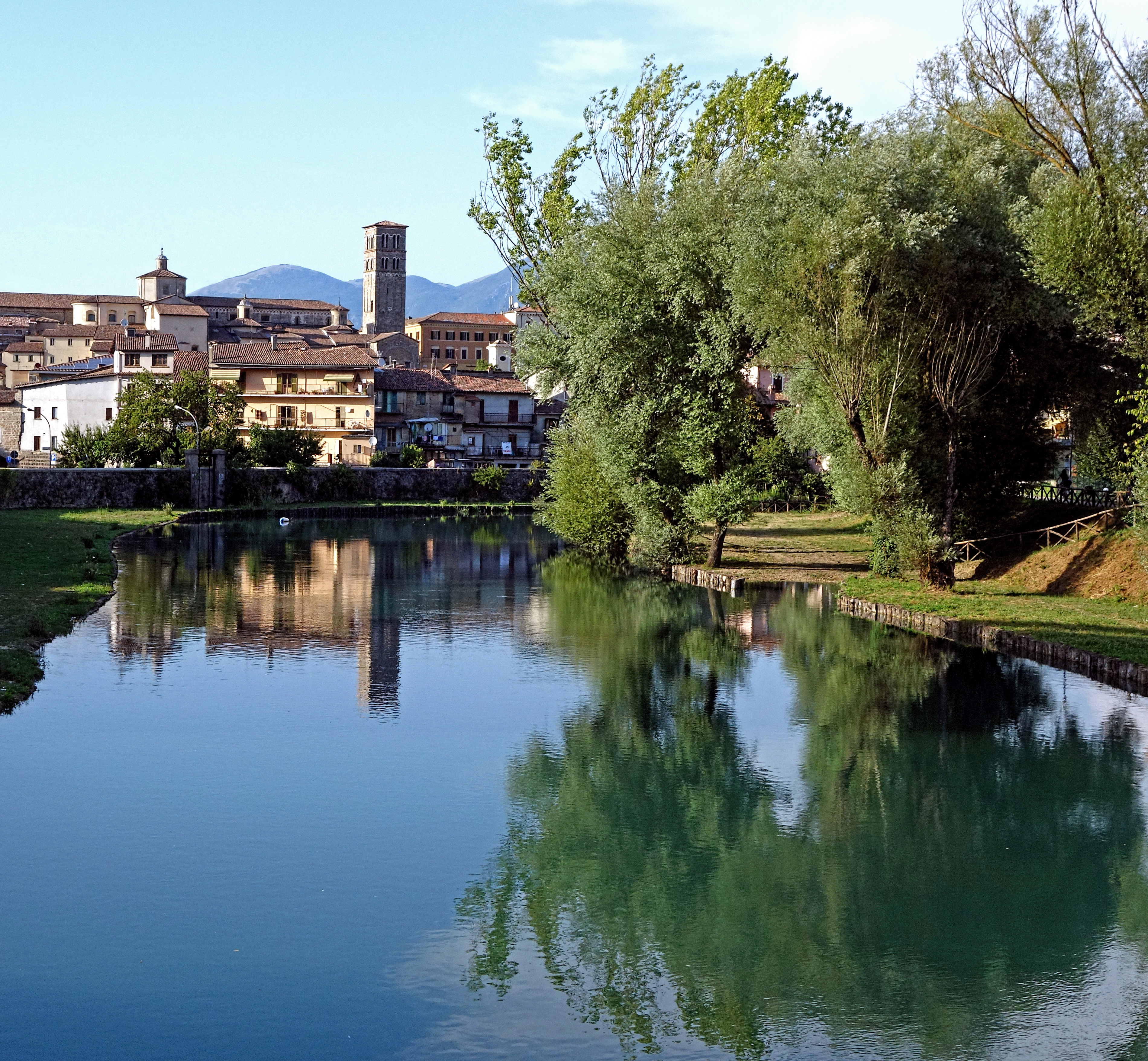
Il fiume Velino attraversa Rieti

In base alla Carta Geologica d'Italia redatta dal Servizio Geologico d'Italia il terreno su cui sorgono il centro e la periferia di Rieti è costituito da "alluvioni fluviali recenti terrazzate" e "fluvio-lacustri recenti", mentre le zone vicine ai laghi sono costituite da "terreni grigi scuri e bruni limnopalustri" e "luoghi torbosi".
La natura dei terreni fa sì che la zona della conca reatina sia una zona a elevato rischio idrogeologico, incluso, secondo i dati 2008 di Legambiente, il Comune di Rieti.

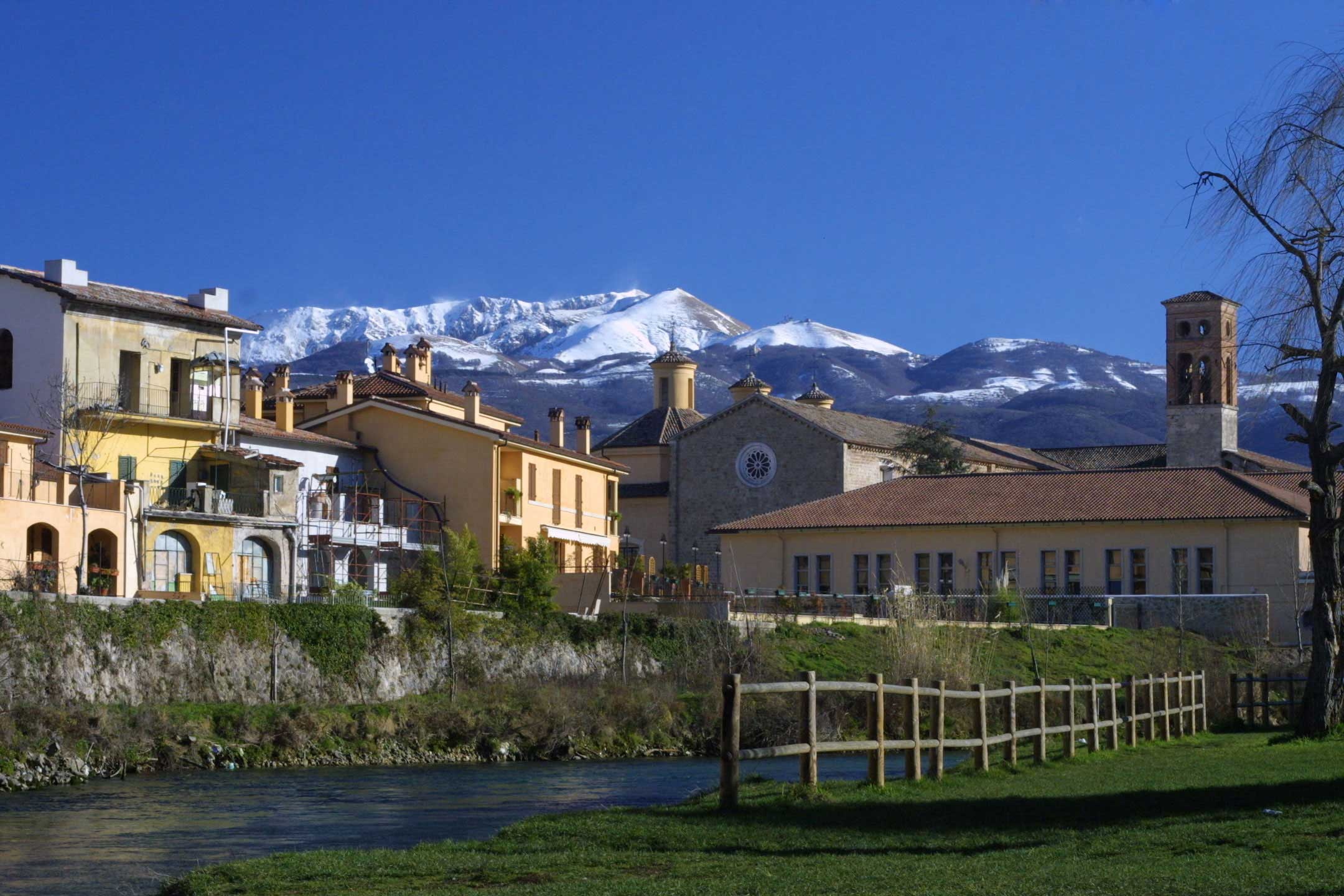
La chiesa di San Francesco incorniciata tra il Velino e il massiccio imbiancato del Terminillo

Il territorio circostante il comune di Rieti è caratterizzato da massicci montuosi che superano duemila metri: la catena dei Monti Reatini con il Terminillo, i monti della Duchessa e i monti della Laga (2458 m), i più alti del Lazio.
Il comune di Rieti si trova in un territorio sismico: è interessato infatti da un sistema di faglie che si estende tra la Conca di Rieti e i Monti Reatini. Tali faglie si sono dimostrate attive e capaci di scatenare forti terremoti, i più distruttivi dei quali furono il terremoto del 76 a.C. (magnitudo 6.6), il terremoto del 1298 (magnitudo 6.2), il terremoto del 1898 (magnitudo 5.3) e le violente scosse del 24 agosto e del 30 ottobre 2016 [magnitudo 6.5, 6.9] in tutti i casi con considerevole numero di danni o vittime (VIII grado della scala Mercalli). Nella classificazione sismica dell'Italia il territorio comunale è diviso in due zone: la parte orientale del comune, con i quartieri di Villa Reatina e Campoloniano, rientra in zona 2A (sismicità alta) mentre la parte occidentale in zona 2B (sismicità medio-alta).
Il comune è ulteriormente esposto al rischio sismico a causa della vicinanza con faglie molto attive (Valle del Salto, Aquilano, Valle del Tronto, Valnerina), acuita tra l'altro da diversi effetti di amplificazione. La città, infatti, è stata duramente colpita in più occasioni anche da terremoti di epicentro lontano: i più gravi sono stati il terremoto del 1349 (Valle del Salto) e i terremoti del 1703 (Cittareale / Aquilano), che provocarono anche a Rieti vittime e crolli. Solo lievi danni si sono avuti dai sismi del 1979 (Valnerina), del 1997 (Umbria) e del 2016 (Amatrice e valle del Tronto).

### Clima
- Classificazione climatica: zona E, 2 324 GG

Il clima è continentale di fondovalle. D'inverno è freddo e umido (temperatura media del mese più freddo di 2,9 gradi), con la minima inferiore allo zero per 80 giorni l'anno; le nebbie sono molto frequenti e persistenti talvolta anche per l'intera giornata. In estate è moderatamente caldo (media del mese più caldo di 21,2 gradi) ma le ampie escursioni termiche fanno sì che le notti estive siano fresche (nel mese più caldo la media delle minime è 12,9 gradi); dopo L'Aquila, Rieti è il secondo capoluogo di provincia con le minime più basse da aprile a settembre.
Le piogge sono superiori a 1 000 mm annui, distribuite in circa 100 giorni di pioggia annui, con due massimi: il principale in autunno e il secondario in tarda primavera. Temporali estivi frequenti, con una media di 15 giorni complessivi di pioggia nel periodo giugno-agosto. Le nevicate sono più rare nel fondovalle, con una media annua di 25 cm di neve alla quota di 400 m s.l.m. che sale ad oltre 200 cm nella frazione montana di Campoforogna.
Nel 2008 temperatura media annua +12,7 °C, minima -10,3 °C, massima +35,4 °C, pioggia caduta 1 411 mm in 106 giorni, escursione media giornaliera 13,9 °C, escursione media in agosto 19,2 °C, 3 mesi (gennaio, febbraio e dicembre) con media delle temperature minime inferiore a zero gradi, 7 mesi senza gelate, temperatura massima del giorno più freddo +3,3 °C, temperatura minima del giorno più caldo +17,8 °C.
Record del freddo nel 1956, nel gennaio 1985 e 2002, nel febbraio 2012 e 2018: rispettivamente -20 °C, -23,8 °C, -15,0 °C, -14,9 °C, -15,1 °C, con accumuli nevosi al suolo compresi tra 40 e 70 cm. Record del caldo 37,4 °C nel 2012, 37,1 °C nel 2011 e 40,4 °C nel 2017.

## Origini del nome
Il nome della città di Rieti deriva da Reate, l'antico nome latino della città. Dal latino Reate deriva anche il nome degli abitanti, detti reatini.
Una prima versione circa l'origine del toponimo vuole che Reate derivi da Rea Silvia, la madre di Romolo e Remo. Infatti, secondo lo storico fiorentino Giovanni Villani, Rea Silvia sarebbe stata fatta seppellire viva proprio a Rieti per mano dello zio Amulio, furioso per il voto di castità infranto dalla nipote. Il Villani ritiene pertanto che sia Rea Silvia la donna raffigurata nella parte superiore dello stemma della città. Implicito in questa interpretazione è l'antico legame di Rieti con Roma: identificando Rieti con Rea Silvia, madre dei fondatori di Roma, viene sottolineato il ruolo della città come "madre di Roma", un ruolo più volte attribuitogli dalla leggenda (il ratto delle Sabine riconduce la discendenza di gran parte del popolo romano alla stirpe Sabina), ma anche dalla storia (sono certi infatti l'influenza e i frequenti rapporti tra i Romani e i Sabini, popolo presente nella Valle del Tevere prima della fondazione di Roma, che espresse due tra i suoi sette re).
Una seconda versione vuole che il nome di Reate derivi invece da Rea, madre di tutti gli dei e moglie di Crono.
Una terza versione fa derivare Reate dal verbo greco ῥέω (rhéo, che significa "scorrere") con riferimento all'acqua, ricchezza antica del territorio reatino, e allo scomparso Lago Velino che ne ha condizionato la storia e lo sviluppo.

## Storia

### Preistoria
L'antica Reate, secondo la leggenda fondata dalla dea Rea, sorse all'inizio dell'età del ferro, intorno al IX-VIII secolo a.C.
Probabilmente in origine le terre intorno a Rieti furono abitate dagli umbri, per essere poi conquistate dagli Aborigeni, presso i quali Rieti assunse particolare importanza dopo che vi si rifugiarono gli abitanti di Lista, e dopo ancora conquistata dai Sabini che, come suggeriscono i ritrovamenti archeologici, arrivarono fino ai territori vicini al Tevere.

### Età antica
Così come la fondazione della città si perde nella leggenda, anche i primi contatti con Roma non hanno contorni definiti, anche se è certo che tra Romani e Sabini avvenne una compenetrazione e che da un certo momento gli abitanti di Cures Sabini si insediarono sul colle Quirinale, contribuendo notevolmente alla crescita ed al rafforzamento di Roma.

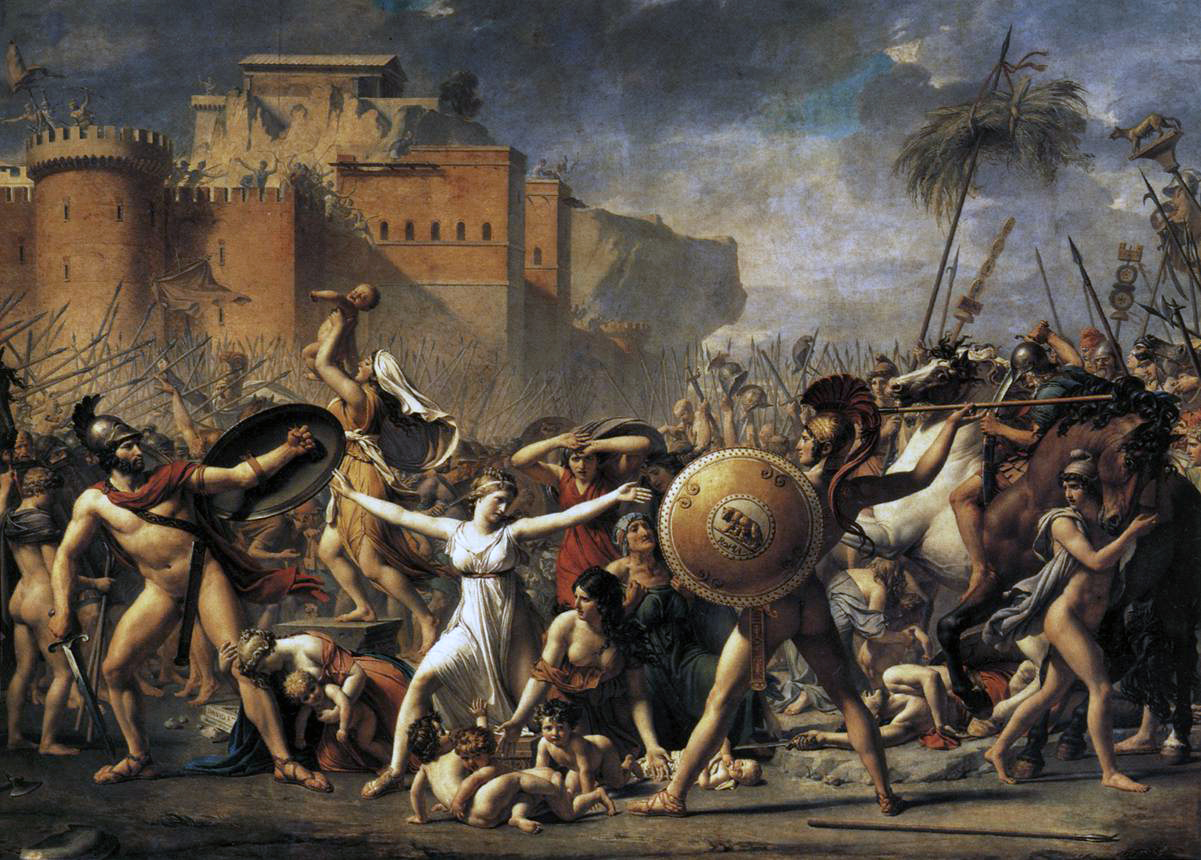
L'intervento pacificatore delle donne Sabine rapite, nel dipinto Le Sabine (1799) di Jacques-Louis David

La leggenda del ratto delle Sabine fa risalire i rapporti tra i due popoli immediatamente dopo la fondazione di Roma, quando Romolo, in cerca di alleanze e di donne con cui popolare la città, rapì con l'inganno le donne della città di Crustumerium di origine Sabina scatenando la guerra fra Roma e i popoli vicini. La battaglia del lago Curzio fu interrotta solo quando le donne rapite si gettarono fra le armi dei contendenti, imponendo la tregua fra Romolo e Tito Tazio e la nascita di una collaborazione fra i due popoli. Secondo una versione più prettamente storica, fu la continua ricerca di pascoli di pianura che spinse i Sabini a premere sul territorio di Roma e ad insediarsi sul Quirinale.
Ad ogni modo nella Roma regia gli abitanti di Cures Sabini, annoverati nella tribù romana dei Tities, espressero due Re di Roma (Numa Pompilio e Anco Marzio) di origine reatina, alcune tra le gens romane più antiche (Curtia, Pompilia, Marcia, Claudia, Valeria e Hostilia). Nonostante coabitassero all'interno delle stesse mura, nel corso dei secoli rimasero forti i contrasti tra Romani e Sabini, e sono numerose le guerre ed azioni militari degli uni contro gli altri.

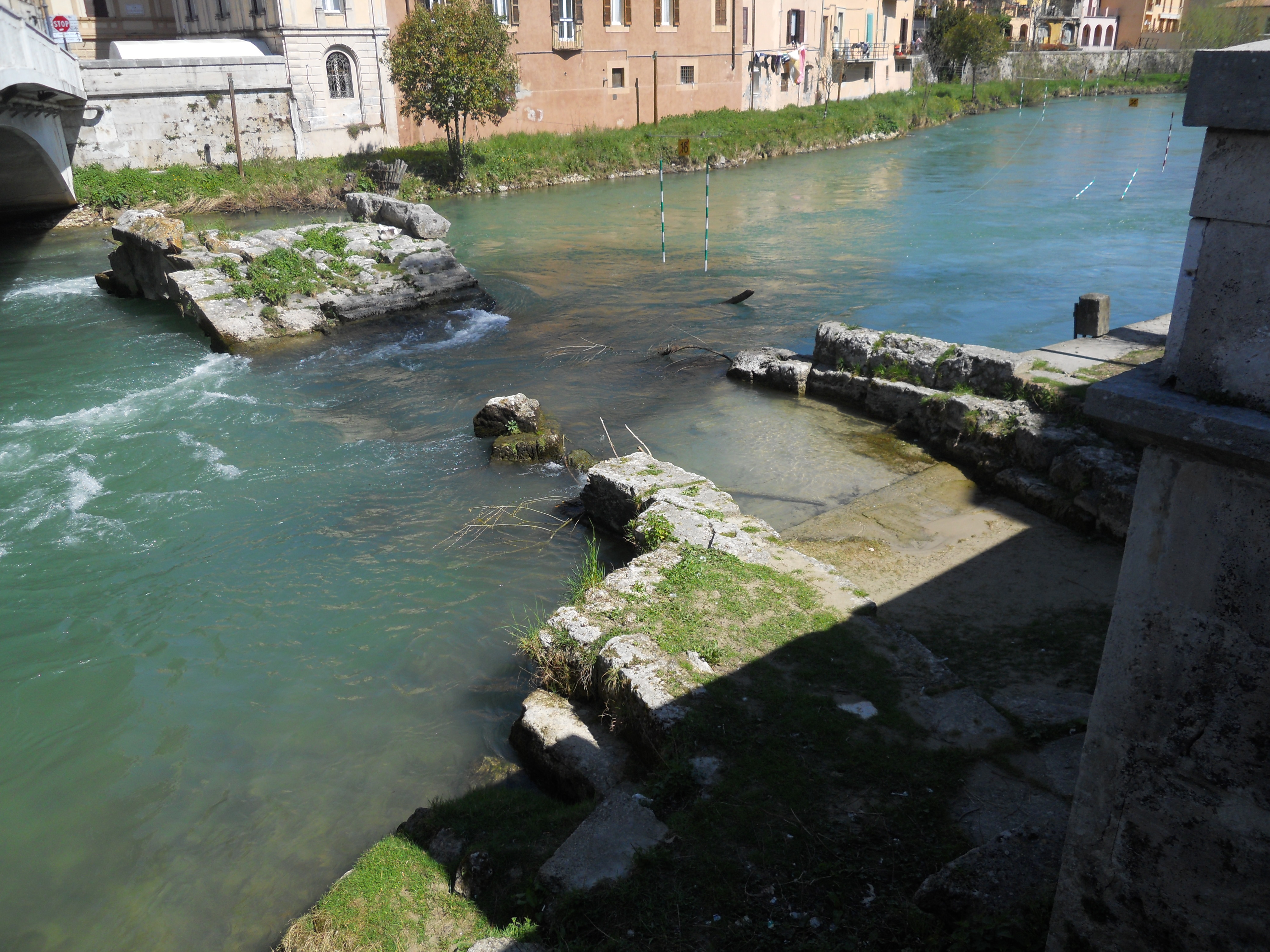
I resti del Ponte romano

Dopo numerosi conflitti, Reate fu definitivamente assoggettata a Roma nel 290 a.C. per opera del console Manio Curio Dentato. Ampi territori nella pianura di Reate e Amiternum furono confiscati e distribuiti ai romani; alla popolazione Sabina fu offerta la cittadinanza romana senza diritto di voto, ma già nel 268 a.C. gli fu concessa la cittadinanza romana con l'inclusione in due nuove tribù, la Quirina e la Velina.
Al console Manio Curio Dentato si deve anche la bonifica dell'antico lacus Velinus, operata facendo confluire le acque nel vicino fiume Nera e dando così vita alla cascata delle Marmore, che permise la coltivazione su un'ampia pianura fertile. La conquista romana vide una trasformazione urbana della città, con la costruzione del Ponte Romano e del viadotto, corrispondente all'attuale via Roma, con cui la Via Salaria superava il fiume Velino e la successiva zona paludosa salendo fino al foro (attuale piazza Vittorio Emanuele II).

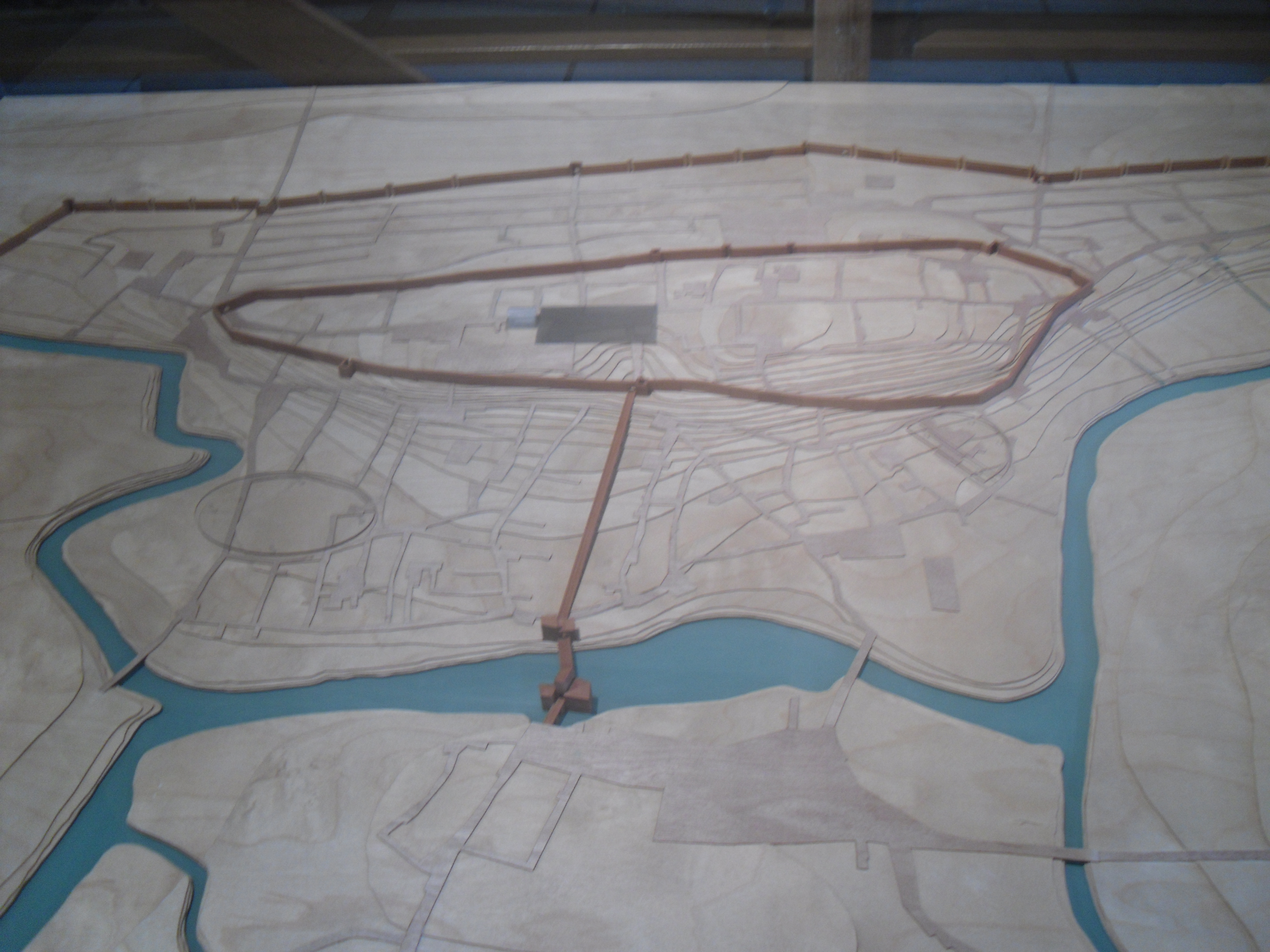
Plastico della città durante l'epoca romana, Museo civico di Rieti - sezione archeologica

Il processo di cristianizzazione del territorio reatino fu avviato da San Prosdocimo nel I secolo, mentre la diocesi di Rieti fu fondata nel V secolo.

### Medioevo
In seguito alla caduta dell'impero romano, nel VI secolo Rieti vide l'arrivo dei Longobardi, che nel 568 avevano fatto il loro ingresso nella penisola. Barbari e pagani, ebbero ben presto a convertirsi al cristianesimo per mezzo dell'opera dei monaci benedettini dell'Abbazia di Farfa. Nel 592 d.C. il territorio di Rieti divenne parte del Ducato di Spoleto e Rieti fu sede di un gastaldato.
Dopo il saccheggio dei saraceni, avvenuto durante il X secolo, la città fu ricostruita. La figura del Vescovo assunse importanza fondamentale con la ricostruzione della cattedrale nel 1109.
Nel 1151 la città fu assediata, presa per fame e poi distrutta da Ruggero II il Normanno.
Divenne libero comune nel 1171 e si schierò sul fronte guelfo, sottoponendosi alla protezione papale.

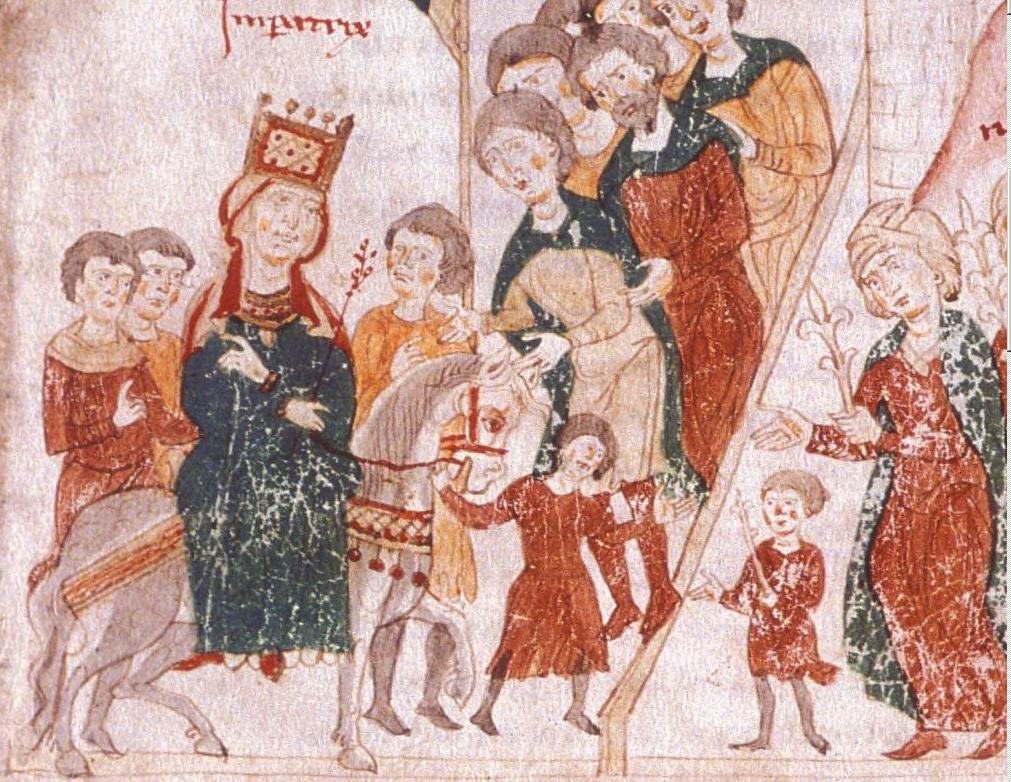
Il corteo nuziale di Costanza d'Altavilla

Il 23 agosto 1185 si celebrò a Rieti il matrimonio fra Costanza d'Altavilla ed Enrico VI di Svevia, figlio di Federico Barbarossa e futuro imperatore, alla presenza della sola sposa (Enrico era trattenuto in Germania per i funerali della madre). Il matrimonio fu ripetuto a Milano il 27 gennaio 1186; Rieti fu scelta per il valore simbolico e politico che aveva l'approvazione da parte della Chiesa nella prima città oltre i confini del Regno di Sicilia incontrata da Costanza nel percorso da Palermo a Milano, che percorreva accompagnata da un fastoso corteo di principi e baroni.

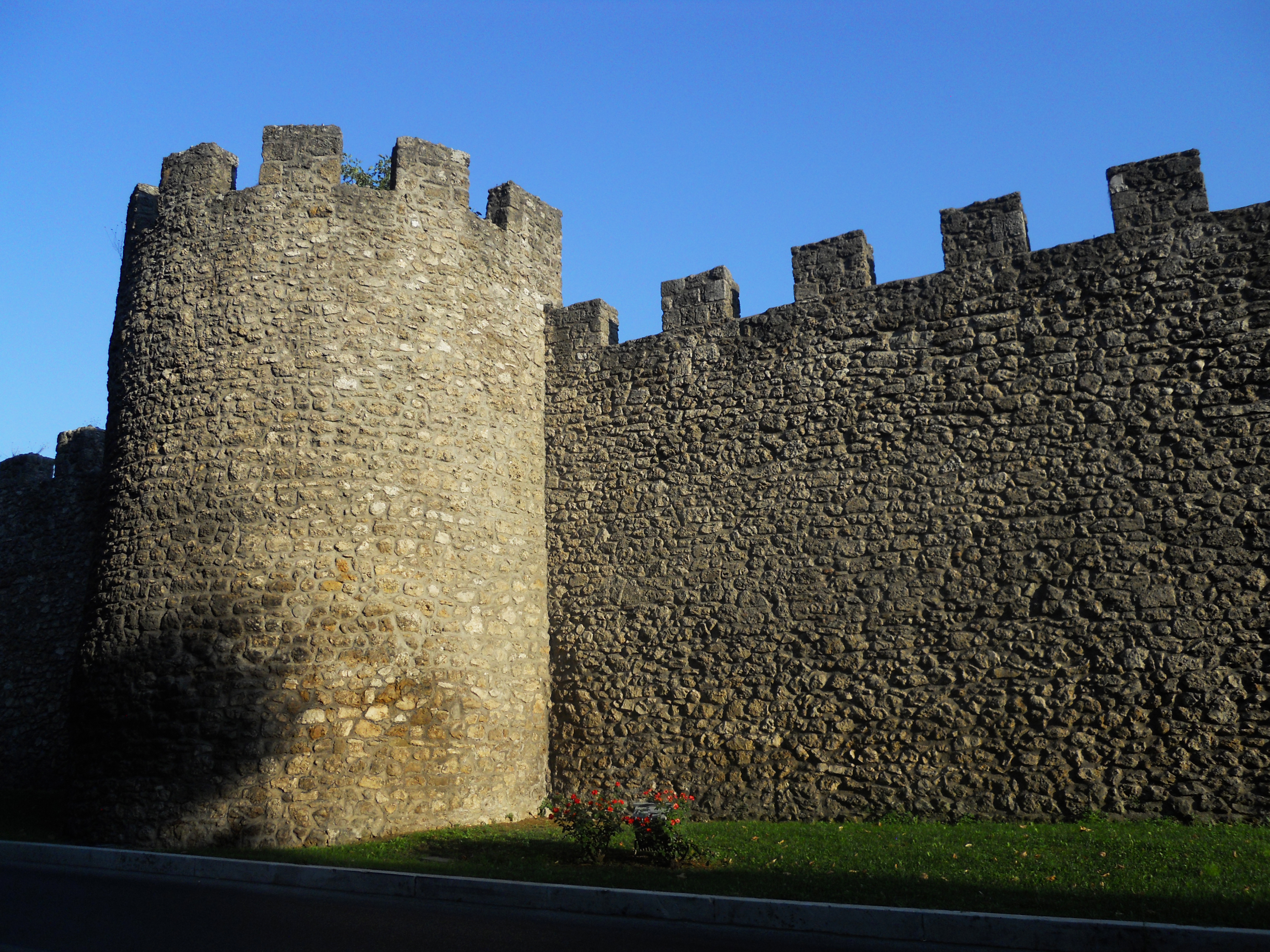
Le mura medievali duecentesche

Tutto il XIII secolo fu un periodo di splendore e prosperità economica per la città di Rieti, che fu spesso eletta a sede papale: nell'arco di un secolo vi risiedettero i papi Innocenzo III (1198), Onorio III (nel 1219 e nel 1225), Gregorio IX (nel 1227, nel 1232 e nel 1234), Niccolò IV (tra il 1288 ed il 1289) e Bonifacio VIII (nel 1298).
Questo periodo di splendore coincise, del resto, con la presenza di San Francesco d'Assisi, che dimostrò di apprezzare molto i luoghi della Piana Reatina (per questo motivo nota anche come Valle Santa) e vi soggiornò più volte: la prima probabilmente nel 1209, poi una lunga permanenza nel 1223 e un'altra dall'autunno 1225 all'aprile 1226, poco prima della morte. Durante questi soggiorni fondò i quattro santuari di Greccio, La Foresta, Poggio Bustone e Fonte Colombo ed ebbero luogo la realizzazione del primo presepe vivente, ancor oggi simbolo mondiale della cristianità, la stesura della Regola definitiva dell'ordine francescano e (probabilmente) la composizione del Cantico delle creature.
A seguito dello sdegno del popolo durante il giovedì Santo del 1228 e di successive minacce, i cittadini romani costrinsero Papa Gregorio IX a fuggire da Roma, dandogli tuttavia un salvacondotto per Rieti. La vicenda fa capo alla questione relativa alla scomunica inflitta a Federico II di Svevia per il continuo rinvio della crociata già promessa a Papa Onorio III.
Il 13 luglio 1234, nella Cattedrale di Santa Maria Assunta, papa Gregorio IX canonizzò san Domenico, fondatore dell'ordine domenicano.
Il 29 maggio 1289 Carlo II d'Angiò, figlio e successore di Carlo I d'Angiò, venne incoronato nella cattedrale reatina Re di Sicilia e di Gerusalemme da Papa Nicolò IV.
Durante la cattività avignonese Rieti fu conquistata dal re di Napoli e imperversarono lotte tra guelfi e ghibellini, di cui le potenti casate romane (tra tutte quella degli Orsini) approfittarono per costituire un dominio feudale sul territorio. Il dominio dei nobili romani fu fermato da una spedizione del cardinale Albornoz nel 1354, che precedette il definitivo rientro del Papa a Roma nel 1377.
Nel 1378 Rieti si diede in signoria a Cecco Alfani, la cui famiglia dominò fino al 1425.

### Età moderna

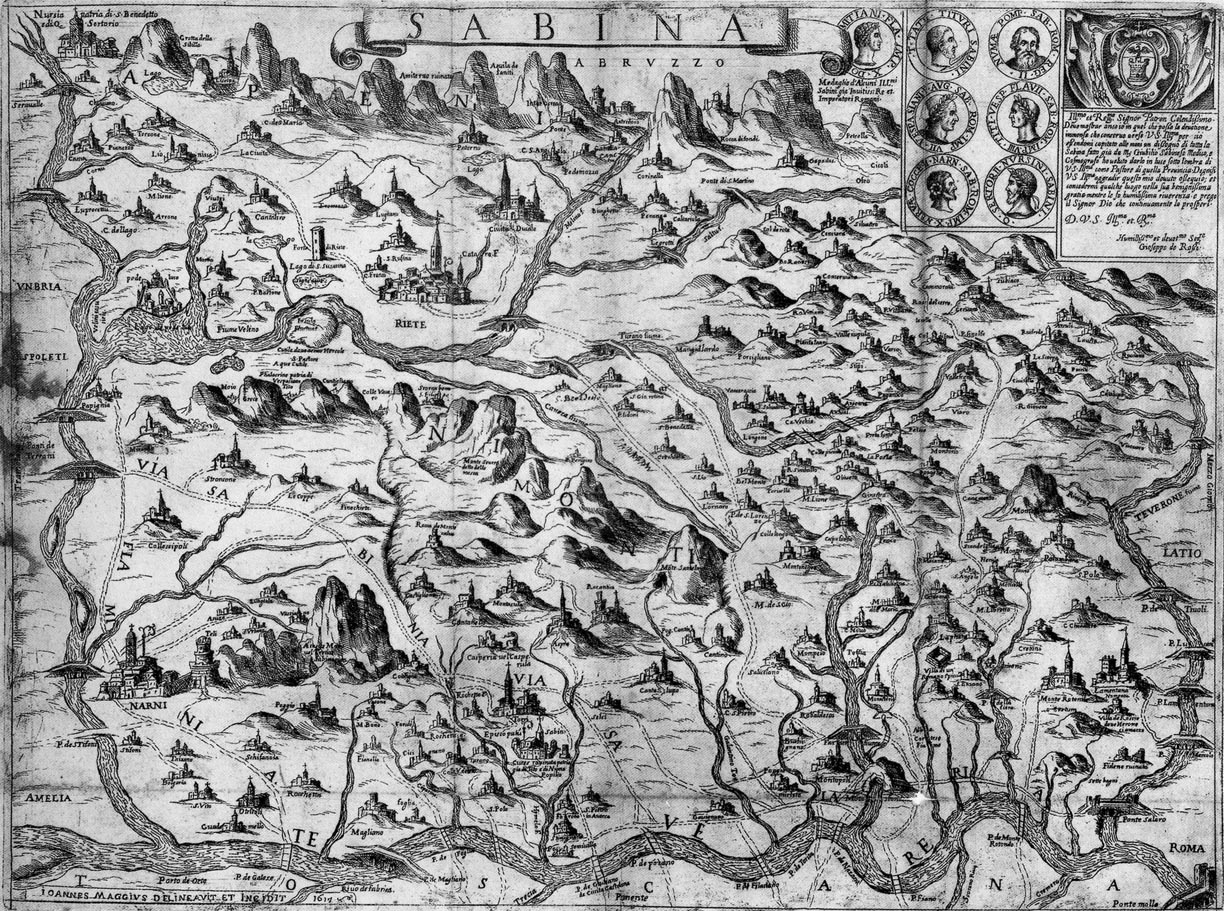
Mappa del territorio della Sabina (1790)

Il XVI secolo si caratterizzò per l'emergere di grandi proprietari terrieri quali i Vincentini, i Vecchiarelli, i Potenziani, che, usufruendo della fertile pianura reatina ancora in corso di bonifica, diedero vita spesso ad aziende agrarie. La Piana Reatina fu nota, nel XVIII secolo, per la quantità di guado presente nel territorio lacustre, che servì a tingere di blu le divise delle truppe napoleoniche.
Tra il 1798 e il 1799, durante la Repubblica Romana, Rieti fu capoluogo di distretto ed insieme ai distretti di Foligno e Spoleto era parte del Dipartimento del Clitunno (capoluogo Spoleto). All'annessione dello Stato Pontificio nel Regno d'Italia da parte dell'impero napoleonico (1809), Rieti fu inserita nel Dipartimento di Roma e nel 1812 fu fatta capo di un arrondissement.
In seguito alla restaurazione, nel 1816 papa Pio VII divise lo Stato della Chiesa in 17 delegazioni, dove Rieti era capoluogo della Delegazione di Rieti (delegazione di 3ª classe, la meno importante) con sedi di governi distrettuali a Rieti e Poggio Mirteto. Nel 1850 Pio IX accorpò le delegazioni in cinque grandi legazioni; quella di Rieti, insieme a Perugia e Spoleto, entrò a far parte della III Legazione dell'Umbria con capoluogo Perugia.
Grazie anche alla sua posizione strategica, al confine tra stato Pontificio e regno delle Due Sicilie, la città di Rieti fu molto attiva durante il risorgimento. Il 7 marzo 1821 la battaglia di Rieti-Antrodoco, considerata la prima del risorgimento, vide la sconfitta dei carbonari di Guglielmo Pepe per opera degli austriaci guidati dal generale Johann M. Von Frimont,che ebbe il riconoscimento del titolo di Principe di Antrodoco dal Re Ferdinando I per la vittoria.
Nella breve durata della Repubblica Romana tre reatini ed un mirtense (Francesco Battistini, Giuseppe Maffei, Mario Simeoni e Ippolito Vicentini) fecero parte dell'assemblea costituente, mentre Giuseppe Garibaldi, insieme alla moglie Anita, fu a Rieti per quasi tre mesi, dal 29 gennaio al 13 aprile 1849, per presidiare i confini con il Regno delle Due Sicilie. Il generale alloggiò nel palazzo dei marchesi Colelli e requisì il Palazzo Vescovile per adibirlo a dormitorio della sua "Legione Romana". Alla sua ripartenza fu seguito da numerosi volontari che si unirono alla legione, tra cui i giovani reatini Michele Paolessi e Carlo Tosi che persero la vita nell'assedio di Roma.

### L'unità d'Italia

Mappa di Rieti ad inizio Novecento, prima dell'espansione al di fuori della cinta muraria e del prosciugamento delle cavatelle a meridione

Alla vigilia dell'unità d'Italia, gli accordi presi da Cavour sul piano internazionale avrebbero previsto la permanenza di Rieti nelle mani del pontefice, ma i reatini riuscirono ad ottenere lo scorporo del loro territorio dal Patrimonio di san Pietro, e quindi la possibilità di decidere immediatamente l'adesione al Regno d'Italia (a differenza di altri territori pontifici come Viterbo, che dovette attendere la breccia di Porta Pia per farne parte). Di conseguenza, il 23 settembre 1860 in una Rieti tappezzata di bandiere tricolori fece ingresso l'esercito italiano, composto da due reggimenti di granatieri che accompagnavano il Regio Commissario per la Provincia di Rieti, il conte Oreste Biancoli di Bagnocavallo; il 3 e il 4 novembre si tenne una consultazione plebiscitaria che decretò l'annessione con 1963 voti a favore, 3 contrari e 4 schede nulle. Rieti e la Sabina furono poi testimoni della campagna dell'Agro romano per la liberazione di Roma (1867): il 23 ottobre di quell'anno, mentre si recava a Roma con l'intenzione di liberarla, Garibaldi fu a Rieti per una seconda volta, e alla battaglia di Mentana presero parte ottanta volontari reatini, tra i quali persero la vita Pietro Boschi ed Ettore Lucandri. Tre anni dopo, nella breccia di Porta Pia cadde il reatino Domenico Martini.
Nel Regno d'Italia la città divenne capoluogo del circondario di Rieti, che entrò a far parte della provincia di Perugia insieme a Terni ed al resto dell'Umbria; rimasero insoddisfatte le richieste di vedere riuniti i territori di Rieti e Cittaducale in una provincia della Sabina con Rieti capoluogo. Le vicende di questo periodo portarono a profondi mutamenti socio-economici, ma il ruolo della città rimase marginale. Risale alla seconda metà dell'Ottocento il progetto di ferrovia Rieti-Avezzano, che non fu mai portato a termine
Alla figura di Giacinto Vincenti Mareri si deve un tentativo di rinnovamento, tramite la fondazione di un'azienda agraria aperta a nuovi tipi di colture e la fondazione della Cassa di Risparmio di Rieti nel 1846; degno di menzione è anche il principe Giovanni Potenziani, che seguendo l'esempio del Vincenti Mareri avviò la coltivazione della barbabietola da zucchero. A questa pianta rimarrà legata per molto tempo la città e così la sua l'industria: nel 1873 fu inaugurato lo zuccherificio di Rieti, il primo in Italia, che dal 1887 grazie ad Emilio Maraini iniziò a produrre su scala nazionale. Grazie agli studi di Nazareno Strampelli, all'inizio del Novecento a Rieti vennero realizzate varietà di grano ad alta produttività e resistenti a fattori ambientali ostili.

### Dalla costituzione della provincia in poi

Mussolini, in visita a Rieti nel luglio 1924, parla dal balcone del Palazzo Comunale

Nel 1923 il territorio di Rieti fu scorporato dall'Umbria ed inserito nella provincia di Roma; tramite il Regio Decreto n° 1 del 2 gennaio 1927, il governo fascista istituì 17 nuove province tra cui la provincia di Rieti unendo il territorio del circondario di Rieti a quello dell'ex circondario di Cittaducale (precedentemente parte della provincia di Aquila degli Abruzzi) allo scopo di ricreare la regione storica della Sabina. Il ruolo di capoluogo della città fu ulteriormente rafforzato l'anno successivo, quando i comuni di Contigliano, Cantalice, Poggio Fidoni e Vazia furono soppressi e aggregati al comune di Rieti; solo nel dopoguerra i primi due torneranno ad essere comuni indipendenti.
La promozione a capoluogo di provincia permise alla città di dar vita a un processo di crescita più efficace. Il definitivo passaggio ad un'economia di tipo industriale fu segnato dalla Supertessile, un grande stabilimento per la produzione della seta artificiale che impiegava migliaia di lavoratori (impiantato dal barone Alberto Fassini e successivamente acquisito da SNIA Viscosa). L'arrivo della Supertessile rese Rieti uno dei maggiori centri manifatturieri del Lazio, grazie anche all'indotto che favorì l'impianto di nuove industrie (come la Montecatini) e alla di poco successiva realizzazione dell'aeroporto di Rieti (che favorì la nascita dell'industria aeronautica ORLA).

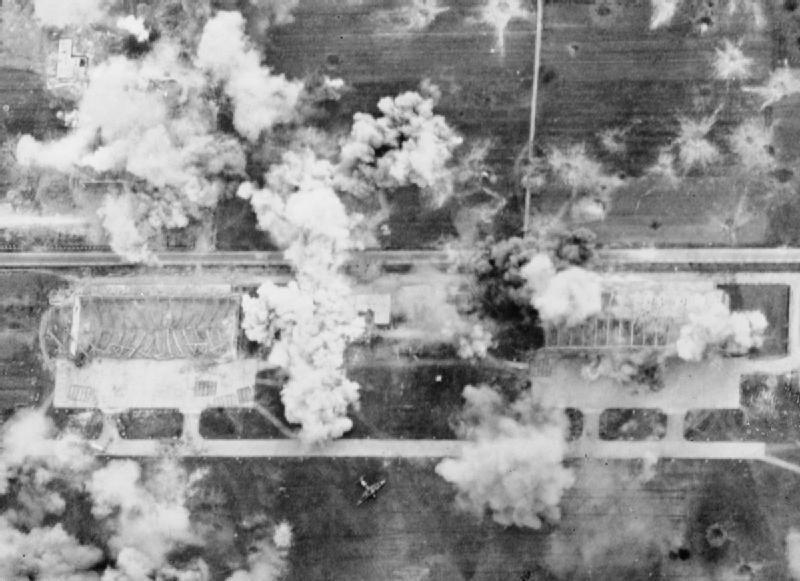
Fotografia aerea del bombardamento dell'aeroporto di Rieti, da parte di aerei Baltimore e Curtiss Kittyhawk dell'aeronautica militare britannica, durante la seconda guerra mondiale

Gli avvenimenti più importanti della seconda guerra mondiale furono il bombardamento alleato del 19 novembre 1943 (nel quale rimasero seriamente danneggiati gli impianti industriali di viale Maraini, la stazione ferroviaria e l'aeroporto), l'eccidio delle Fosse Reatine avvenuto il 9 aprile 1944 e il bombardamento del quartiere Borgo del 6 giugno 1944 che causò numerose vittime e rase al suolo parte del rione. Il 12 e il 13 giugno 1944 i tedeschi fecero saltare numerosi edifici (tra cui Porta Cintia, il ponte romano ricostruito nel 1939) e ne danneggiarono altri (l'aeroporto, lo Zuccherificio e gli altri stabilimenti industriali), saccheggiarono la città e si ritirarono. Il 16 giugno 1944 la città venne liberata con l'ingresso dell'esercito inglese.
A partire dagli anni sessanta una spinta ulteriore verso la crescita industriale si ebbe con la nascita del nucleo industriale di Rieti-Cittaducale, grazie anche ai contributi della Cassa del Mezzogiorno.
Tuttavia in seguito, complici l'interruzione dei finanziamenti dell'ente pubblico e la mancanza di collegamenti veloci, le industrie sono andate incontro ad una crisi che dura ancor oggi.
La chiusura di molte aziende, inoltre, ha posto al centro del dibattito politico l'esigenza della bonifica e riqualificazione delle ex aree industriali (su tutte quelle dello zuccherificio e della Supertessile, ormai inglobate nel tessuto urbano per effetto dell'espansione edilizia).

### Simboli

#### Stemma

Stemma della Città di Rieti

Lo stemma della città è stato formalmente riconosciuto con decreto del Capo del Governo del 28 luglio 1942 È suddiviso in due parti ed è quindi uno scudo troncato: nella parte superiore a sfondo rosso ruggine, si può vedere una figura femminile identificata con Rea Silvia, da cui deriverebbe anche il nome della città, che offre uno stendardo a un cavaliere a sua volta identificato nella figura di Manio Curio Dentato. Entrambi sono realizzati con un colore argentato, così come previsto dal decreto di riconoscimento, ma in alcune versioni si possono trovare d'oro.

Gonfalone della Città di Rieti

La metà inferiore a sfondo celeste riporta tre pesci ed una rete anch'essa d'argento. Il significato della metà superiore rimanderebbe all'opera romana di bonifica, eseguita per mano proprio di Manio Curio Dentato, quindi la scena simboleggerebbe il ringraziamento della popolazione del capoluogo sabino nei confronti di colui che liberò l'odierno territorio della piana reatina dalle acque paludose del lago. Pompeo Angelotti vedrebbe invece nella figura femminile la dea Rea nell'atto di porgere il comando della città al marito Saturno (Crono), ed effettivamente Rieti prende come sua fondatrice proprio Rea (e anche qui, dal suo nome deriverebbe quello della città stessa). La metà inferiore ha un significato meno chiaro. È raffigurata una rete che copre l'intera porzione dello stemma, sotto di essa nella parte alta sono piazzati due pesci e un terzo è posizionato più in basso, a formare quindi con gli altri due un triangolo rivolto a terra, ma a differenza dei precedenti, questo si colloca sopra la rete ed è visibilmente più grosso. La spiegazione vedrebbe la rete come un simbolo della legge e i due pesci da essa racchiusi come i cittadini che a essa devono sottostare. Il pesce più grande quindi, sarebbe un Magistrato a cui spetta il compito di farla rispettare. Lo scudo attuale è sovrastato da una corona da marchese e ornato in basso da una di foglie e a volte da un nastro che recita: in pratis late rea condidit ipsa reate. Originariamente lo stemma della città era costituito interamente da una semplice rete senza la rappresentazione dei pesci e della scena presente nella parte superiore.

## Monumenti e luoghi d'interesse
Caratteristico il centro storico, posto su una leggera altura ai margini della conca reatina, protetto su un lato da una cinta muraria di origine medievale ancora ben conservata. Via Roma, una delle più vive del centro, divide la città nei rioni medievali di San Francesco, San Rufo, della Verdura e Santa Lucia.
La città può contare sulla presenza di due santuari francescani, quello di Fonte Colombo e quello de La Foresta e sulla vicinanza con altri due, siti nei vicini comuni di Greccio e Poggio Bustone. Molti pellegrini giungono, infatti, nella "Valle Santa" per ripercorrere, con il cammino di Francesco, le gesta e i momenti della vita del San Francesco d'Assisi.

### Architetture religiose
Cattedrale basilica di Santa Maria Assunta
Costruita tra il 1109 e il 1225, presenta un esterno in stile romanico e un interno barocco. Il complesso comprende una cripta, la torre campanaria del 1252, il battistero (che ospita il Museo diocesano di Rieti), il portico del 1458 e diverse cappelle settecentesche, tra cui quella dedicata a Santa Barbara, progettata dal Bernini. All'interno si trovano sculture di Gian Lorenzo Bernini, Giovanni Antonio Mari, Lorenzo Ottoni, Federico di Filippo di Ubaldo da Firenze e dipinti di Antoniazzo Romano, del figlio Marcantonio Aquili, di Lorenzo Torresani, Andrea Sacchi, Giovan Francesco Romanelli, Lattanzio Niccoli e Vincenzo Manenti.

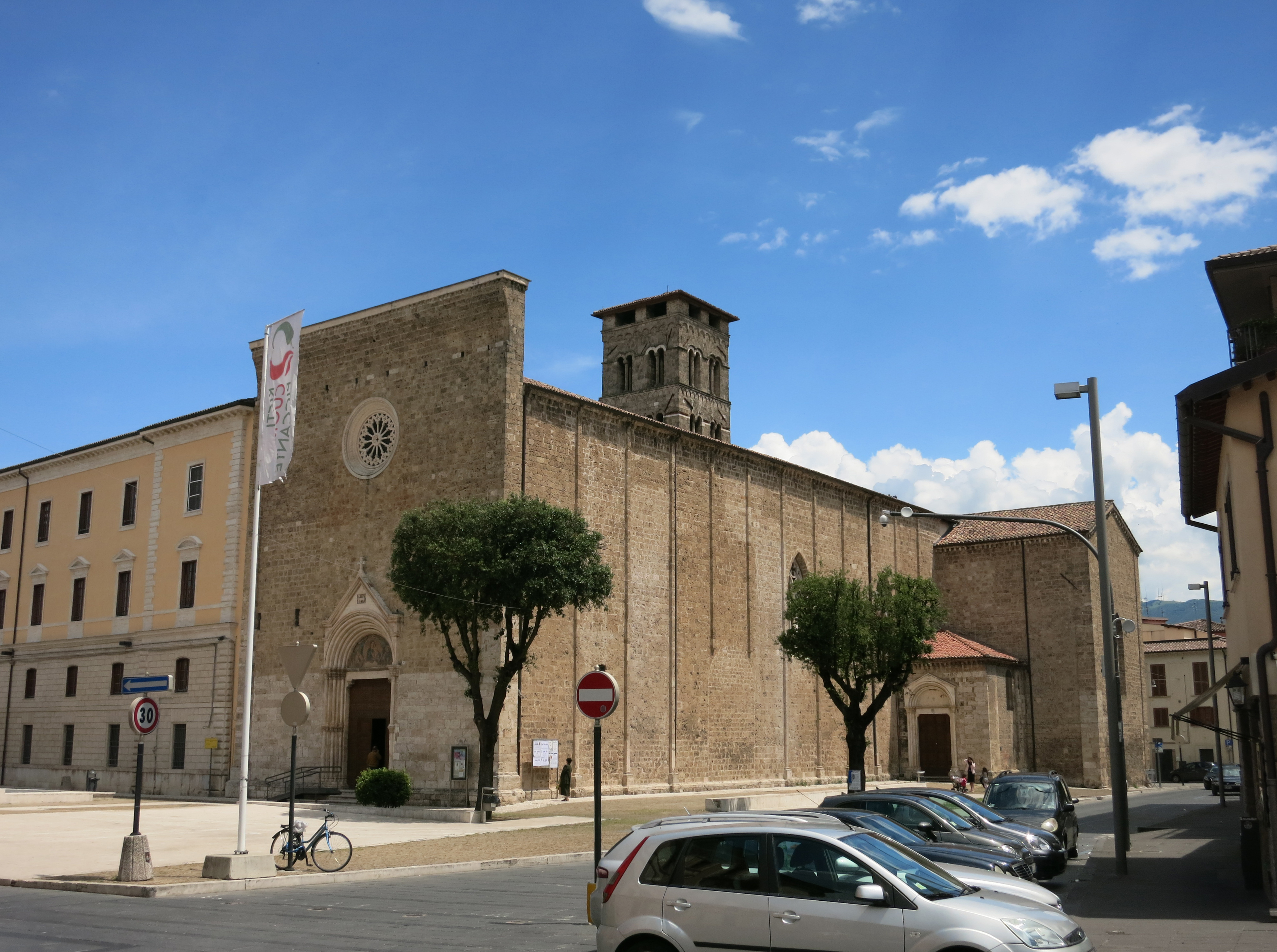
La basilica di Sant'Agostino

Basilica di Sant'Agostino
Innalzata a metà del XIII secolo, è una delle più importanti chiese di Rieti. La facciata, in stile romanico-gotico, è in pietra e presenta un portale di ingresso sovrastato da un timpano ed un rosone, e termina con un attico leggermente sporgente. L'interno, a navata unica, è sormontato da capriate in legno e termina in tre absidi sulle quali si aprono una finestra trifora e due bifore.
Chiesa di San Domenico
La chiesa di San Domenico fu edificata nel 1266, all'indomani della canonizzazione (avvenuta a Rieti) del fondatore dell'ordine domenicano. È stata recuperata e riaperta dopo un degrado che durava da quasi due secoli. L'interno è conseguentemente piuttosto spoglio, ma si sono salvati due affreschi di Liberato da Rieti (uno dei quali fu distaccato e spostato al Museo civico negli anni sessanta) e vi è stato costruito l'imponente organo Dom Bedos-Roubo, che misura 14 metri di altezza ed è costruito in base a due trattati del Settecento.
Convento di San Domenico (chiostro della Beata Colomba e oratorio di San Pietro martire)

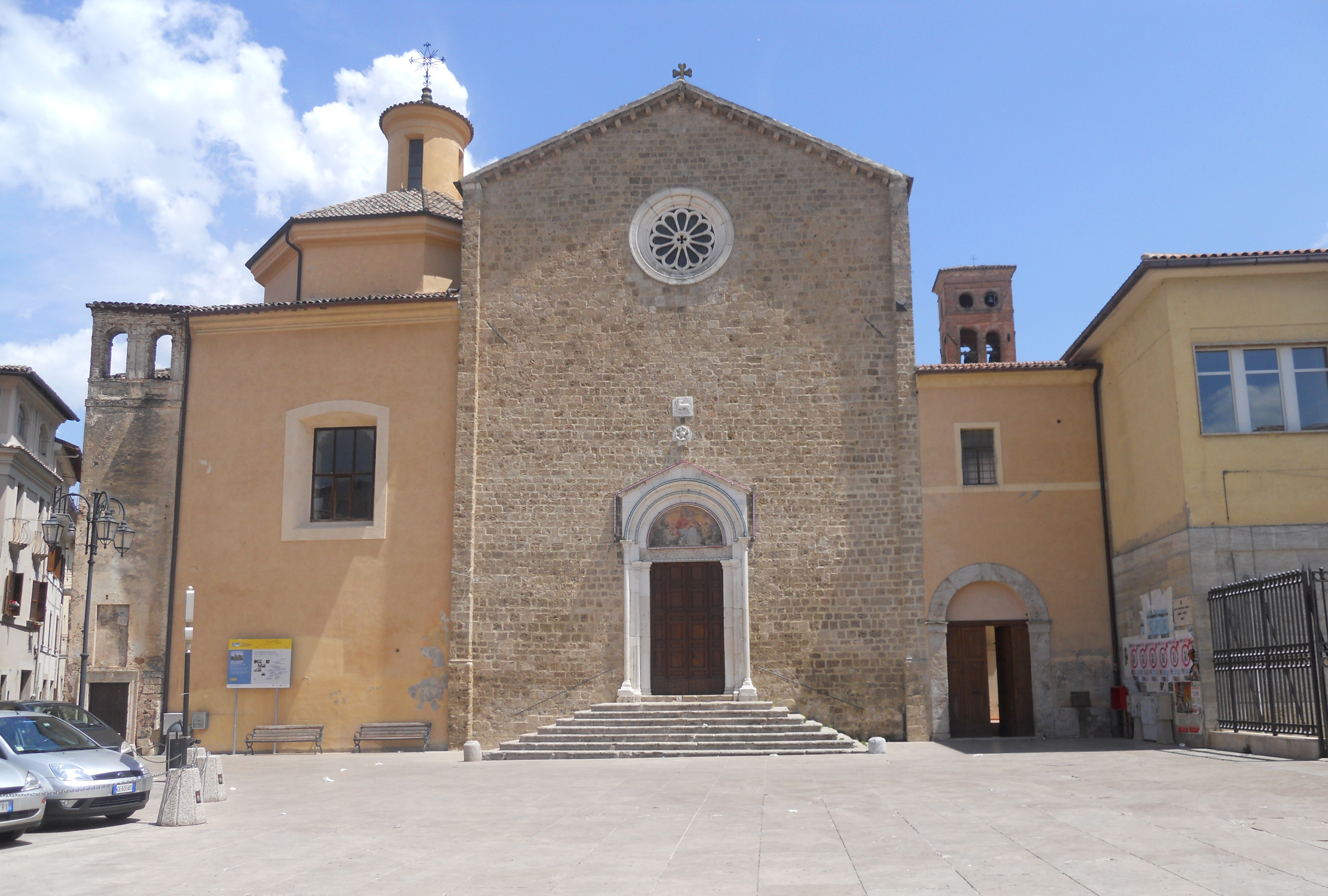
La chiesa di San Francesco

Annesso alla chiesa di San Domenico si trova l'ex convento, del quale fanno parte il chiostro della Beata Colomba, adornato con lunette affrescate e un giardino all'italiana e l'oratorio di San Pietro martire, una piccola cappella che ospita un importante affresco del Giudizio Universale dei fratelli Lorenzo e Bartolomeo Torresani (1552-1554); tuttavia il convento fa parte della caserma Verdirosi e per accedervi, solo in giorni prestabiliti, è necessario un permesso.
Chiesa di San Francesco
Costruita nel 1253, affaccia sull'omonima piazza; fu la seconda chiesa ad essere dedicata al culto del santo, dopo la basilica di Assisi. Realizzata in stile romanico-gotico con una facciata a frontone molto semplice, in pietra, dotata di un portone a strombatura sovrastato da una lunetta e da un piccolo rosone. L'interno è a tre navate, con una copertura a capriate che sostituisce l'originale volta barocca che crollò durante il terremoto del 1898. Di fianco alla chiesa vera e propria è situato l'oratorio di San Bernardino e l'ex convento dotato di chiostro, sede del liceo scientifico Carlo Jucci. All'interno della chiesa ogni anno si svolgono le celebrazioni per il Giugno Antoniano e da qui parte la Processione di Sant'Antonio.

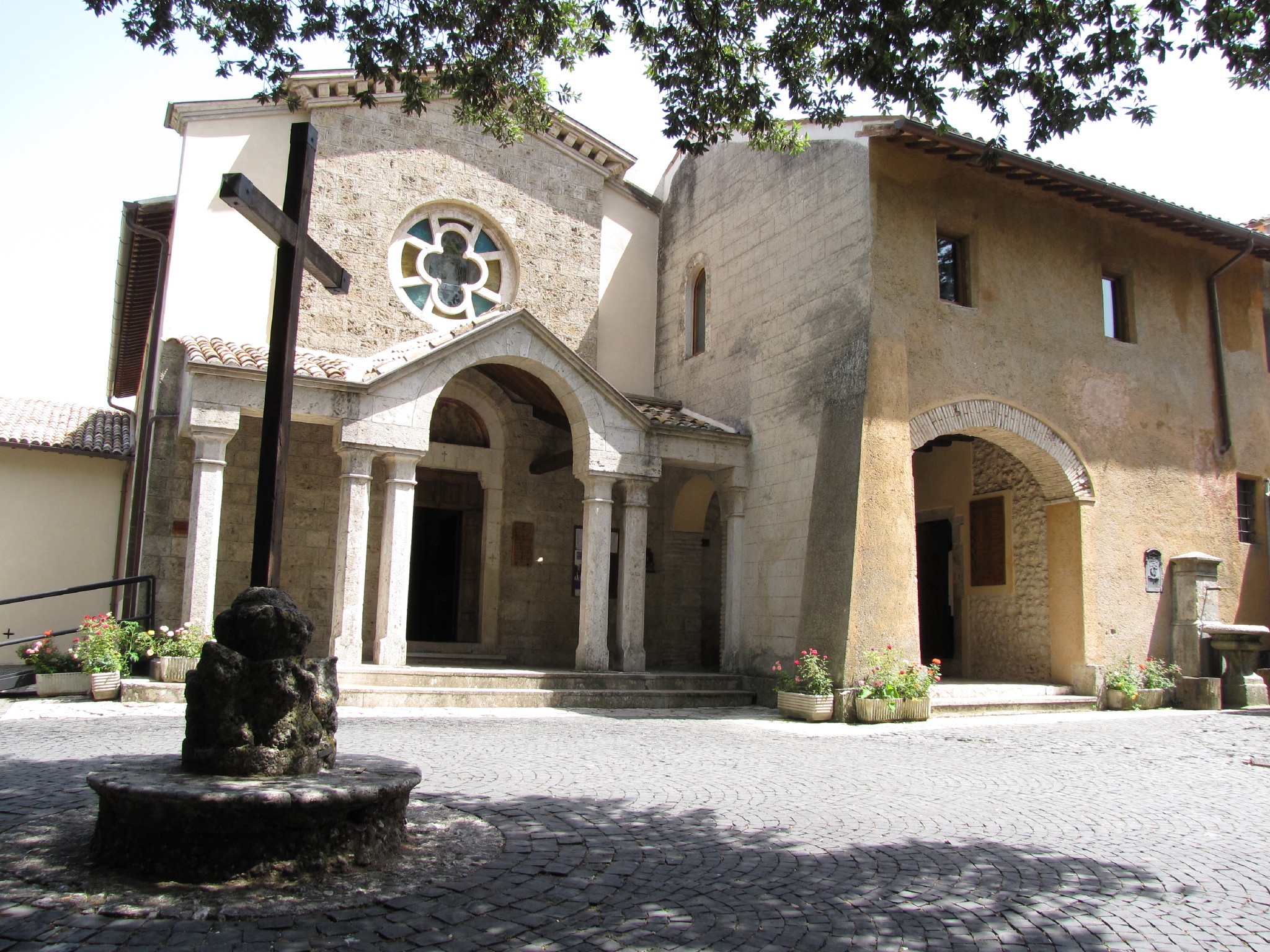
Il Santuario di Fonte Colombo

Santuari francescani della Valle Santa
Nei dintorni di Rieti si trovano i quattro santuari fondati da San Francesco d'Assisi, che danno alla piana su cui sorge Rieti il nome di Valle Santa. Nel territorio comunale reatino ricadono i santuari di Fonte Colombo e della Foresta, posti in posizione isolata su due rilievi ai margini della pianura, rispettivamente nei pressi delle frazioni di Sant'Elia e Castelfranco; ad essi si aggiungono quelli di Greccio e Poggio Bustone, siti nei rispettivi comuni limitrofi. Il percorso che collega i quattro santuari è un cammino di pellegrinaggio noto e molto visitato, detto cammino di Francesco.
Chiesa di Sant'Antonio Abate
Commissionata al Vignola nel 1570 e completata nel XVII secolo, fa parte di un complesso architettonico trecentesco che comprende anche un ospedale e un cimitero; l'edificio è chiuso al pubblico, abbandonato in uno stato di profondo degrado.
Chiesa di Santa Lucia
La chiesa e il convento di Santa Lucia sono stati fondati nel 1253 grazie all'interessamento del beato Angelo Tancredi. La chiesa attualmente visibile è il risultato di interventi risalenti alla prima metà del Settecento. Il convento in passato era molto importante, e vi furono monache tre nipoti del Bernini, che per questo motivo realizzò due statue e l'altare maggiore, che sono conservati nella chiesa, e forse un dipinto (più probabilmente opera di Ciro Ferri). Il convento, espropriato dopo l'unità d'Italia, ospita un polo culturale che comprende la biblioteca comunale Paroniana e una sezione del Museo civico.

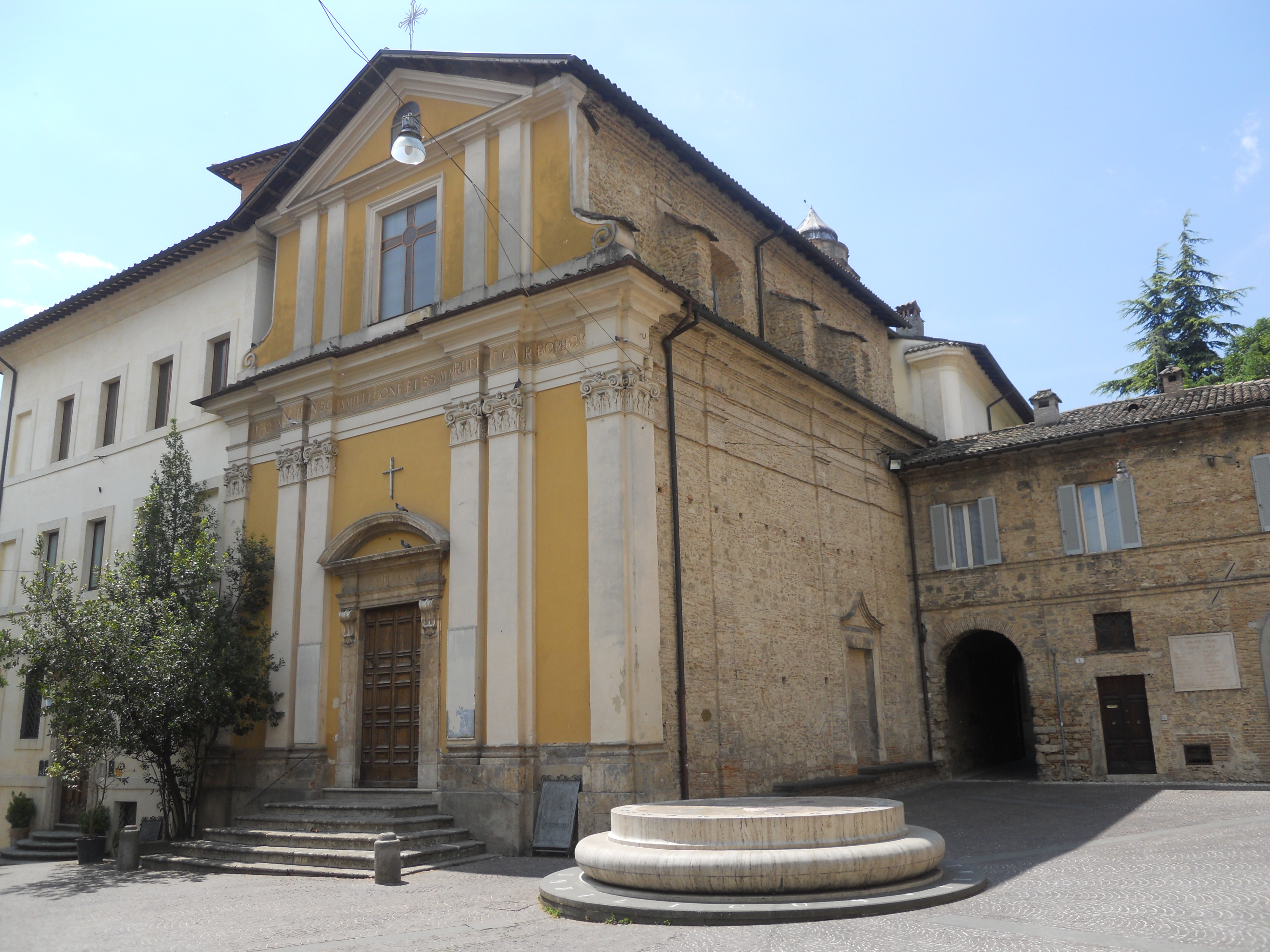
La chiesa di San Rufo e il monumento che segna il centro d'Italia

Chiesa di San Rufo
La chiesa di San Rufo è collocata nella piccola piazza omonima nella quale, secondo la tradizione, è collocato il centro d'Italia (Umbilicus Italiae). La chiesa ha origini altomedievali, ma l'edificio attualmente visibile risale al 1748 ed è opera di Melchiorre Passalacqua. L'esterno è in stile neoclassico, mentre l'interno è barocco e ospita il dipinto più importante della città, L'angelo custode, oggi ritenuto opera dello Spadarino ma in passato attribuito persino al Caravaggio.
ex Chiesa di Santa Scolastica
Costruita tra il 1696 e il 1717 su progetto di Francesco Fontana, è l'unica chiesa di Rieti con pianta a croce greca; è sconsacrata e costituisce l'Auditorium Varrone.
Chiesa di San Pietro Martire

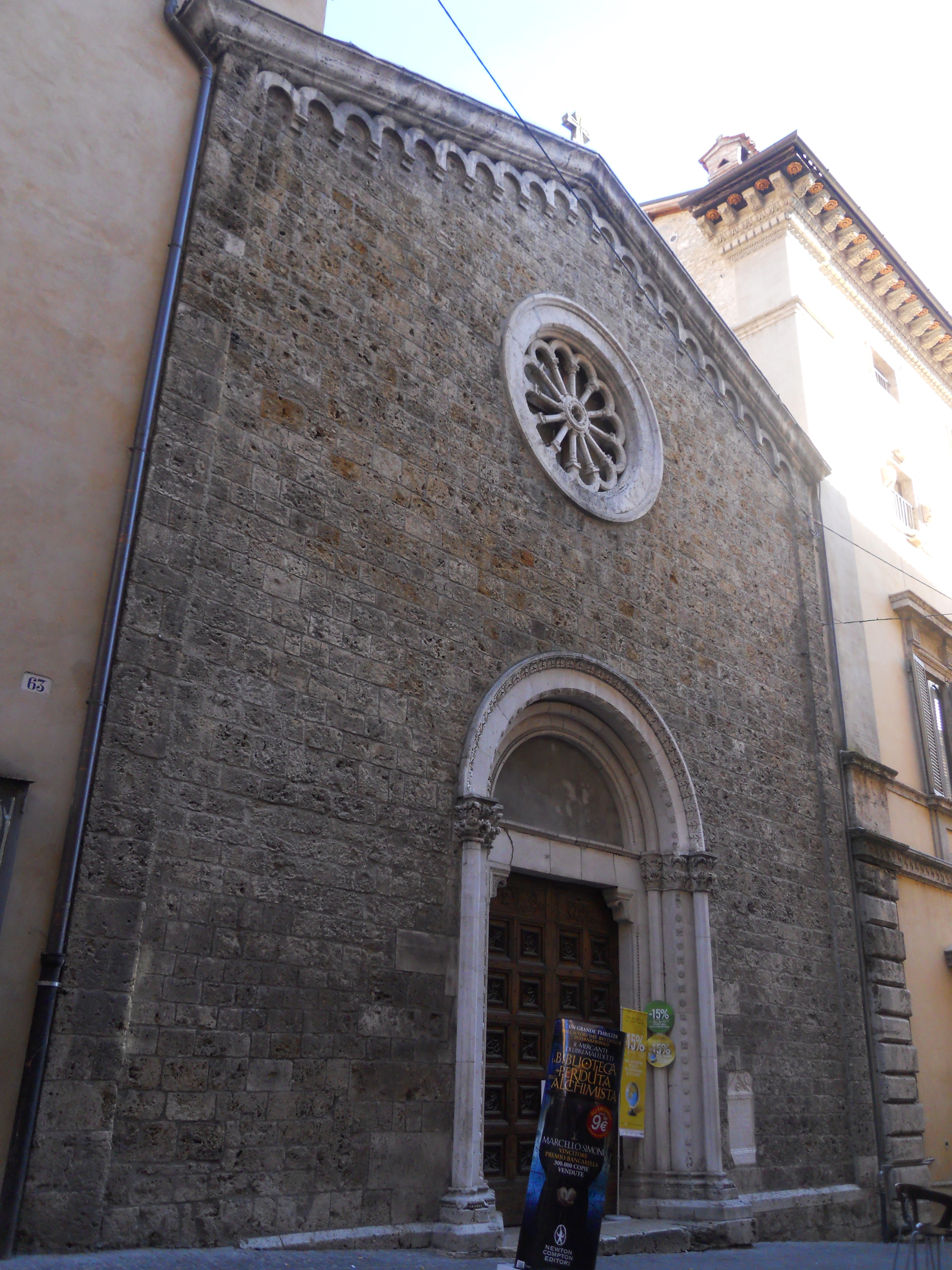
La ex chiesa di San Pietro Apostolo

Fu costruita nel 1266 dai Padri Cistercensi. La facciata in conci di travertino delimitata da due lesene è estremamente semplice e l'elemento di maggior rilievo è il portale del 1546, opera di Giacomo da Locarno e Stefano da Como, che presenta sei colonnine in pietra (tre per lato) poggiate ognuna, su uno scudo che raffigura un busto di San Piero e che sostengono un architrave.  Questo portale in origine era collocato nella facciata dell'oratorio di San Pietro martire (chiesa di San Domenico) e fu spostato nel 1576 alla sua posizione attuale.
ex Chiesa di San Pietro Apostolo
Di origine antecedente al XII secolo, si trova in via Roma; sconsacrata, è sede di una libreria.
Convento di Sant'Antonio al Monte
Costruito alla fine del XV secolo, è collocato sul colle di San Biagio a meridione della città. La chiesa fu ampiamente ristrutturata a metà del XVII secolo.
ex Chiesa di San Giovenale e San Vincenzo Ferreri, detta Santa Maria della Scala
La chiesa, sconsacrata e nota come Auditorium dei poveri, ospita eventi culturali. Al suo interno si trova il bassorilievo Il genio della morte di Bertel Thorvaldsen, allievo del Canova, commissionato da Angelo Maria Ricci per la tomba della moglie Isabella Ricci Alfani.

#### Santa Barbara in agro
Sala del Regno dei Testimoni di Geova
Chiesa degli Avventisti del Settimo Giorno
Assemblee di Dio in Italia (ADI)
Chiesa Cristiana Evangelica Missionaria Internazionale
Chiesa Cristiano-Ortodossa dei Santi Barbara e Giuseppe Nuovo di Patros
Moschea della Pace

### Architetture civili

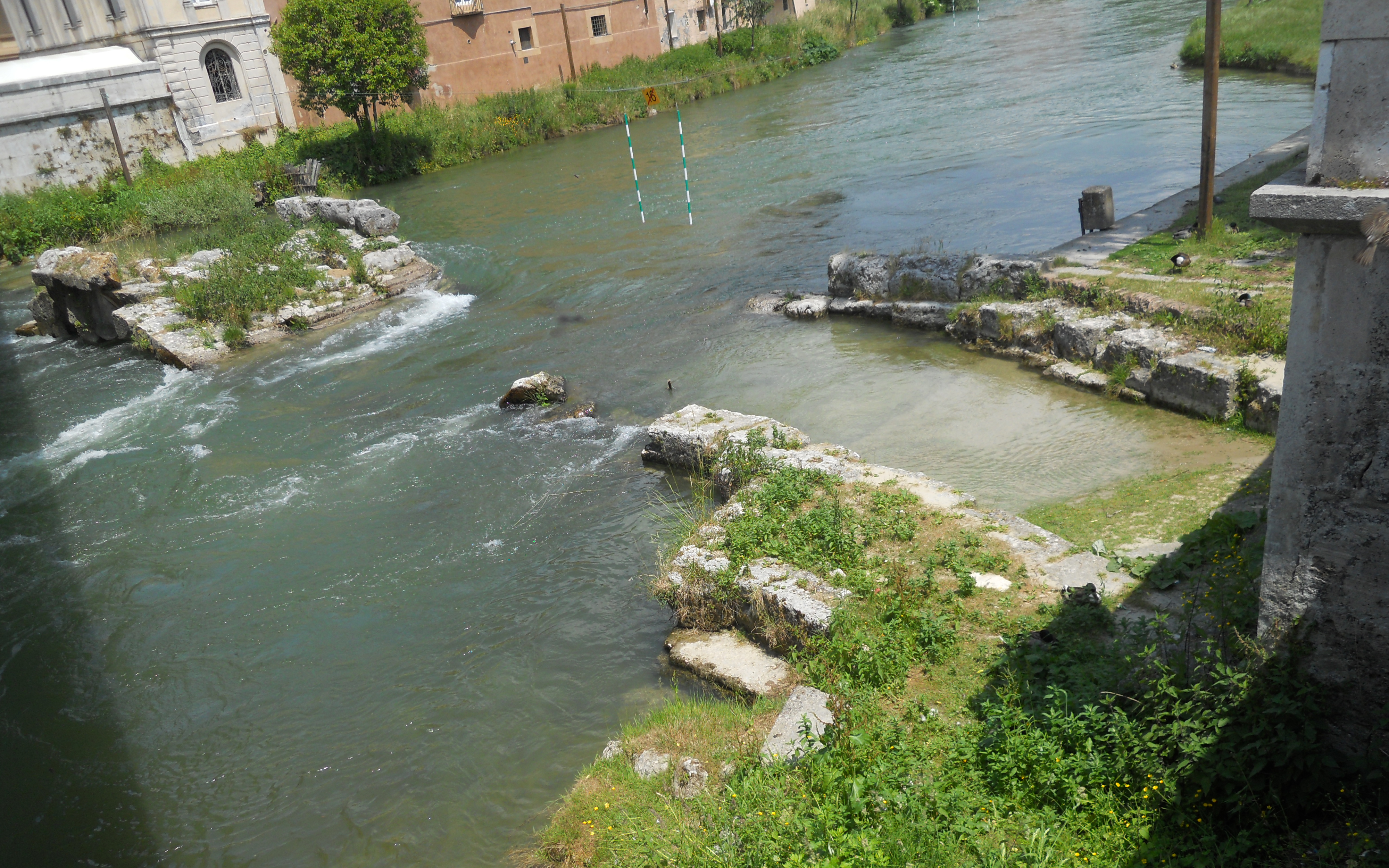
I resti del Ponte Romano, adagiati sul fondale del Velino

Resti del Ponte Romano
Costruito nel III secolo a.C., il Ponte Romano era parte dell'antica consolare Via Salaria, e rappresentava il principale accesso alla città da sud, nonché il collegamento tra centro storico e quartiere Borgo. Fu demolito negli anni Trenta a causa dell'altezza insufficiente rispetto al livello del fiume, che più volte lo aveva inondato e danneggiato. I resti del ponte furono adagiati nelle acque ed emergono dal fondale del Velino, a fianco del ponte moderno costruito nel dopoguerra.
Teatro Flavio Vespasiano
Posto lungo Via Garibaldi, annualmente vi si svolge un'intensa attività teatrale. Venne costruito sul finire dell'Ottocento e l'acustica del teatro viene considerata come la migliore d'Italia e una delle migliori al mondo.
Palazzo Vescovile o Palazzo Papale
Innalzato nel 1283 in ragione della presenza a Rieti della curia papale, il Palazzo Vescovile è stato la dimora di diversi pontefici. Si trova a destra della Cattedrale, con la fiancata lungo via Cintia. La facciata romanica contiene una loggia, riportata all'aspetto originario con un restauro ad inizio novecento. Il piano terra ospita delle maestose volte a crociera gotiche a due navate, sorrette da sei pilastri; al primo piano si trova invece il salone delle udienze, che dal 2005 ospita la pinacoteca del museo diocesano.

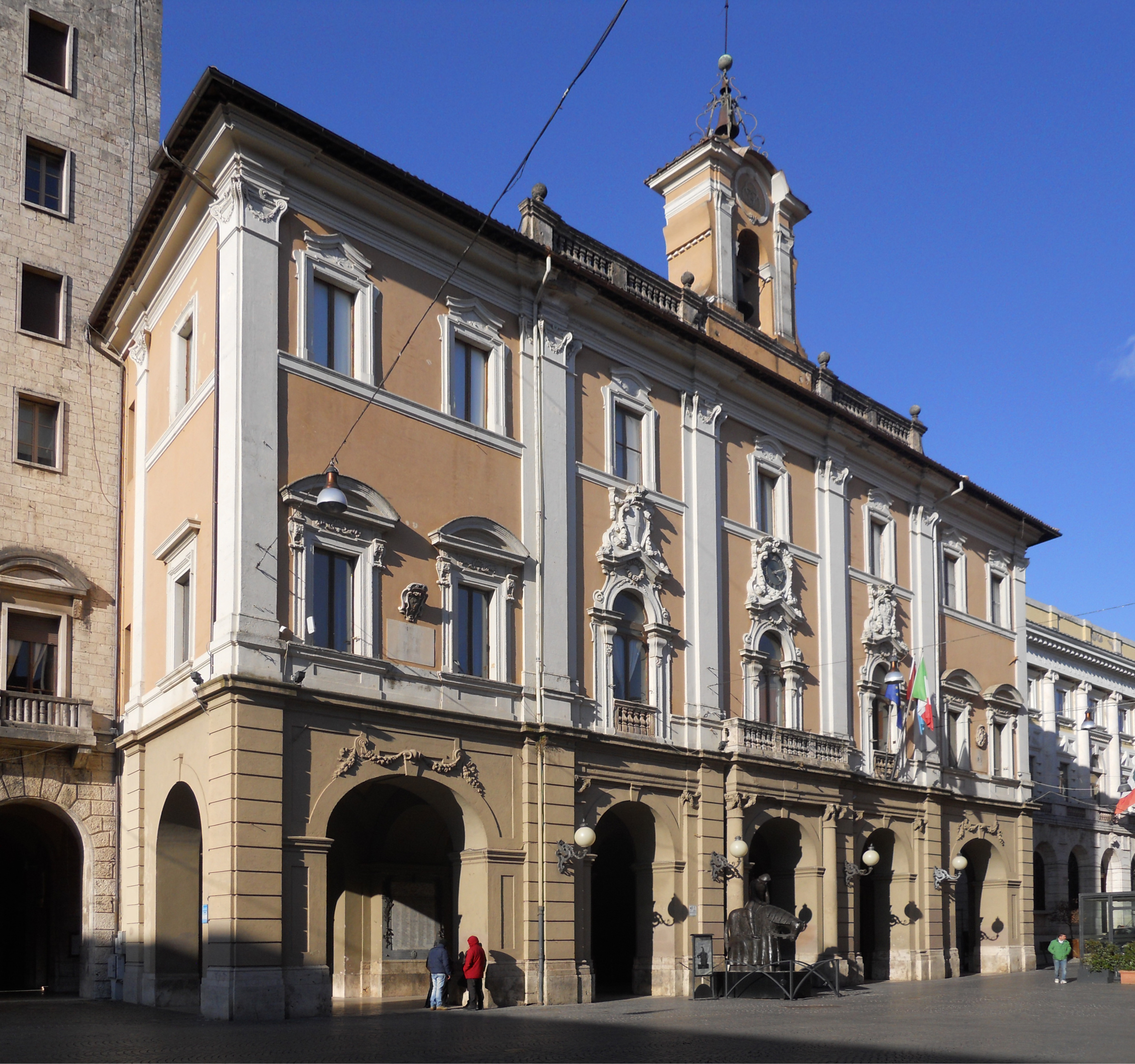
Palazzo Comunale
È il palazzo più importante di piazza Vittorio Emanuele II ed è la sede del municipio oltre che del Museo civico. L'edificio è il risultato di molte opere di ampliamento e ristrutturazione di una struttura risalente al XIII secolo. La facciata (opera di Filippo Brioni, 1748) ha uno stile tardo barocco con due ordini di finestre, e culmina in un piccolo campanile; al pianterreno si trova un portico, sotto il quale sono presenti un busto di Giuseppe Garibaldi e uno di Vittorio Emanuele II. Sul suo fianco sinistro si erge una torre di cinque piani rivestita in travertino, innalzata nel 1940.
Palazzo Dosi Delfini
Sorge su piazza Vittorio Emanuele II ed è la sede della Sabina Universitas. La facciata, in bugnato di pietra calcarea, integra elementi del tardo barocco con alcuni elementi neoclassici. All'interno del palazzo è presente un piccolo cortile ellittico e a livello del primo piano può essere osservata una statua in bronzo di Santa Barbara.
Palazzo Vincentini (della Prefettura o del Governo)
È un palazzo rinascimentale che sorge su piazza Cesare Battisti; oggi è sede della prefettura. La sua ristrutturazione nella forma attuale iniziò nel 1589 su un progetto di attribuzione dibattuta: in passato venne attribuito al Vignola per via delle forme che lo ricordano, ma oggi si ritiene che sia opera di Giovan Domenico Bianchi.
Il lato rivolto verso la Cattedrale è munito di una splendida loggia formata da due ordini di archi, che affaccia su un giardino all'italiana da cui si gode una visuale panoramica sul lato sud della città; il giardino è pubblicamente accessibile dal 1927, quando la famiglia Vincentini cedette l'edificio alla neonata provincia reatina. All'interno, il piano terra è decorato con pitture del 1932 che raffigurano Marco Terenzio Varrone e Tito Flavio Vespasiano; al primo piano si trovano le stanze dove alloggia il Prefetto, ed è di particolare rilevanza il camino in marmi policromi risalente al Cinquecento, che riporta iscrizioni in oro.

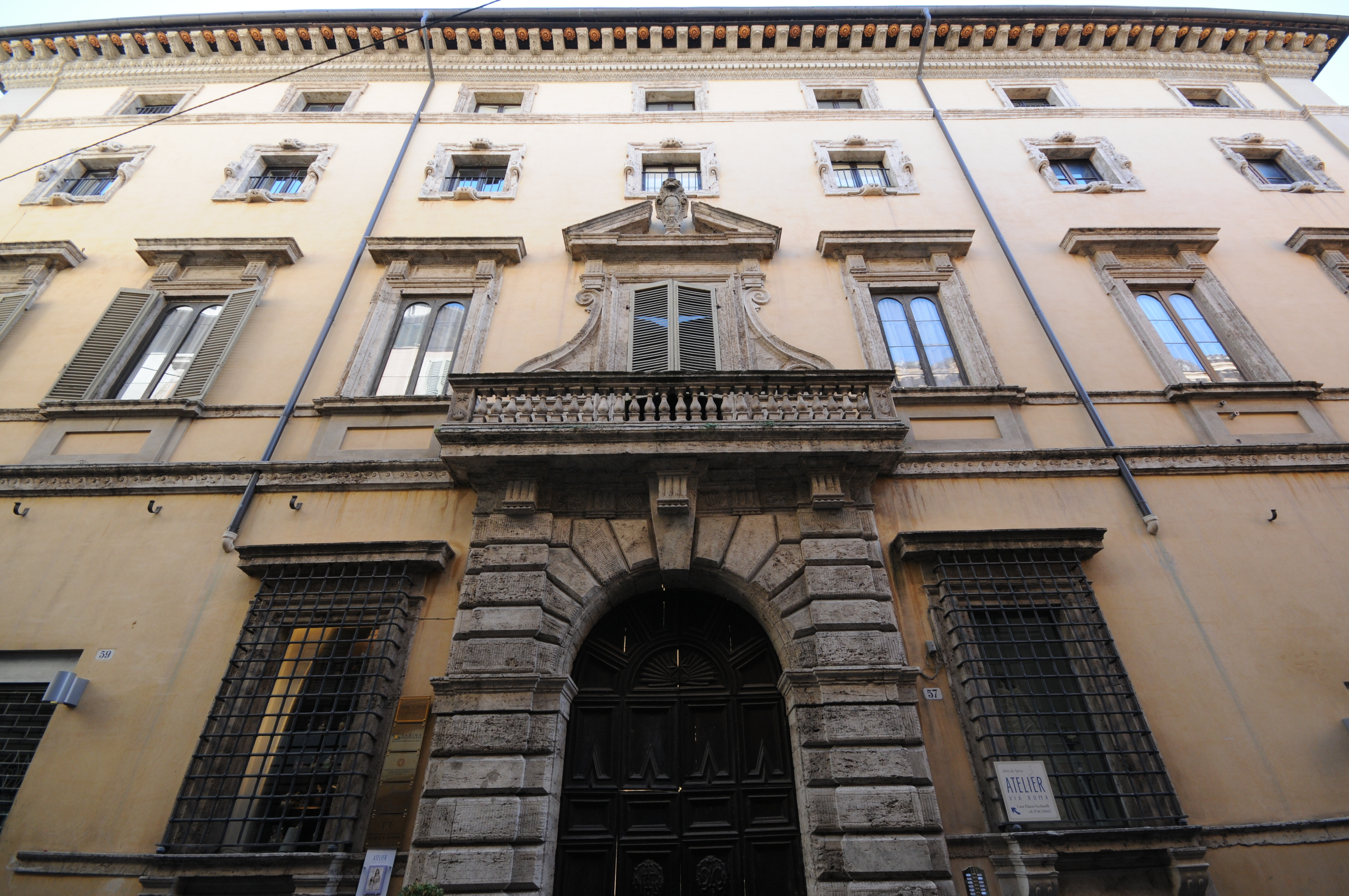
Palazzo Vecchiarelli
È collocato lungo via Roma, con un imponente portale e un'elegante facciata tardo rinascimentale. Fu realizzato sul finire del XVI secolo su progetto di Carlo Maderno.
Palazzo Vincenti Mareri
Risalente al XIX secolo, è la residenza storica dei conti Vincenti Mareri. Il suo attuale aspetto neoclassico è opera di Giuseppe Valadier, che lo ingrandì fondendolo con i preesistenti palazzi degli Aligeri e dei Cerroni. Due portali in bugnato danno accesso alla corte interna, dove si trova un giardino all'italiana con una fontana su cui si trova una statua in terracotta di Cerere, copia di un originale romano.
Palazzo Ricci
Esempio di architettura neoclassica, ha la facciata in piazza Oberdan e il fianco in piazza Mazzini. È appartenuto alla nobile famiglia di Angelo Maria Ricci; oggi ospita uffici dell'amministrazione comunale. Il palazzo era sede di una notevole collezione di opere pittoriche prevalentemente del Seicento, il cui fiore all'occhiello era costituito dal gesso originale della Ebe di Antonio Canova attualmente conservato presso il Museo civico di Rieti.

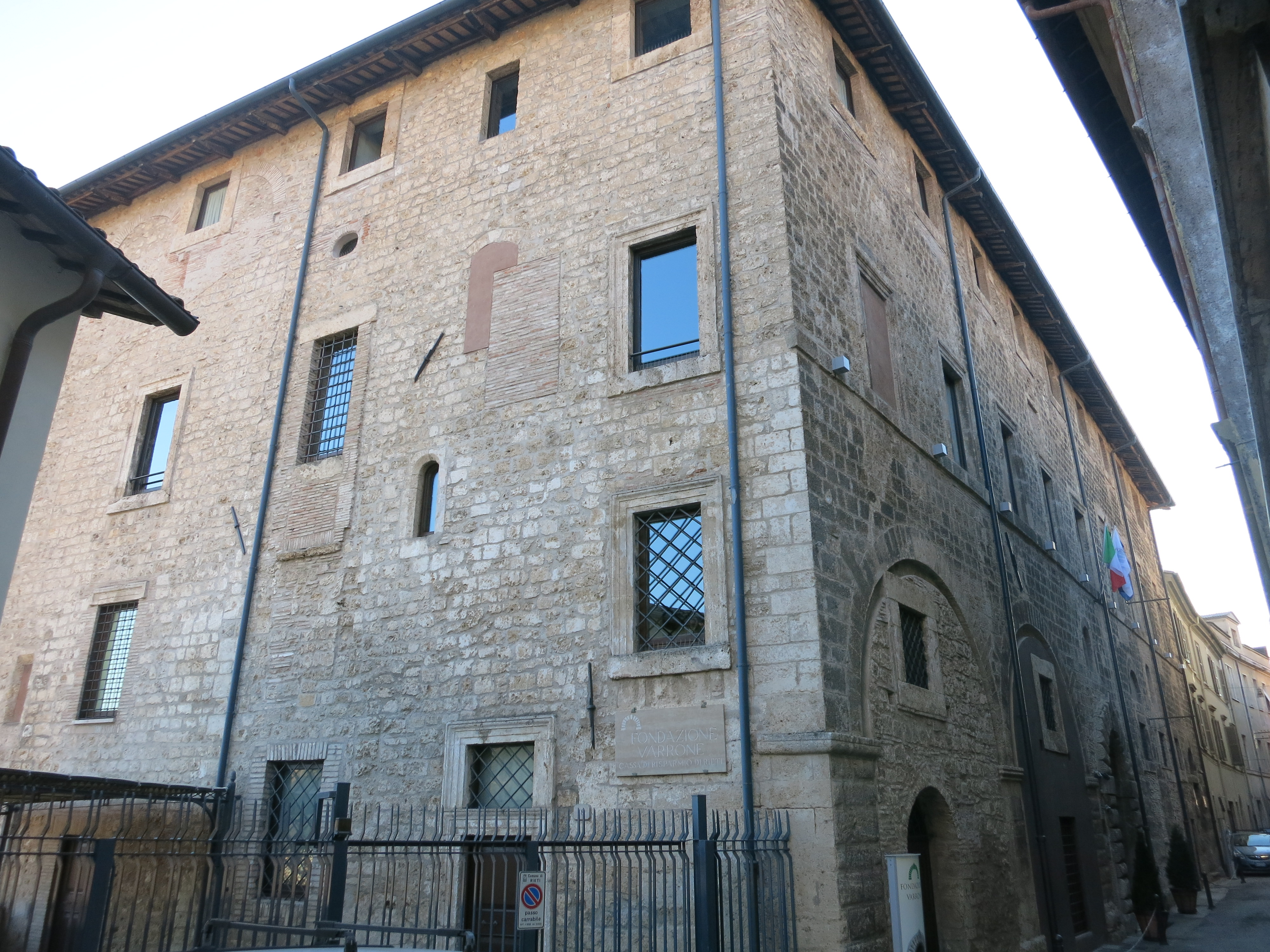
Palazzo Potenziani

Palazzo Potenziani Fabri
È situato in via dei Crispolti ed al suo interno ospita una serie di affreschi. Fondato nel XIII secolo, è stato posseduto prima dai Fabri e poi dai Potenziani fino 1979, quando fu sottoposto ad un impegnativo restauro, che ha permesso di riportarlo all'aspetto originario. Oggi appartiene alla Fondazione Varrone, che vi ha collocato la sua sede; per questo motivo non è sempre visitabile.
Palazzo Secenari
Risalente al XIV secolo, è situato in via Roma e si distingue per una bifora quattrocentesca.
Palazzo del Seminario
Sorto in luogo del Palazzo Pretorio e del Podestà (fine XIII secolo), venne trasformato in seminario diocesano ed inaugurato nel 1564; fu il primo seminario ad essere istituito secondo le norme del concilio di Trento, se si esclude il piccolissimo seminario di Larino. I lavori per la trasformazione dell'edificio furono diretti dal Vignola, ma gli ampliamenti dei secoli successivi rendono difficile individuare i caratteri del suo intervento.
Palazzo Crispolti
Costruito agli inizi del XVIII secolo su progetto del comasco Michele Chiesa, con una facciata ridisegnata nel 1814 da Giuseppe Subleyras. Nel 1877 fu ceduto dalla famiglia Crispolti all'allora Cassa di Risparmio di Rieti e riallestito su progetto dell'ingegnere Angelo Blasetti; da allora ospita gli uffici della sua sede centrale.
Palazzo delle Poste
Costruito nel 1934, si trova alla fine di via Garibaldi ed è opera dell'architetto Cesare Bazzani.
Sede del Comando provinciale dei Carabinieri
Collocato nel quartiere Micioccoli, l'edificio è stato realizzato nel 2003 su progetto dell'architetto Manfredi Nicoletti.

### Cinta muraria
Mura romane
La cinta muraria di epoca romana è in gran parte scomparsa, ma rimangono visibili numerose tracce, specialmente nei casi in cui edifici di epoca successiva ne hanno riutilizzato i blocchi.
Mura medievali
Risalenti al XIII secolo, sono considerate tra le più imponenti e meglio conservate del Lazio. Cingono la città per tutto il lato settentrionale, e formavano un efficace sistema difensivo insieme al fiume Velino e alle cavatelle, oggi prosciugate, del Borgo e di Fiume de' Nobili. Lungo le mura si aprono cinque porte:

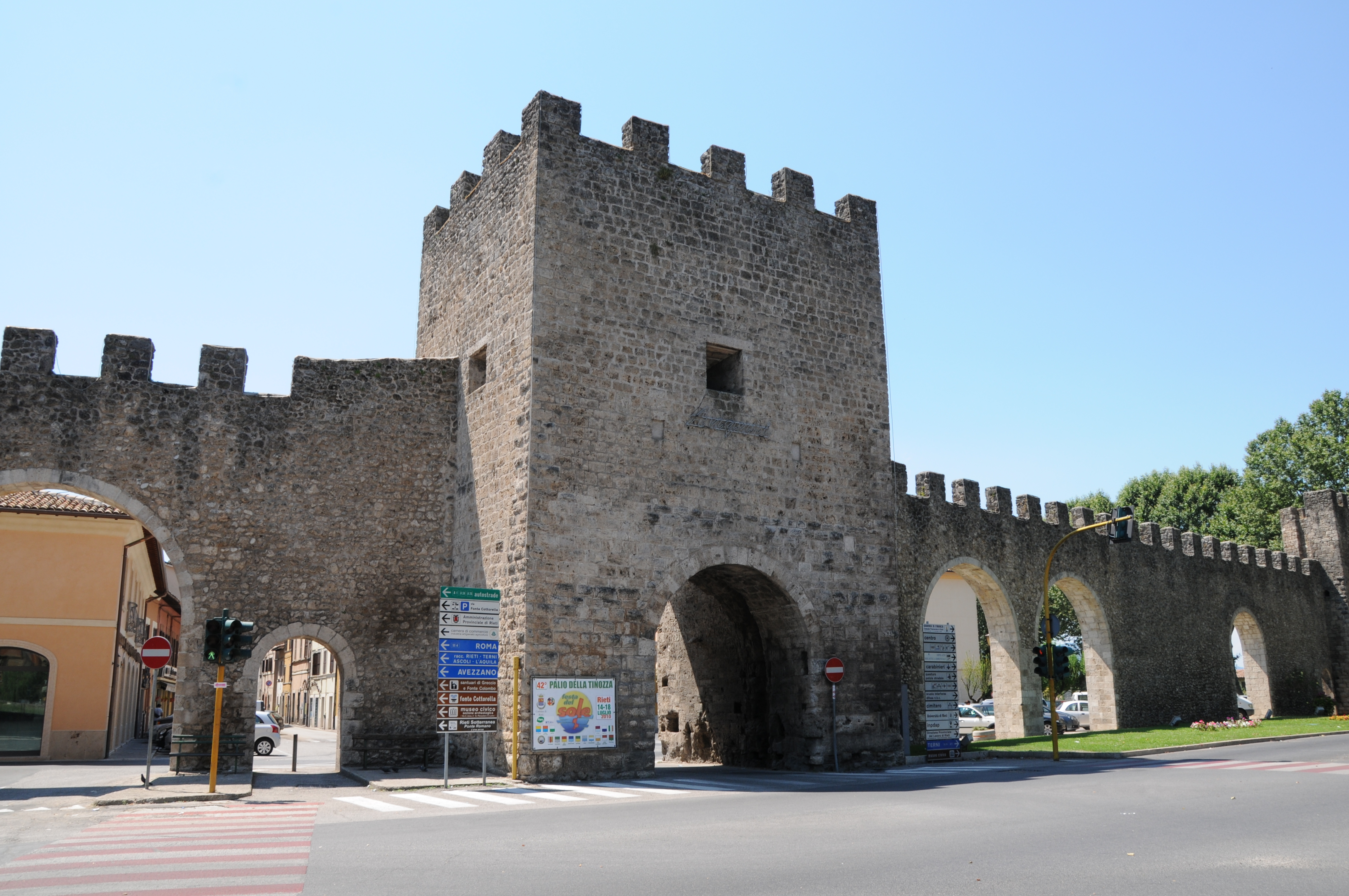
Porta d'Arci

- Porta d'Arci, ad est, sulla Via Salaria per Cittaducale, L'Aquila e Ascoli Piceno;
- Porta Conca, a nord; conserva ancora le imposte in legno del Cinquecento;
- Porta San Giovanni, a nord, al termine di via Pennina che costituisce con via Roma l'asse nord-sud del centro storico. Murata nel XV secolo, le sue tracce sono ancora visibili e un piccolo varco permette il passaggio dei pedoni;
- Porta Cintia, a nord-ovest, sulla strada per Terni; è andata distrutta durante la seconda guerra mondiale e al suo posto si trovano oggi due edifici di cemento armato in stile razionalista;
- Porta Romana, a sud, oltre il fiume, sulla Via Salaria per Roma.

### Vie, piazze ed archi medievali

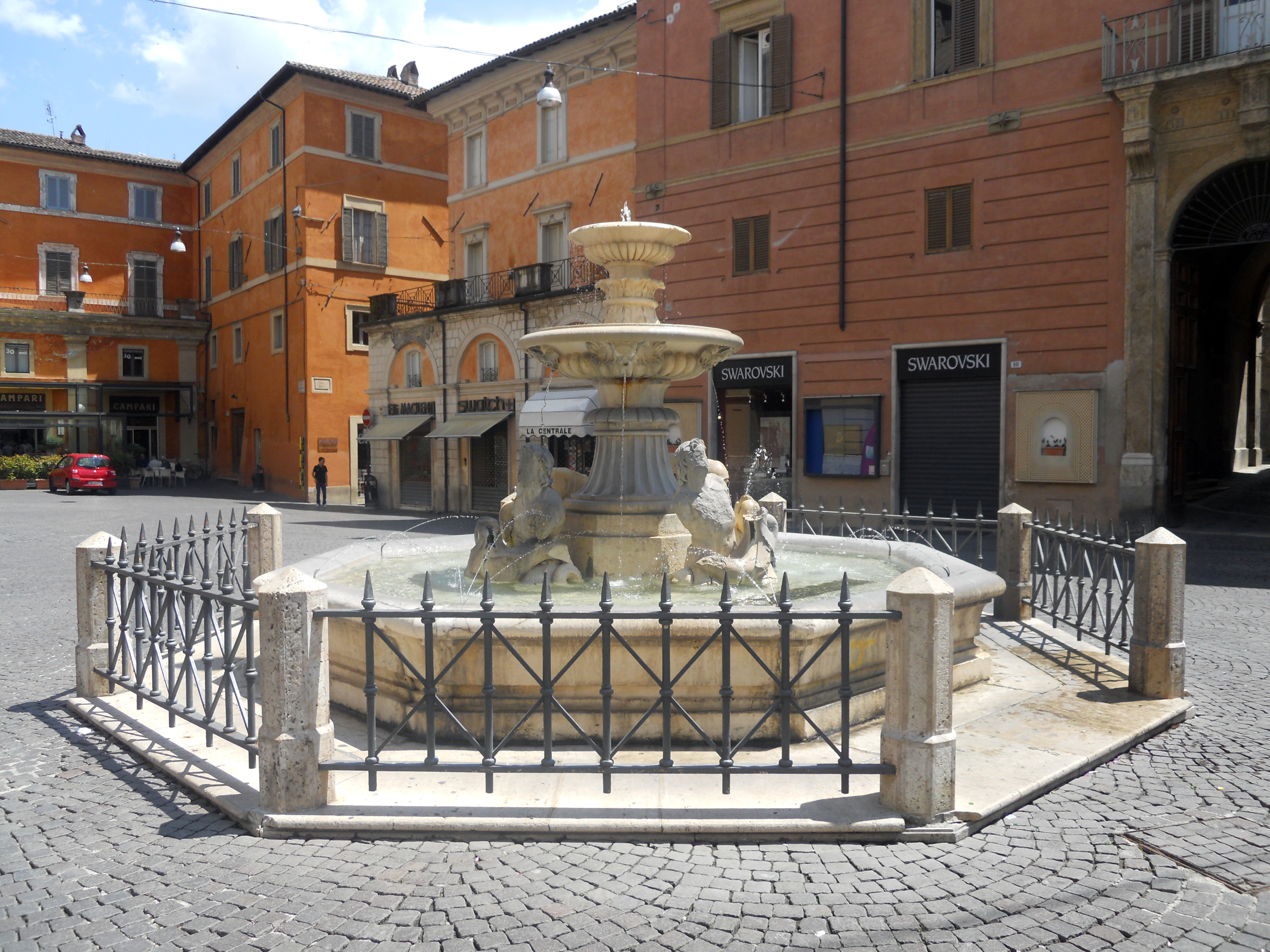
La fontana dei Delfini in Piazza Vittorio Emanuele II

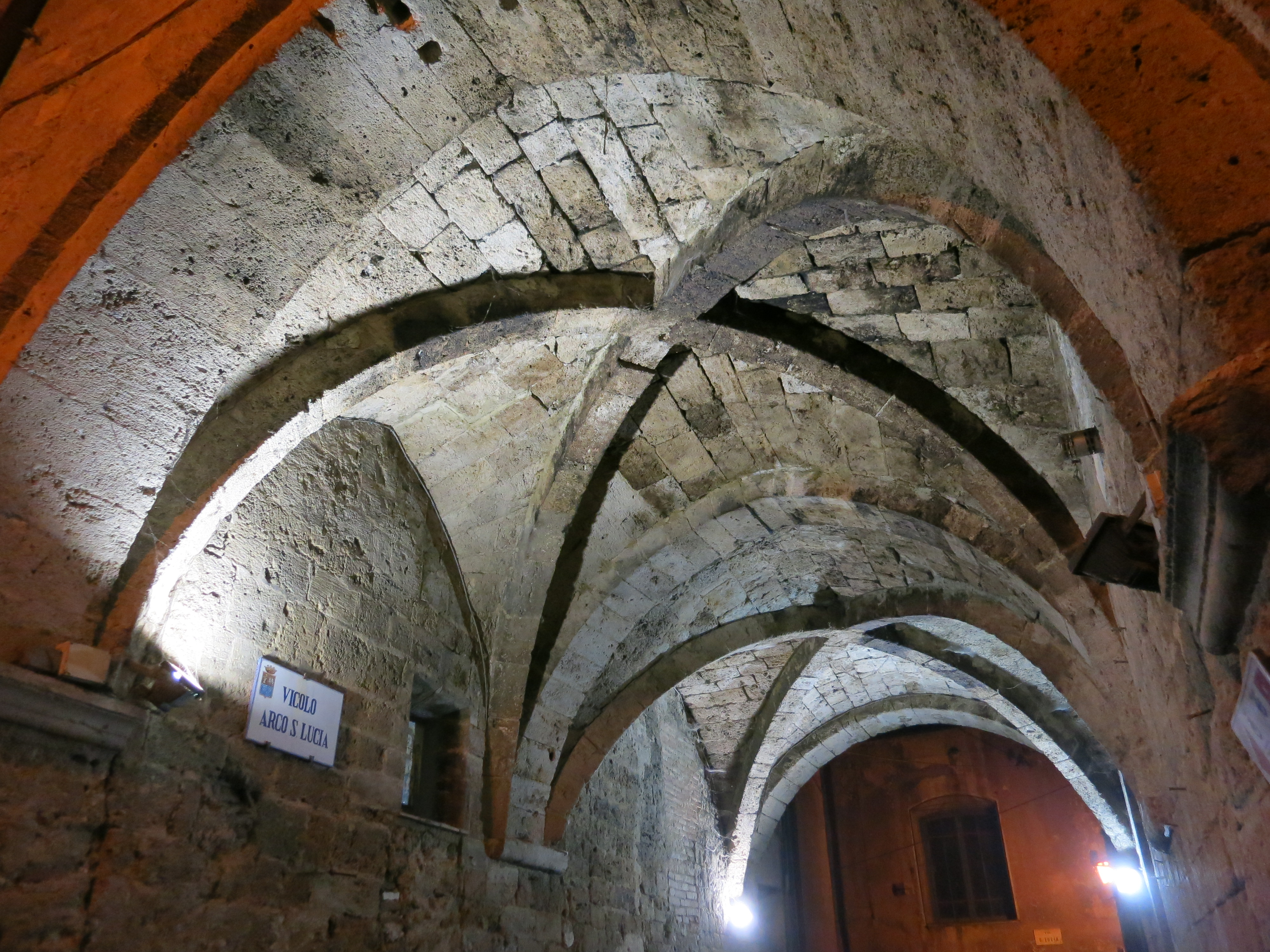
L'arco di Santa Lucia (XIII secolo)

Piazza Vittorio Emanuele II
È la principale piazza della città. Su di essa affacciano il Palazzo Comunale e Palazzo Dosi nonché gli storici caffè Gengarelli e Quattro Stagioni. Al suo interno si trova la seicentesca fontana dei Delfini.
Via Roma
È la via principale del centro di Rieti, e ne rappresenta il cardo. La superficie stradale è sorretta dagli archi del viadotto romano del III secolo a.C., che costituiva la parte urbana dell'antica via Salaria; il viadotto è visitabile tramite il percorso guidato della Rieti sotterranea, che si snoda tra le cantine dei palazzi nobiliari che fiancheggiano la via.
Via Cintia e via Garibaldi
Via Cintia e via Garibaldi costituiscono il decumano della città; lungo di esse si trovano alcuni dei più importanti palazzi di Rieti.
Piazza San Rufo Centro d'Italia
Piazza San Rufo è una piccola piazzetta tipicamente medievale, raggiungibile da quattro stretti vicoli. Oltre ad ospitare l'omonima chiesa (descritta più in alto), in essa la tradizione individua l'esatta collocazione del centro geografico della penisola italiana (Umbilicus Italiae). Per ricordarlo sono presenti un monumento (realizzato nel 2001 e chiamato scherzosamente "la caciotta" per la sua forma circolare e bassa che ricorda una forma di formaggio) e una targa.
Arco di Bonifacio VIII o Arco del Vescovo
Scavalca via Cintia appoggiandosi al Palazzo Vescovile, fu fatto costruire da Papa Bonifacio VIII nel 1298, dopo aver assistito terrorizzato ad un terremoto che colpì la città.
Altri archi medievali
Le vie del centro storico di Rieti sono disseminate di archi medievali; tra gli altri si ricordano quelli di Santa Lucia (XIII secolo), del Seminario e di via del Forno.
Zona dei Pozzi
La zona di via dei Pozzi è caratterizzata da un tessuto urbanistico tipico della città medievale, con stretti vicoli e archi.
"Pincetto"
Il "pincetto" è una rampa che collega piazza Oberdan con via Centuroni, così chiamata per l'analogia con quella del Pincio di Roma.

### Musei

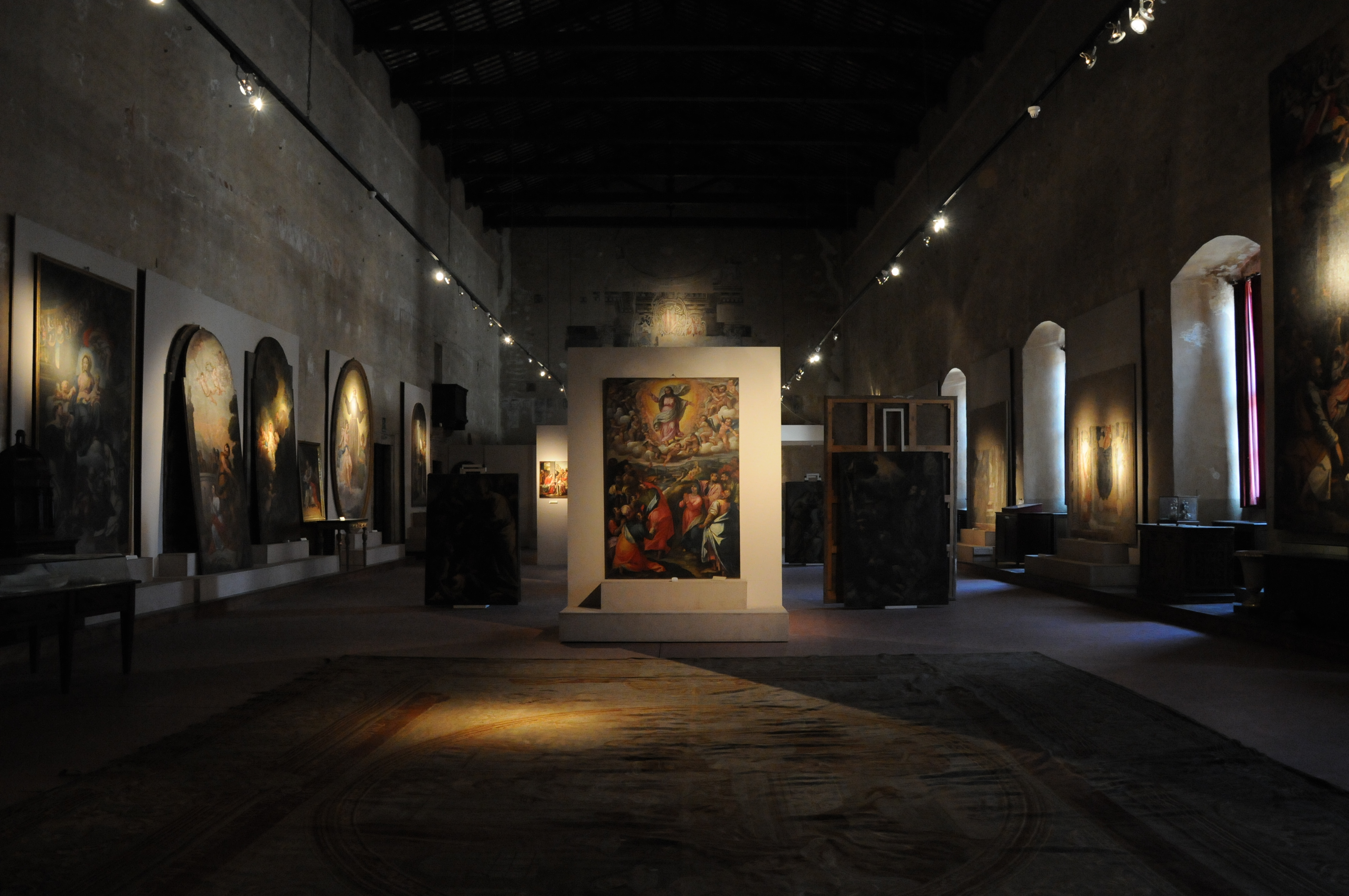
La pinacoteca del museo diocesano

Museo civico
Si compone di una sezione storico-artistica, collocata a Palazzo Comunale, e di una sezione archeologica, collocata a breve distanza nell'ex monastero di Santa Lucia. Tra le principali opere conservate ci sono: una Ebe di Antonio Canova (1815), un polittico di Luca di Tommè (1370), varie opere di Antoniazzo Romano tra cui la Madonna del Latte (la più antica a lui attribuita, 1464), il trittico Crocifissione di Zanino di Pietro e varie opere dei reatini Antonio Gherardi, Carlo Cesi e Antonino Calcagnadoro (a cui è dedicata un'intera sala); nella sezione archeologica sono esposte sculture, monete, oreficeria ed oggetti di epoca preistorica, etrusca, ellenistica e romana, tra cui si ricorda un'urna a capanna dell'età del ferro proveniente dalla necropoli di Campo Reatino.
Museo diocesano dei beni ecclesiastici
È un percorso museale costituito dal Museo del Tesoro del Duomo (ospitato nel battistero della Cattedrale), un museo di suppellettili liturgiche (situato in ambienti adiacenti alla Cripta della Cattedrale), un lapidario (collocato nel vestibolo che dalla cripta conduce al Palazzo Vescovile), e dalla Pinacoteca Diocesana (allestita nel salone delle udienze del Palazzo Vescovile).
Museo del tesoro del Duomo
Museo della salute mentale

### Monumenti

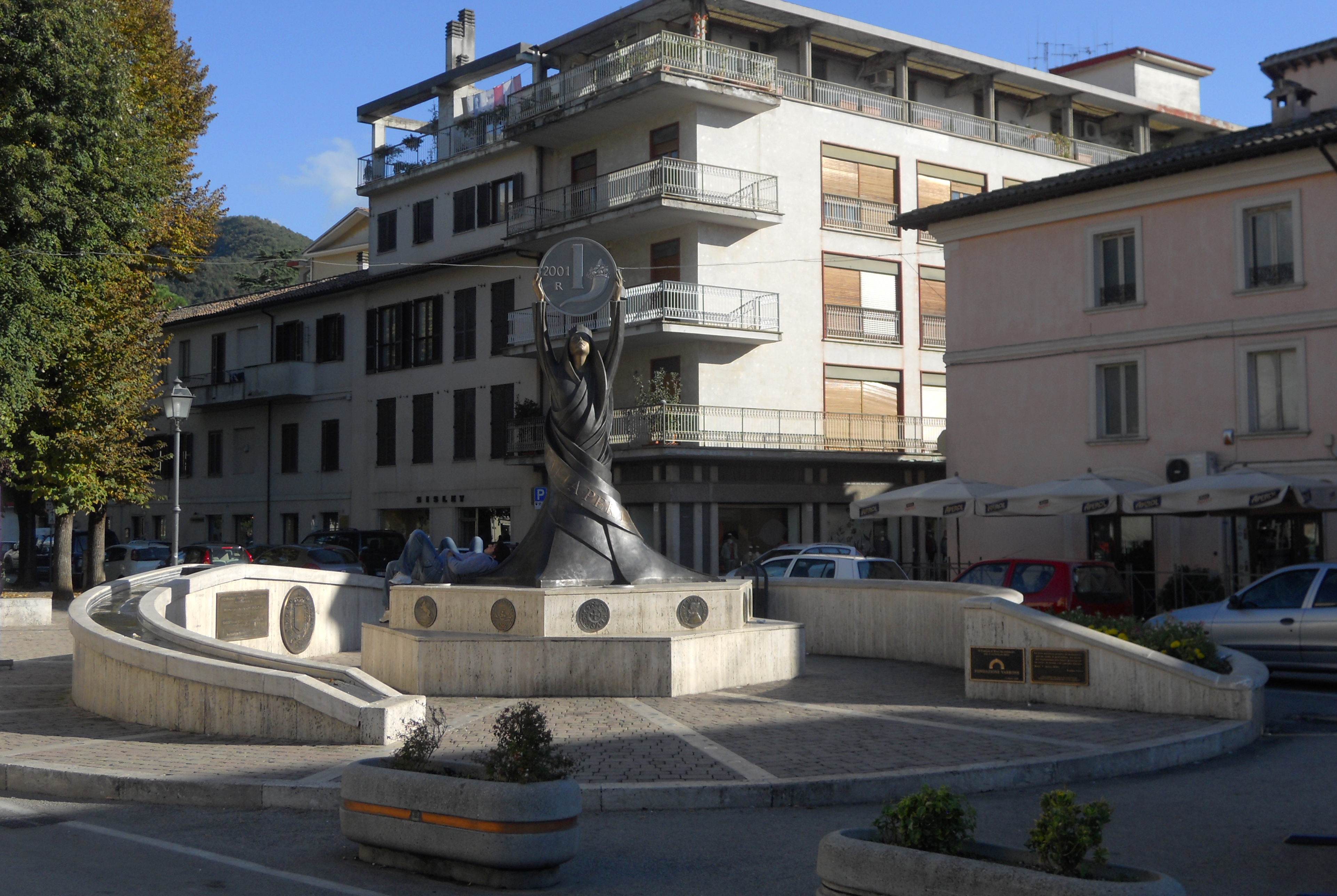
Il monumento alla Lira

Monumento nazionale alla Lira
In Piazza Cavour si trova un monumento dedicato alla lira italiana, inaugurato il 1º marzo 2003 all'indomani dell'introduzione dell'Euro. Realizzata con la fusione di 2 200 000 monete da 200 lire presso le Fonderie Caggiati di Parma, disegno di Daniela Fusco, l'opera rappresenta l'Italia turrita che sostiene una grande moneta da una Lira, mentre su uno dei tanti drappi che l'avvolgono è impressa la scritta "L'Italia per la Lira". La faccia anteriore della moneta riporta l'incisione della Lira coniata nel 1951, mentre il retro originariamente corrispondeva a quella della moneta da una lira emessa nel 1861, ma fu sostituito nel 2008 e oggi la statua tiene fra le mani una moneta con i dritti della prima e dell'ultima Lira coniata. La statua è rivolta verso il Ponte Romano, mentre su un lato scorre un piccolo rivolo d'acqua che simboleggia il fiume Velino, il simbolo della ricchezza di Rieti e della sua provincia: l'acqua. Rieti fu scelta per la collocazione del monumento per il suo valore simbolico, dato che il capoluogo sabino è storicamente riconosciuto come il centro della penisola.
Monumento ai Caduti
Il monumento ai Caduti, opera dello scultore Giuseppe Inghilleri e di Giuseppe Calcagnadoro, si trova in piazza Mazzini e rappresenta la figura della Vittoria che sostiene un eroe di guerra colpito a morte. È stato inaugurato insieme al palazzo degli studi (liceo classico/istituto magistrale) il 13 giugno 1926.

### Aree naturali

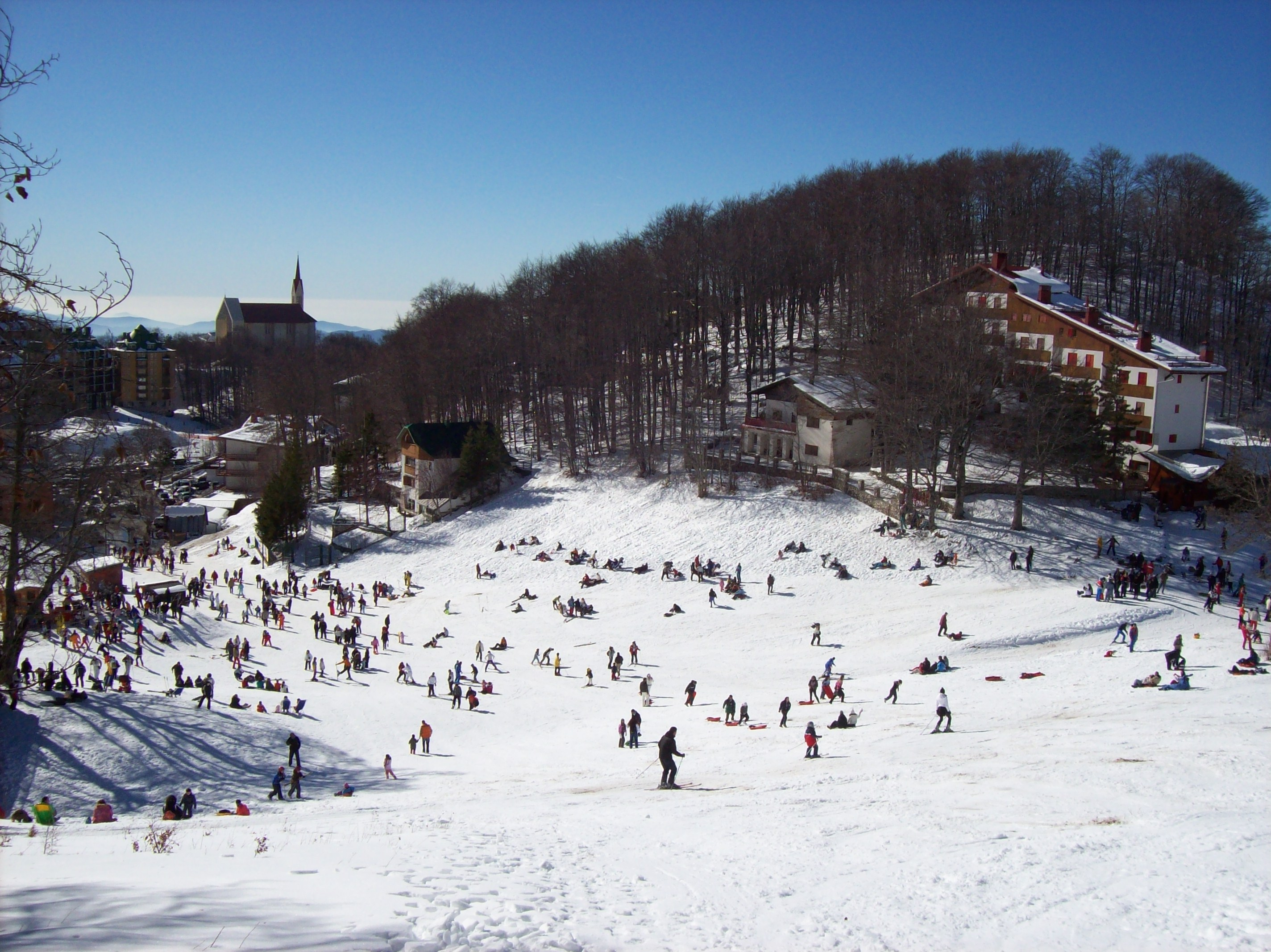
Sciatori al Terminillo

Monte Terminillo
Nel territorio comunale di Rieti rientra buona parte del monte Terminillo (2217 m s.l.m.), terza vetta più alta del Lazio, che è una destinazione molto frequentata durante la stagione invernale. Migliaia di persone, provenienti da tutta la regione, sfruttano la stagione sciistica per apprezzare le bellezze della montagna, usufruendo dei numerosi alberghi presenti. Tuttavia il numero dei turisti è fortemente diminuito nel corso degli ultimi trent'anni, principalmente a causa di un'impiantistica obsoleta e invariata da decenni, e per la mancanza di collegamenti rapidi con le altre città. Le grandi folle di turisti, soprattutto romani, regolarmente presenti negli anni sessanta e settanta (tanto da far valere al Terminillo il soprannome di "Montagna di Roma"), si sono progressivamente riversate sulle vicine montagne abruzzesi, meglio attrezzate e collegate a Roma dall'autostrada A24. Oggi si sta cercando di ridare slancio alla montagna, ne è un esempio la realizzazione dell'illuminazione di un tratto delle piste da fondo il quale può così essere utilizzato anche in notturna, e dell'ammodernamento di alcuni impianti. La montagna comunque non offre attrazioni solo per gli amanti dello sci: infatti anche d'estate si presta per escursioni lungo i percorsi segnati del CAI.

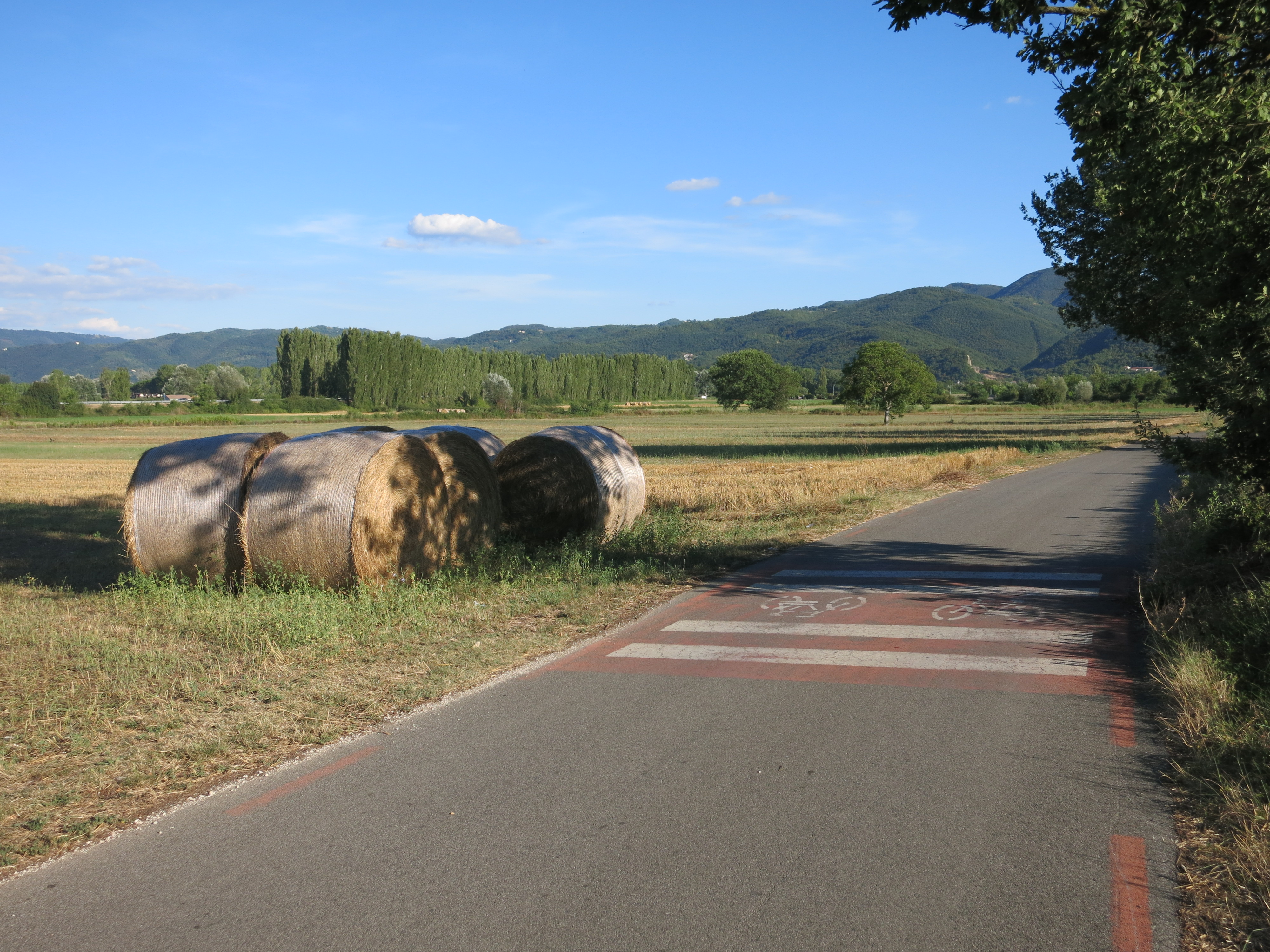
Un tratto della Ciclovia della Conca Reatina

Piana Reatina
La pianura dove sorge Rieti è un'area prevalentemente coltivata e ancora scarsamente antropizzata. Circondata dal Terminillo e dai monti Sabini, offre un pittoresco paesaggio composto da campi coltivati a mais o girasoli, casali rurali e corsi d'acqua. Nella bella stagione molti reatini si recano, per passeggiare o per fare sport, lungo le molte strade poderali che la percorrono o nella ciclovia della Conca Reatina.
Riserva parziale naturale dei Laghi Lungo e Ripasottile

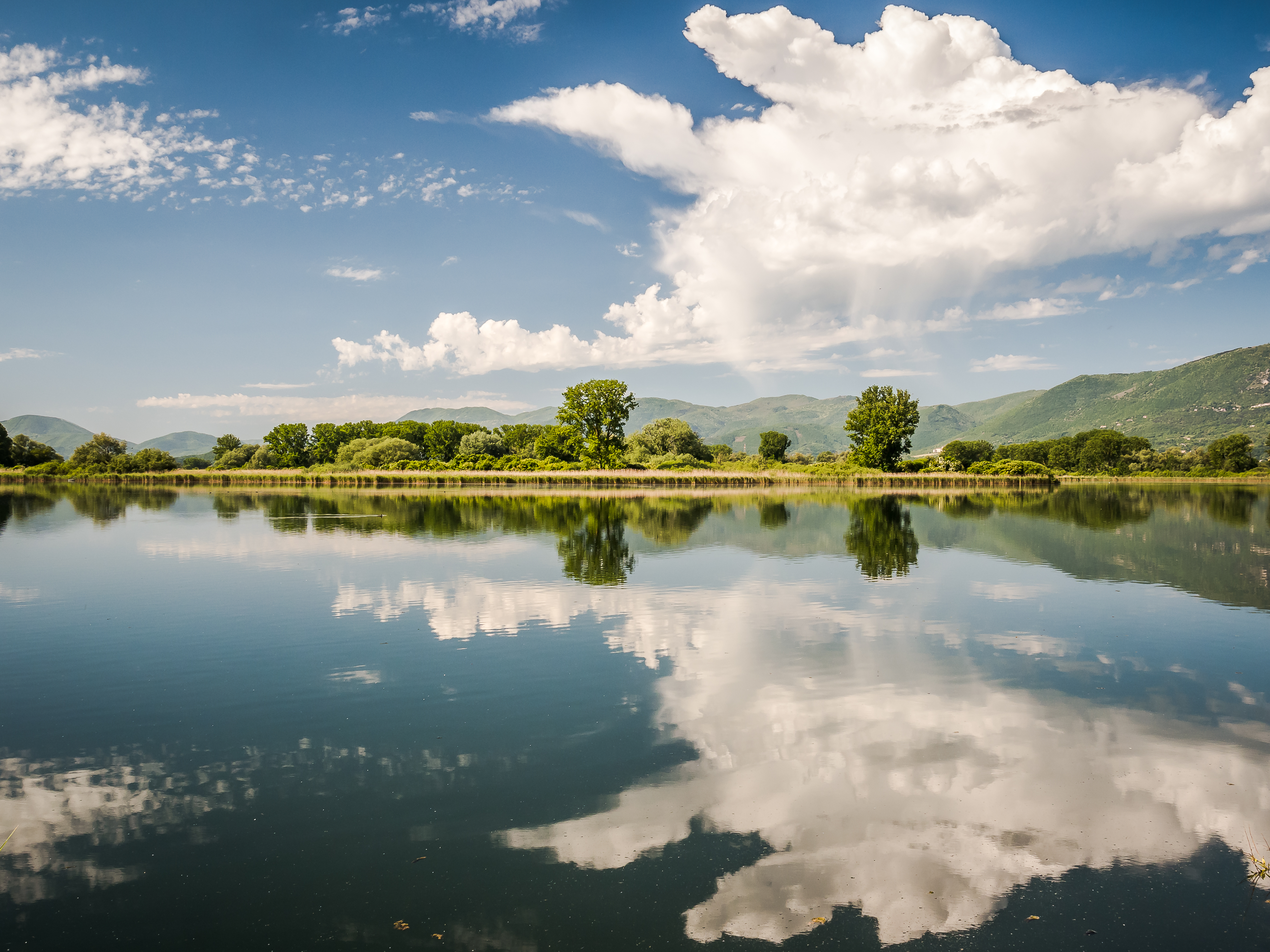
Il Lago Lungo

All'interno della Piana Reatina si trova anche la riserva naturale dei Laghi Lungo e Ripasottile, che dista circa 7 km dal capoluogo e si estende per 3200 ettari, divisi tra il territorio di Rieti e dei comuni limitrofi. Al suo interno si trovano il Lago Lungo e il Lago di Ripasottile, gli unici bacini d'acqua naturali rimasti dopo il prosciugamento dell'antico Lago Velino, intorno ai quali si estende una zona umida dominata dai canneti; nella riserva si possono osservare germani, gallinelle, aironi e altri uccelli migratori.
Cammino di Francesco
È il cammino di pellegrinaggio che si snoda nella Piana Reatina e ripercorre i passi di San Francesco d'Assisi nella Valle Santa toccando i quattro santuari francescani (Greccio, La Foresta, Fonte Colombo e Poggio Bustone) e altri luoghi simbolo del francescanesimo. È una proposta valida sia nel campo del turismo religioso che nel campo naturalistico. Il percorso, lungo circa 80 km, è diviso in otto tappe e tocca anche il centro di Rieti. Dal 2003 è stato attrezzato con cartelli e indicazioni che permettono ai viaggiatori di orientarsi lungo il tragitto, e inoltre è stato creato un attestato chiamato “Passaporto”, conferito a tutti coloro che si sottopongono al viaggio, che documenta l'effettivo compimento del percorso, da timbrare ad ogni tappa.

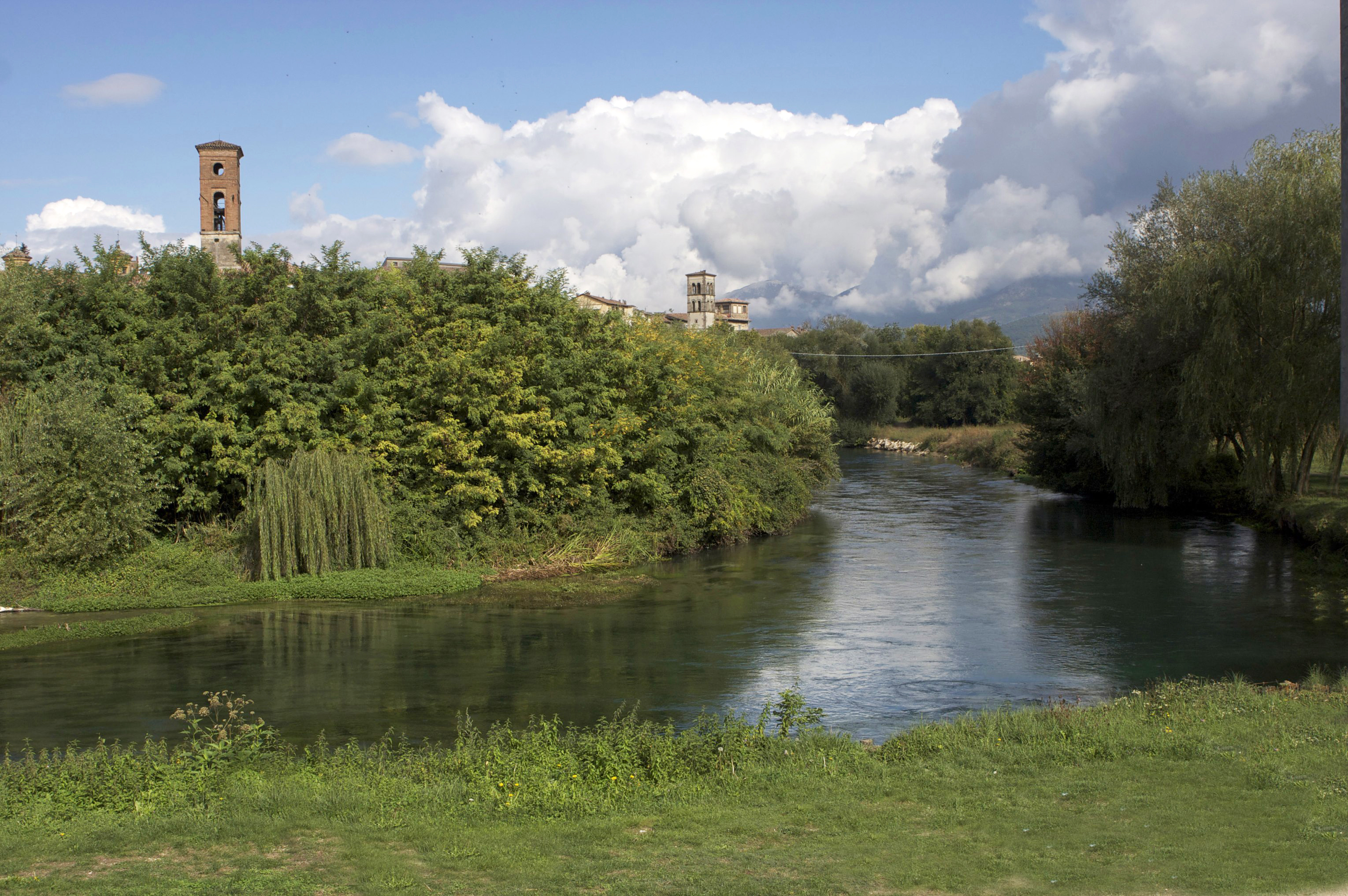
Il tratto del fiume Velino dietro la chiesa di San Francesco

Fiume Velino
Il fiume Velino attraversa la città e delimita il centro storico a sud, separandolo dal quartiere Borgo, e un tempo costituiva insieme alla cinta muraria la sua difesa naturale. Mantiene ancora oggi buona parte della limpidezza che lo ha sempre caratterizzato, tanto che persino il tratto cittadino è abitato da oche e germani reali, regolarmente visibili anche nei tratti più centrali del fiume. A Rieti sono pochi i viali lungofiume, ragion per cui le sponde del Velino hanno un aspetto "verde" e non urbanizzato. La sponda sinistra del fiume (quella meridionale) oggi è interamente seguita da un sentiero ciclopedonale, meta di coloro che amano correre all'aperto o semplicemente fare passeggiate a piedi o in bicicletta, che forma una specie di parco urbano e nel suo primo tratto è attrezzato con panchine ed attrezzi ginnici (cosiddetta "Giorlandina"). Il Velino è attraversato da sette ponti, da ovest a est: "Ponte di ferro" (stradale e ferroviario), ponte ciclopedonale del Campo Scuola, Ponte Giovanni XXIII, Ponte Romano, ponte ciclopedonale tra piazza San Francesco-piazza Cavour, e Ponte Cavallotti.
Fonte Cottorella
Le sorgenti di Fonte Cottorella si trovano circa un chilometro a sud della città; da queste fonti sgorga un'acqua oligominerale. Attorno alle sorgenti si trova un'area verde con panchine e tavoli, nonché uno stabilimento termale e un ristorante.

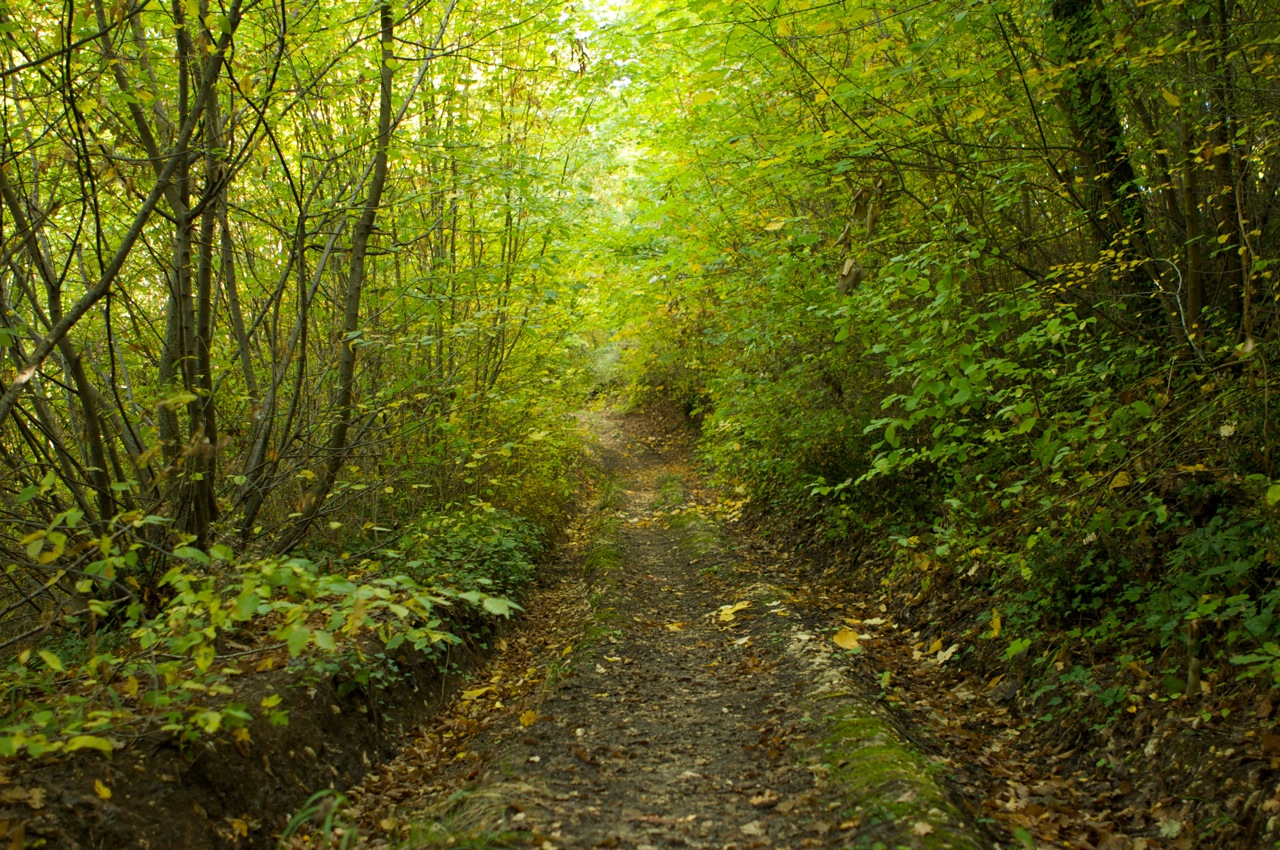
Sentiero sul colle della Foresta

Colle della Foresta
Il colle della Foresta (600 metri s.l.m.) è un'altura che si trova a nord-est della città, rappresenta l'estrema propaggine meridionale dei monti Reatini, e si interpone tra i quartieri Micioccoli e Campoloniano. La sua sommità si raggiunge percorrendo per circa quattro chilometri la strada provinciale n. 7; su di esso si trova la frazione di Castelfranco e il santuario della Foresta. Diversi sentieri, soprattutto nei pressi del santuario, permettono di immergersi nella fitta vegetazione che lo ricopre. Sul colle si trovano anche un ristorante e un golf club.
Colle San Mauro
Colle San Mauro (530 metri s.l.m.) è situato ad est del centro storico e a sud del quartiere Villa Reatina. Percorrendo la strada che vi conduce per 400 metri, a partire dalla centralissima Porta D'Arci, si trova una pineta attrezzata come parco urbano, con tavoli da picnic, e poche centinaia di metri più avanti un belvedere, da dove si gode di un ottimo panorama del centro storico della città. Sul colle si trovano inoltre il convento dei frati Cappuccini e la Villa Potenziani (oggi albergo). La vegetazione comprende lecci, abeti e pini d'aleppo.

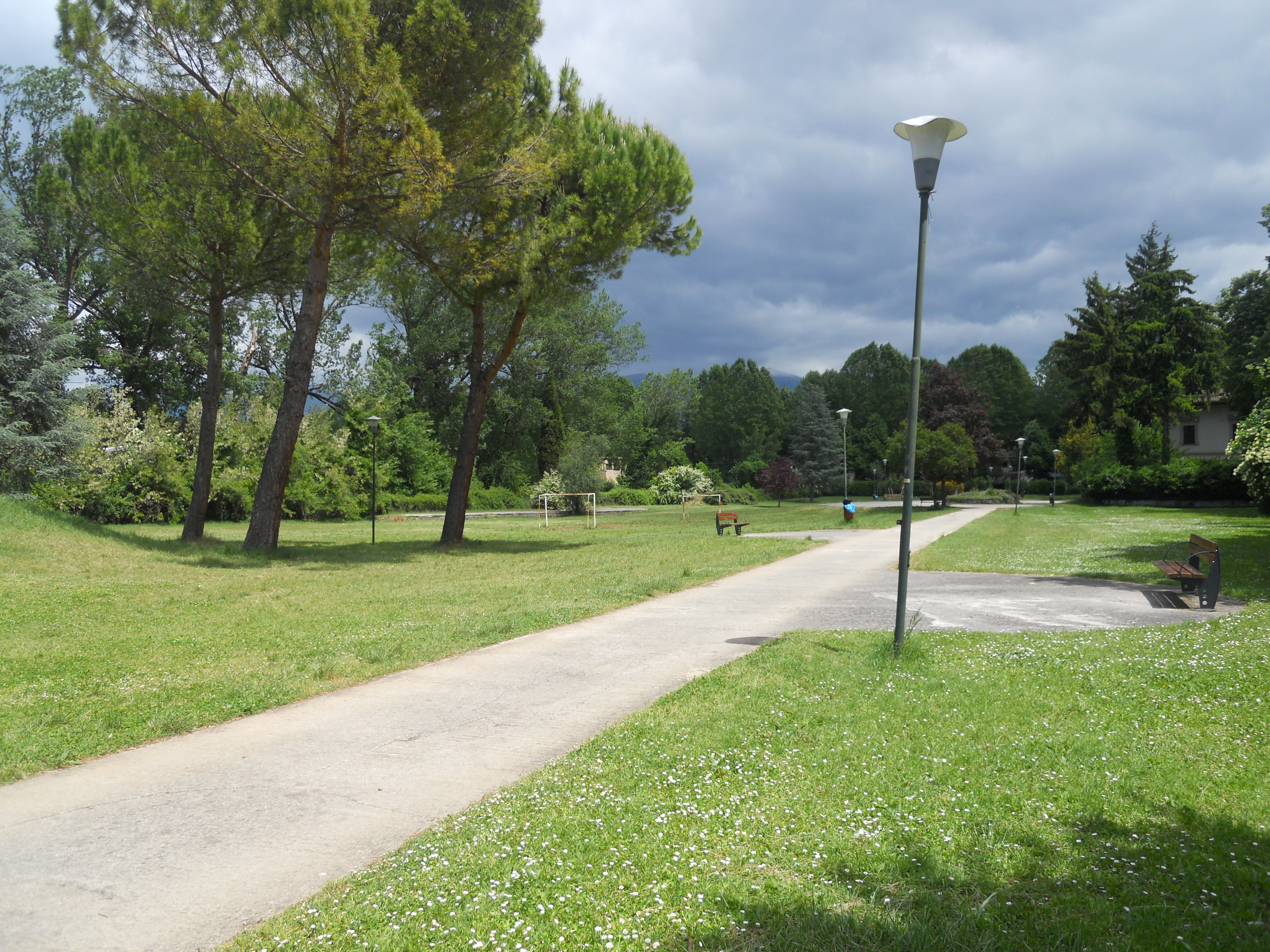
Il parco "vittime 6 aprile 2009" in via Liberato di Benedetto

Parchi cittadini
Tra i parchi pubblici comunali, il principale è il parco "vittime 6 aprile 2009" in via Liberato di Benedetto (esteso per due ettari e mezzo), dove si tiene ogni anno la Festa dello studente. Più piccoli (intorno a un ettaro) il parco "6 giugno 1944" di Campomoro, il parco "Coriandolo" di Madonna del Cuore (dove si tiene annualmente il Rieti Sport Festival) e il "Paul Harris" di Micioccoli.

## Società

### Evoluzione demografica
Al 1º gennaio 2015 la popolazione residente nel comune di Rieti era di 47.729 unità, costituita al 47,4% da maschi e al 52,6% da femmine.
Abitanti censiti

### Etnie e minoranze straniere
Al 31 dicembre 2023 gli stranieri residenti nel comune erano 3 683, ovvero l'8,13% della popolazione. Di seguito sono riportati i gruppi più consistenti:
- Romania 806
- Ucraina 356
- Pakistan 233
- Nigeria 205
- Marocco 182
- Afganistan 170
- Albania 164
- Bangladesh 143
- Macedonia del Nord 116
- Polonia 109
- Egitto 104

### Lingue e dialetti

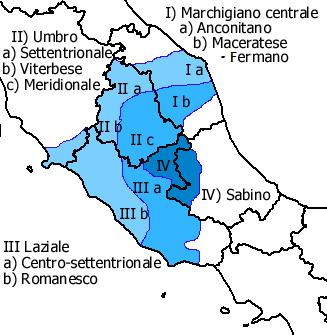
Il Sabino (IV) tra i dialetti mediani

Il dialetto della città di Rieti si inserisce nel gruppo dei dialetti sabini, appartenente ai dialetti italiani mediani. Tratto qualificante di questo gruppo dialettale è la conservazione delle vocali finali atone latine. In particolare nel dominio reatino-aquilano, area tradizionalmente conservativa, viene tuttora mantenuta la distinzione fra -o ed -u finali, a seconda dell'originaria matrice latina: ad esempio, a Rieti si ha cavallu per "cavallo" (latino: caballus), ma scrio per "io scrivo" (latino: scribo).

### Tradizioni e folclore
A Rieti esistono diverse manifestazioni legate alle tradizioni locali di origine più o meno antiche:

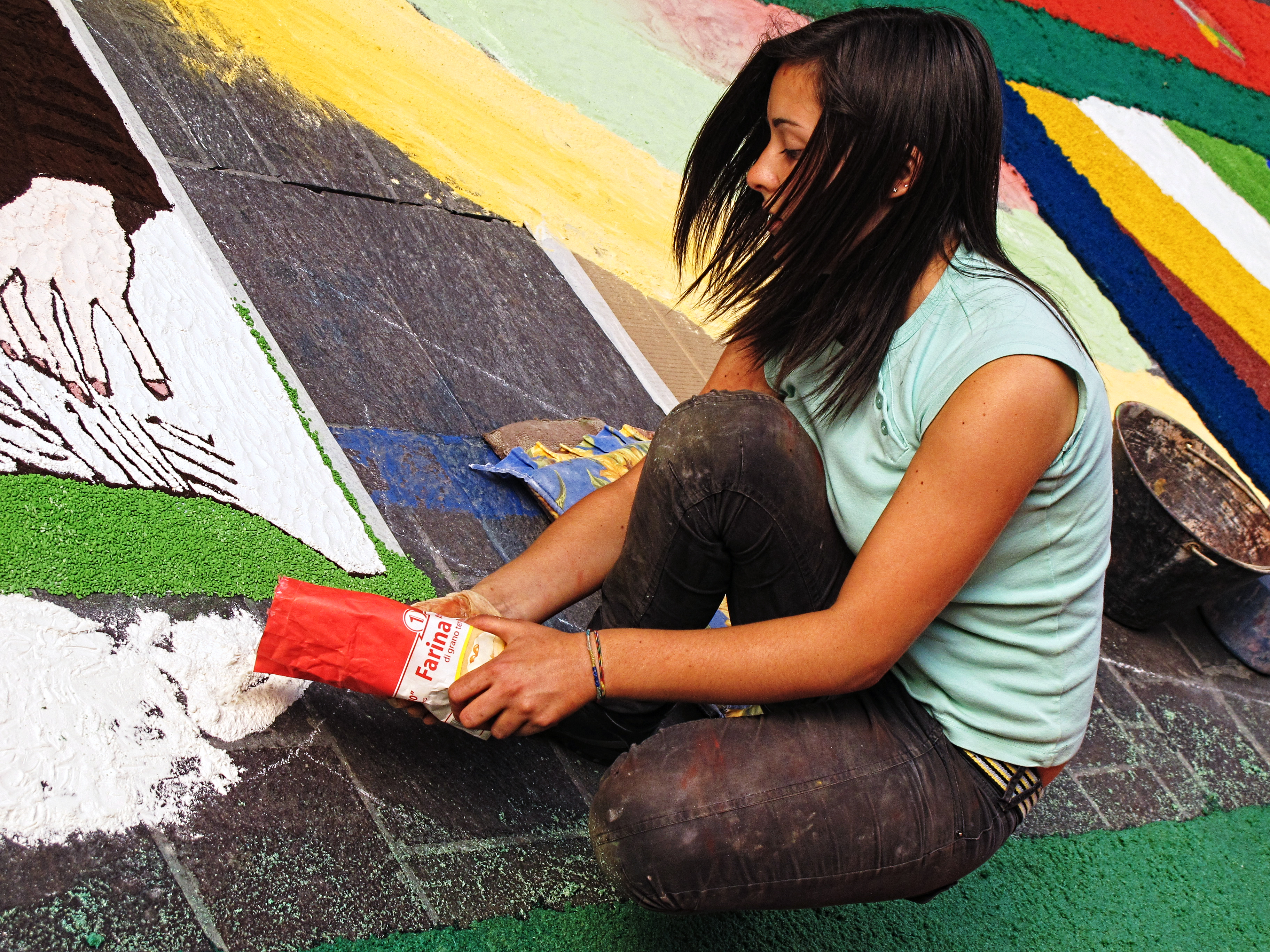
Preparazione dell'Infiorata di Sant'Antonio per la Processione dei Ceri

- La Processione dei Ceri è il culmine delle celebrazioni in onore di Sant'Antonio da Padova note come Giugno Antoniano, santo per il quale esiste una fortissima venerazione. Ogni anno il 12 giugno avviene l'esposizione della statua del santo, festeggiata con la Fiera di Sant'Antonio; due domeniche dopo ha luogo la processione, nella quale la statua (che con la macchina lignea supera la tonnellata di peso) percorre le strade del centro storico infiorate ed addobbate con luminarie. La processione deve il suo nome al fatto che la maggioranza dei fedeli porta grossi ceri votivi che rimangono accesi per l'intera durata della processione, regalando con il calar della sera un pittoresco spettacolo all'osservatore.
- La fiera di Santa Barbara ha inizio con il 3 dicembre (la cosiddetta "apparsa") e finisce con il giorno seguente per festeggiare la giornata di Santa Barbara, patrona della città. In passato si svolgeva per le vie del centro storico, mentre oggi trova spazio lungo le strade del quartiere Molino della Salce. Nonostante tale spostamento abbia privato la fiera di uno sfondo esteticamente più pregiato, le strade lungo le quali si snoda, sono invase ogni anno da un'intensa folla, alla ricerca delle più svariate merci. Contemporaneamente nella zona di Foro Boario, si svolge un mercato di bestiame e attrezzature, nonché macchine, per uso agricolo.[senza fonte]

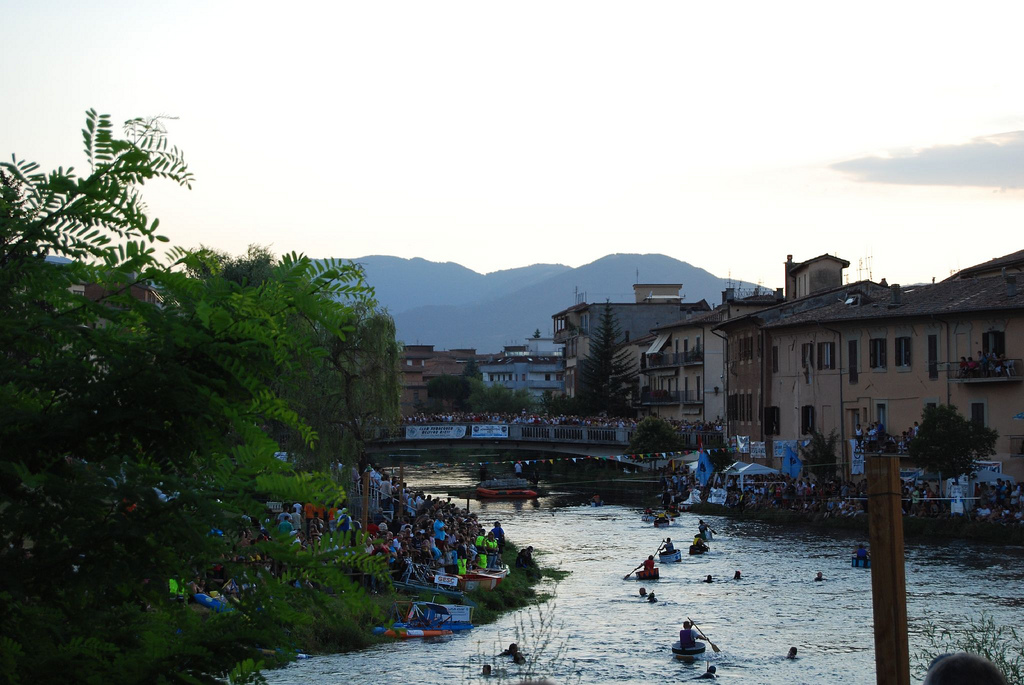
L'edizione 2008 del Palio della Tinozza

- La Festa del Sole con il Palio della Tinozza è una manifestazione che si tiene a fine luglio e consiste in una serie di gare acquatiche nel fiume Velino ed altri eventi di contorno; ha origini recenti ma è particolarmente amata dai reatini, che vi assistono dal Ponte Romano. Le gare comprendono un duello, durante il quale i concorrenti dei vari rioni cercano di far cadere l'avversario in acqua colpendolo con una pertica, una corsa di biciclette munite di galleggianti e pale al posto delle ruote, una gara di barche fiumarole, una gara di nuoto e il Palio della Tinozza, la gara più attesa, una gara dove i concorrenti sono seduti all'interno di una tinozza (una sorta di “mezzo tino”) e si spingono con un remo. A questa tradizione si devono due dei gemellaggi allacciati dalla città di Rieti.
- La rievocazione dei Cavalli infiocchettati, che si svolge dal 1980, si tiene la prima domenica dopo il 17 gennaio e consiste nella sfilata di cavalieri in costume storico che cavalcano cavalli addobbati, lungo un percorso che va da piazza Chiesa del Suffragio fino alla chiesa di Sant'Antonio Abate. La tradizione rievocata risale all'inizio del Novecento, quando il mestiere più diffuso nel quartiere Porta D'Arci era il carrettiere e presso la chiesa di Sant'Antonio Abate, nel giorno della ricorrenza del santo protettore degli animali, si teneva la loro benedizione.[84]
- La rievocazione dell'incoronazione di Carlo II D'Angiò, avvenuta nel 1289 per mano di Papa Niccolò IV nella cattedrale di Rieti, è una sfilata in costumi medievali che si tiene a fine agosto di ogni anno dal 1998 e si svolge negli stessi luoghi e con le stesse modalità riferite nella descrizione del cardinale Giacomo Stefaneschi. È preceduta dell'allestimento di spazi a tema medievale e da giochi tra i rioni della città (palio dell'anello, corsa della traglia, tiro alla fune e corsa dei somari).[85][86]
- L'usanza dei lumi dell'Ascensione oggi è andata quasi completamente perduta, ma un tempo era tradizione collocare fuori dalle finestre un lume, in occasione della Festa dell'ascensione del 31 maggio, per indicare la strada all'ascesa del Signore.

### Istituzioni, enti e associazioni
- La città è sede della "Scuola Interforze per la Difesa NBC" del ministero della difesa, sorta nel 1994, dove le forze armate italiane apprendono le tecniche di difesa dalle armi nucleari, batteriologiche e chimiche.[87][88] La sede centrale si trova presso la caserma "Attilio Verdirosi", nel centro storico, mentre nell'aeroporto si trova la cittadella addestrativa "NUBICH".[89]
- Rieti è sede di una ASL, facente parte del servizio sanitario del Lazio, ed ospita l'ospedale generale provinciale San Camillo de Lellis,[90] che costituisce l'unica struttura ospedaliera di grandi dimensioni della provincia di Rieti;[91] si trova nel nucleo industriale, in una struttura realizzata negli anni Sessanta su progetto dell'architetto Giuseppe Nicolosi.
- La città ospita le sedi di enti governativi locali dello stato quali il comune, la provincia (in palazzo d'Oltre Velino) e la prefettura, in rappresentanza del governo (in palazzo Vincentini).
- Hanno la sede a Rieti i comandi provinciali di tutti i corpi di pubblica sicurezza: quello dei Carabinieri (ospitato nel quartiere Micioccoli, in una struttura realizzata nel 2002 dall'architetto Manfredi Nicoletti), della Guardia di Finanza (Piazza Tevere), dei Vigili del Fuoco (Porta Romana) nonché la questura (Città Giardino).
- La città è sede del tribunale ordinario di Rieti, competente sul circondario giudiziario che comprende l'intera provincia, e dipende dal distretto della corte d'appello di Roma. È ospitato in una struttura realizzata negli anni Cinquanta nel quartiere Città Giardino; in precedenza era collocato in palazzo Sanizi.
- Rieti è sede di un carcere denominato Nuovo Complesso, della capienza di 295 posti, realizzato nel 2009 e collocato nell'area industriale;[92] in precedenza era collocato nel convento di Santa Scolastica, nel centro storico.
- Nell'ambito della chiesa cattolica, la città è sede della diocesi di Rieti, che comprende tutta l'alta Sabina.

### Qualità della vita

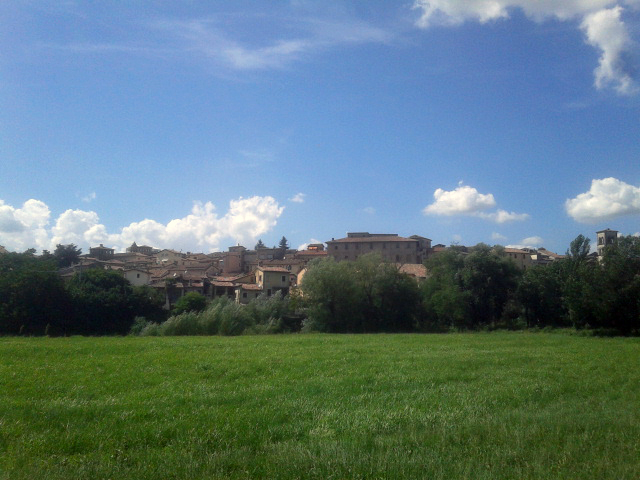
Il centro storico visto dalla pista ciclabile del parco del Velino

Rieti è da anni classificata ai primi posti in fatto di basso tasso di delinquenza. In un rapporto del Viminale del 2008 la città sabina è risultata quella con il secondo più basso numero di scippi in tutta Italia (due in tutto l'anno) mentre per ciò che riguarda i furti con destrezza e i furti d'auto, lo stesso rapporto indica rispettivamente un totale di 89 ed 83, entrambi in calo rispetto all'anno precedente. Più alto il numero di truffe che ammontano a un totale di 240.
Nella classifica "Ecosistema urbano" realizzata da Legambiente nel 2016, che valuta la qualità dell'ambiente nei comuni italiani capoluogo di provincia, Rieti si piazza al 54º posto.

## Cultura

### Musei
Museo civico, diviso in due sezioni: sezione storico-artistica, all'interno del palazzo municipale; sezione archeologica, nell'ex monastero di santa Lucia, via Sant'Anna, 4.
Museo diocesano, sviluppato tra la Cattedrale e il Palazzo Papale: racchiude la pinacoteca diocesana, il lapidarium e il museo del tesoro del Duomo.

### Biblioteche
La principale biblioteca cittadina è la Biblioteca Comunale Paroniana, dal nome del vescovo Giovanni Filippo Paroni O.F.M.Conv., inaugurata il 4 giugno del 1865 nell'ex convento di S. Agostino. Dopo alcuni spostamenti dovuti al costante aumento dei volumi conservati, si è trasferita presso l'ex monastero di Santa Lucia nel 1998. La biblioteca possiede circa 140 000 volumi stampati, 23 000 dei quali antichi, risalenti ad un periodo compreso fra il XV e il XIX secolo, 466 testate di periodici, dei quali 100 correnti, 78 codici, 80 incunaboli, un cospicuo numero di manoscritti, e materiale non raccolto in libri.

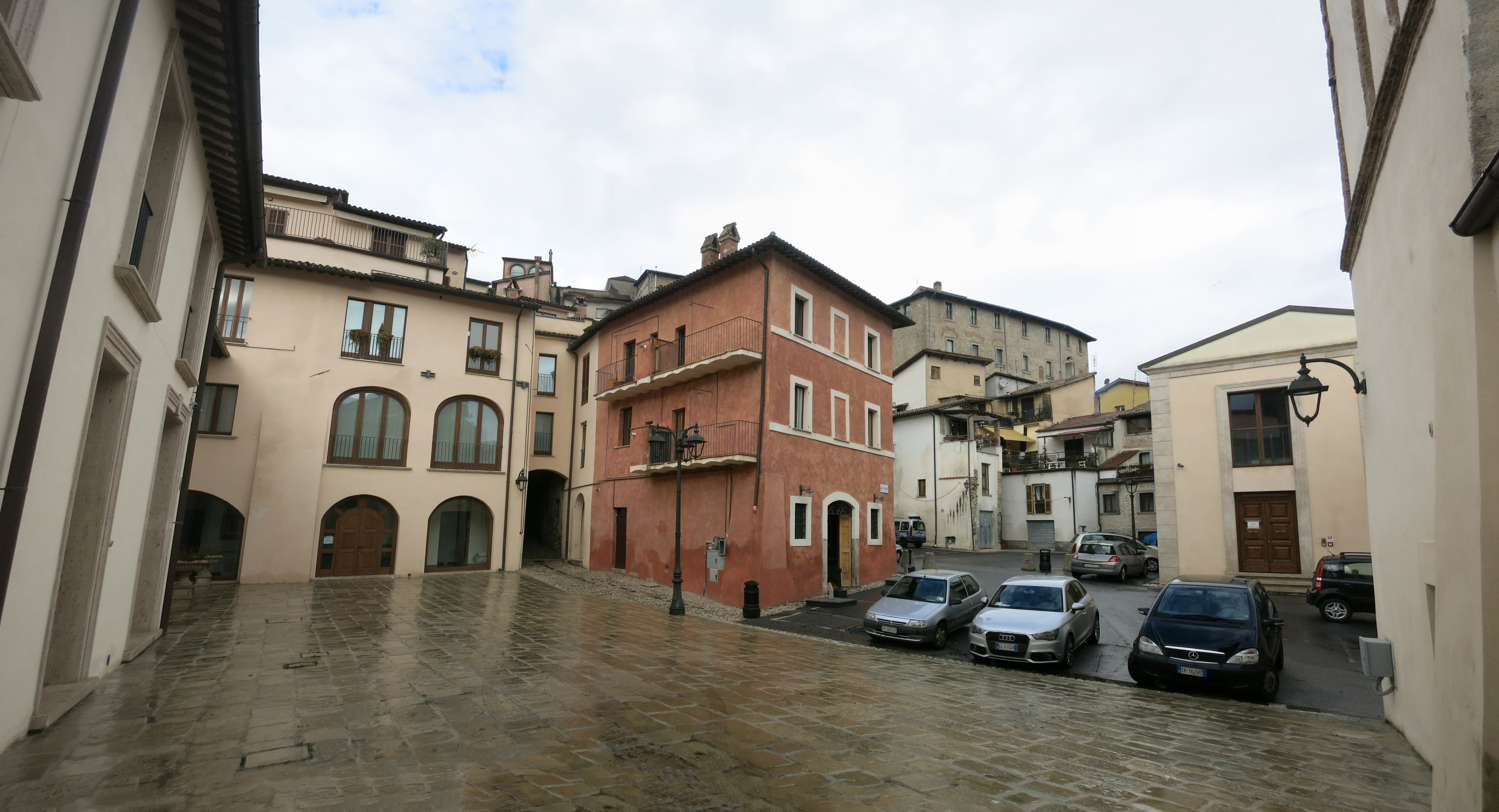
Le officine della cultura della Fondazione Varrone, in largo San Giorgio

C'è poi la Biblioteca della Fondazione Varrone (ex Biblioteca Benedetto Riposati). Nacque nel 1982 quando Monsignor Benedetto Riposati, latinista dell'università Cattolica di Milano, donò la propria biblioteca all'allora Cassa di Risparmio di Rieti, che fu sistemata nella sede di via dei Crispolti 22, presso Palazzo Potenziani Fabri. La raccolta di libri è stata ampliata dalla Fondazione Varrone e da donazioni di privati arrivando così a oltre 13 000 volumi, alcuni dei quali, molto rari ed importanti tanto da conferire alla biblioteca un prestigio internazionale. Nel 2012 viene inaugurata la nuova sede della biblioteca all'interno delle "Officine Fondazione Varrone", il complesso di edifici ristrutturati dalla Fondazione in Largo San Giorgio che ospitano una libreria, un caffè letterario, una galleria d'arte, una palestra di inglese ed un laboratorio di moda, dove la Fondazione organizza manifestazioni ed eventi culturali. Dal 2014 la biblioteca è chiusa perché posta sotto sequestro, in seguito alla scoperta di alcune irregolarità nei lavori di ristrutturazione.

### Archivio di Stato
L'Archivio di Stato di Rieti fu istituito il 15 giugno del 1953 come sezione dell'Archivio di Stato di Roma; è divenuto un Archivio di Stato vero e proprio il 30 settembre 1963 per decreto del presidente della Repubblica. Ha sede in Viale Ludovico Canali 7.

### Ricerca
A Rieti, in località Campofiorito sul Monte Terminillo, opera il Centro Appenninico del Terminillo "C.Jucci". Esso è una "emanazione" dell'Università degli Studi di Perugia. Nasce nel 1949 per mano di Carlo Jucci docente di Zoologia all'Università di Pavia e tredici anni dopo la sua morte fu ceduto all'Università di Perugia. Si occupa di ricerca e sperimentazioni in campo agronomico e dello studio delle rilevazioni climatiche necessarie allo svolgimento dell'attività di ricerca principale. Il Centro Carlo Jucci svolge la sua attività grazie a 4 stazioni di ricerca poste a 379, 1050, 1739 e 1000 m s.l.m.

### Istruzione

#### Scuole

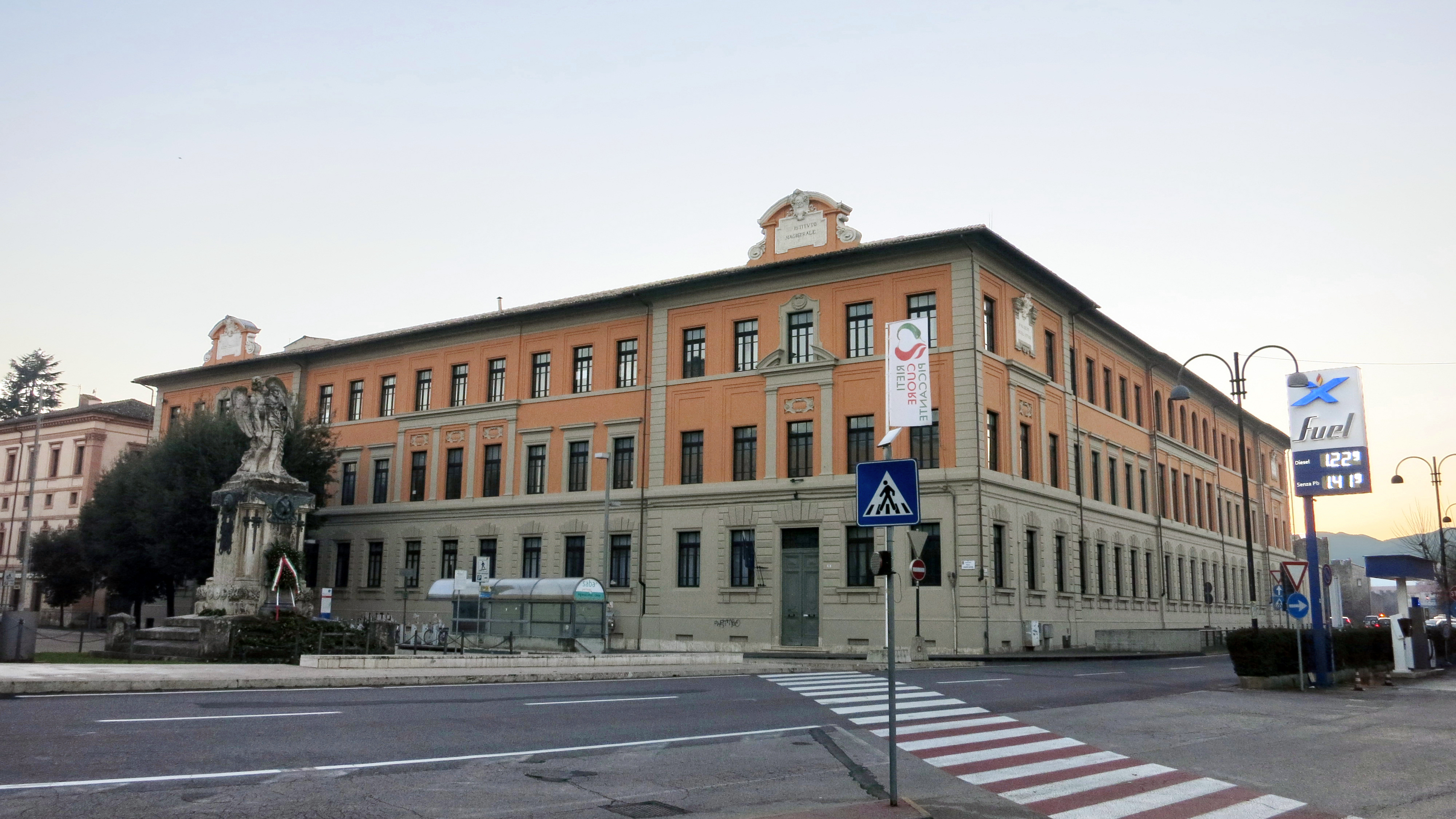
Il Palazzo degli Studi, opera dell'architetto Angelo Guazzaroni, è sede del Liceo Classico Marco Terenzio Varrone e dell'Istituto Magistrale Elena Principessa di Napoli

Nel territorio comunale sono presenti scuole elementari, medie e superiori (licei, istituti tecnici e istituti professionali, con la maggior parte degli indirizzi esistenti).
A livello scolastico Rieti costituisce un polo attrattore per una vasta parte della provincia di Rieti: infatti studiano nel capoluogo circa 9 800 alunni sui 21 400 che costituiscono la popolazione scolastica della provincia.

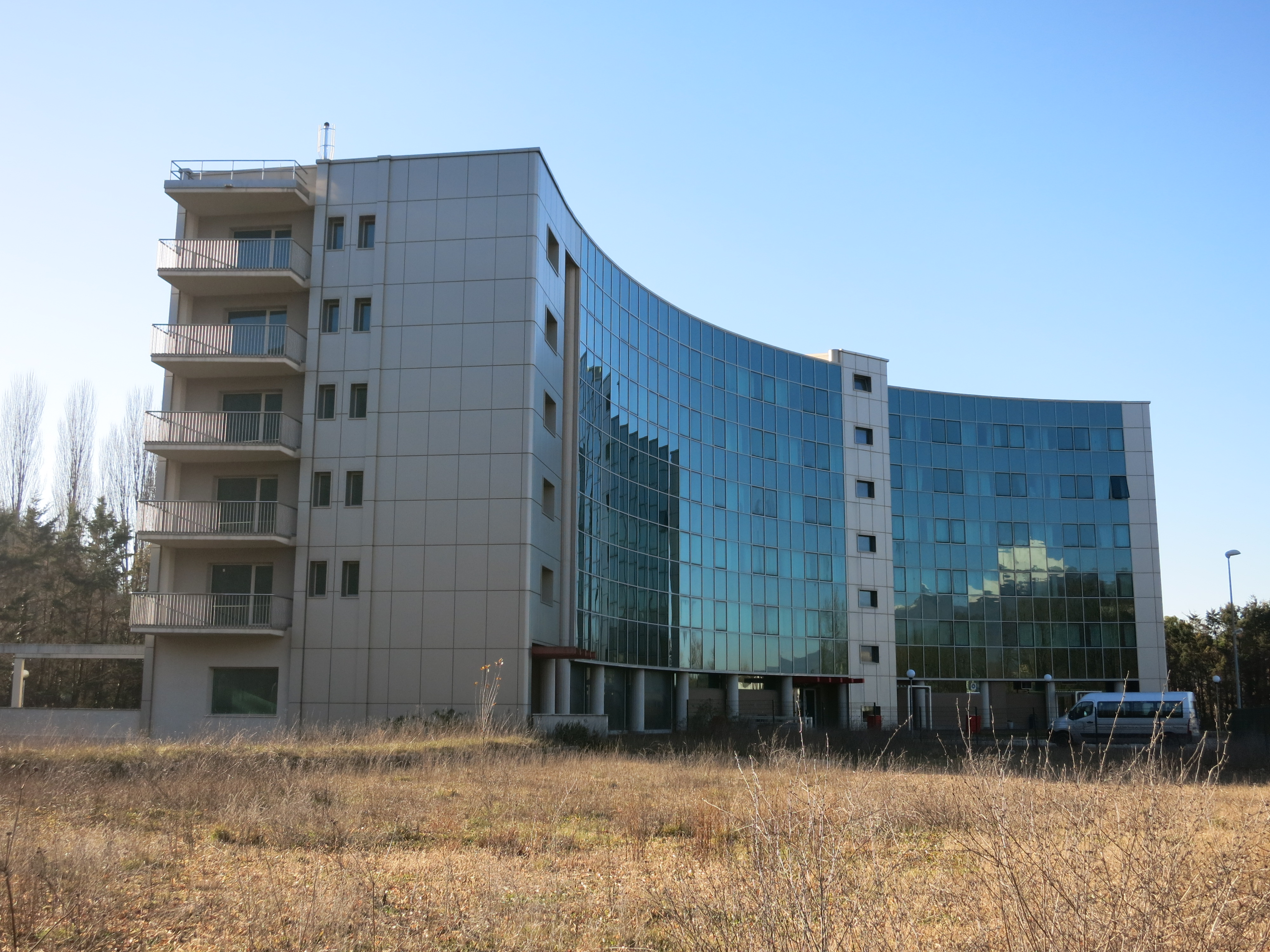
Il convitto dell'Istituto Alberghiero Costaggini

Il ruolo di attrattore è particolarmente importante per quanto riguarda le scuole superiori (dal momento che, tra gli altri 72 comuni della provincia, solo in sette di questi sono presenti istituti superiori), motivo per cui esiste un consistente pendolarismo scolastico, anche sulle medio-lunghe distanze. Alcuni di essi, inoltre, presentano delle eccellenze che li rendono in grado di esercitare un'attrazione regionale e interregionale.
Tra questi, di particolare rilevanza è l'Istituto Alberghiero Ranieri Antonelli Costaggini, fondato nel 1962, che fu il primo istituto di questo tipo in tutto il Lazio; oggi è l'istituto superiore con il maggior numero di iscritti dell'intera provincia ed attrae molti studenti anche dalle vicine città di Roma, Terni e L'Aquila, che per seguire le lezioni hanno la possibilità di soggiornare in un apposito convitto.
Da citare anche il Liceo Classico Marco Terenzio Varrone, nel quale si sono diplomati il giornalista Indro Montanelli, lo storico Renzo De Felice e l'ex presidente del Senato Franco Marini.

#### Università

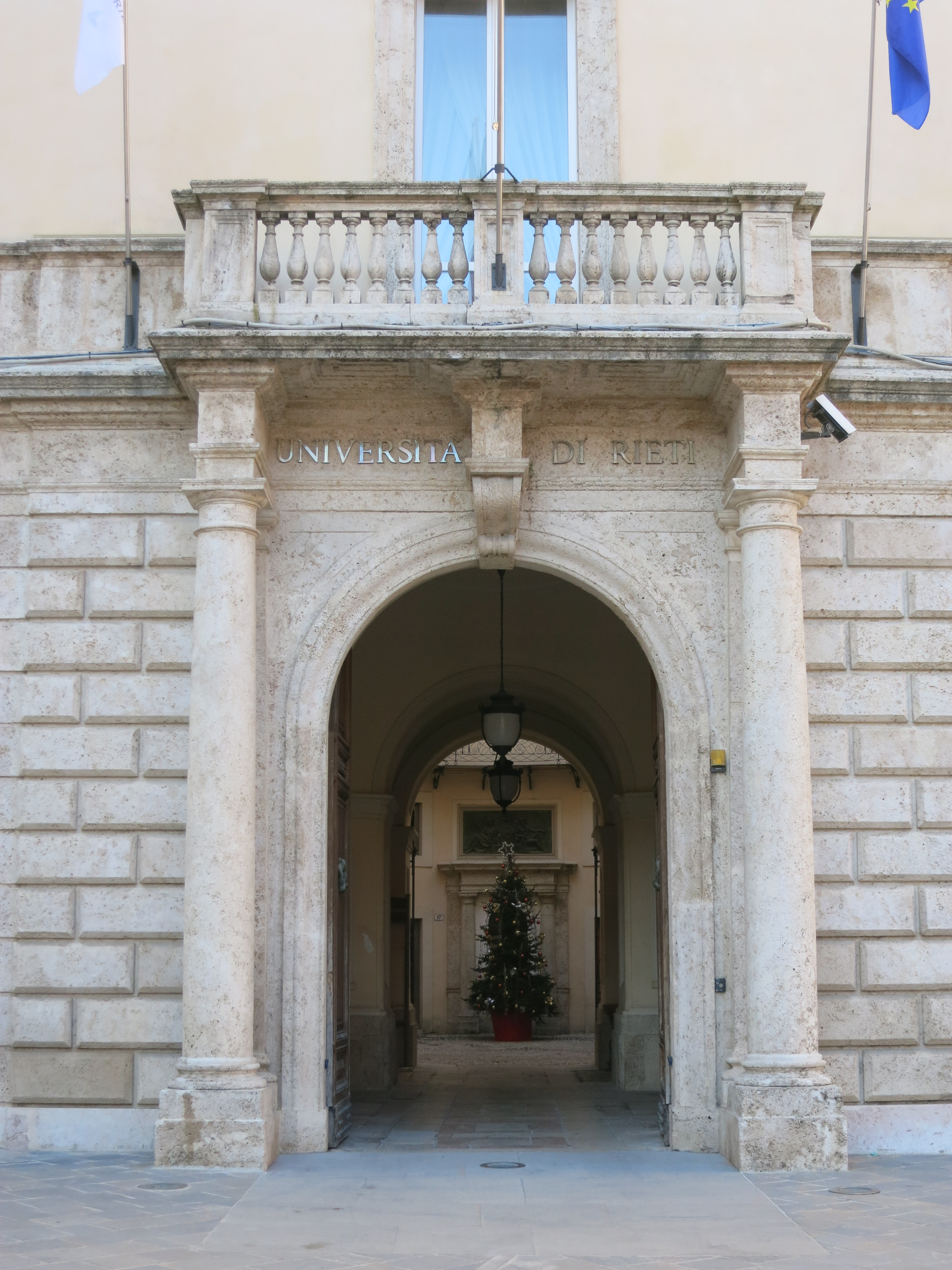
La sede del polo universitario di Rieti a palazzo Dosi

La società Sabina Universitas Polo Universitario di Rieti, fondata nel 1994, gestisce le attività delle sedi distaccate di Rieti dell'Università La Sapienza di Roma (facoltà di ingegneria e di medicina) e dell'Università degli Studi della Tuscia (facoltà di Agraria).

### Media

#### Stampa
I quotidiani locali sono il Corriere di Rieti e della Sabina (del Gruppo Corriere S.r.l.), l'edizione di Rieti de Il Messaggero e l'edizione Lazio Nord de Il Tempo (che fino al 2012 aveva un'edizione di Rieti).
Tra i periodici ci sono il mensile gratuito Format, il mensile gratuito Informer e il settimanale diocesano Frontiera.

#### Radio
Tra le emittenti radio locali si ricordano Radio Mondo, MEP Radio Organizzazione.

#### Televisione
La prima emittente locale a Rieti è stata la RTR − Rete Televisiva Reatina.
Altra storica emittente reatina è stata TeleRadioRieti 2000, fondata nel 1977, che dal 1980 assunse il nome di TeleSabina 2000 e cessò le sue trasmissioni nel 2002.
Tra il 2008 e il 2016 sono state attive altre reti televisive che ora hanno cessato di esistere: Tele Centro Lazio, Sabinia tv e RLTV.

### Teatro

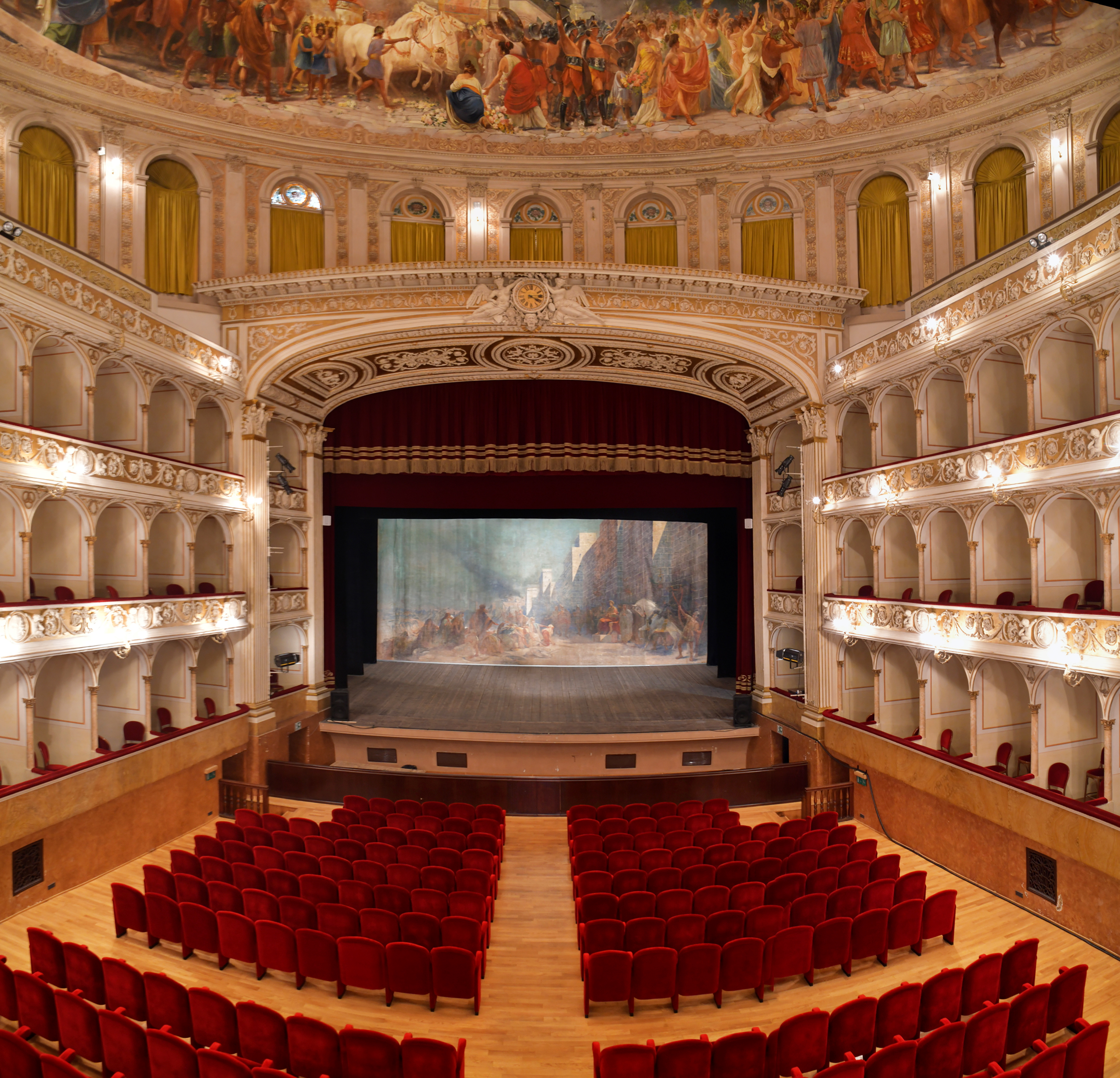
L'interno del teatro Flavio Vespasiano

L'attività teatrale è concentrata presso il Teatro Flavio Vespasiano, realizzato sul finire del XIX secolo e posto lungo via Garibaldi (a pochi passi da piazza Vittorio Emanuele II). È stato più volte lodato per le sue straordinarie qualità acustiche. Ospita annualmente concorsi di calibro nazionale ed internazionale legati alla danza e alla lirica, ma è anche sede delle rappresentazioni delle piccole compagnie teatrali locali, per lo più commedie in vernacolo. Ha ospitato anche la registrazione della puntata zero di uno show Rai.

### Cinema
Anche grazie all'operato della Rieti Film Commission, a Rieti sono stati ambientati film come L'uomo del grano di Giancarlo Baudena (documentario su Nazzareno Strampelli girato in parte nella Piana Reatina, la cui anteprima assoluta è stata poi proiettata a Rieti), Il disordine del cuore scritto da Paolo Fosso (interamente ambientato e girato a Rieti, e anch'esso presentato a Rieti), Il tema di Jamil di Massimo Wertmüller (film girato totalmente a Rieti), mentre è in uscita il film Il centro del mondo di Kim Rossi Stuart (per il quale sono state effettuate a Rieti quattro settimane di riprese su nove totali).

### Cucina

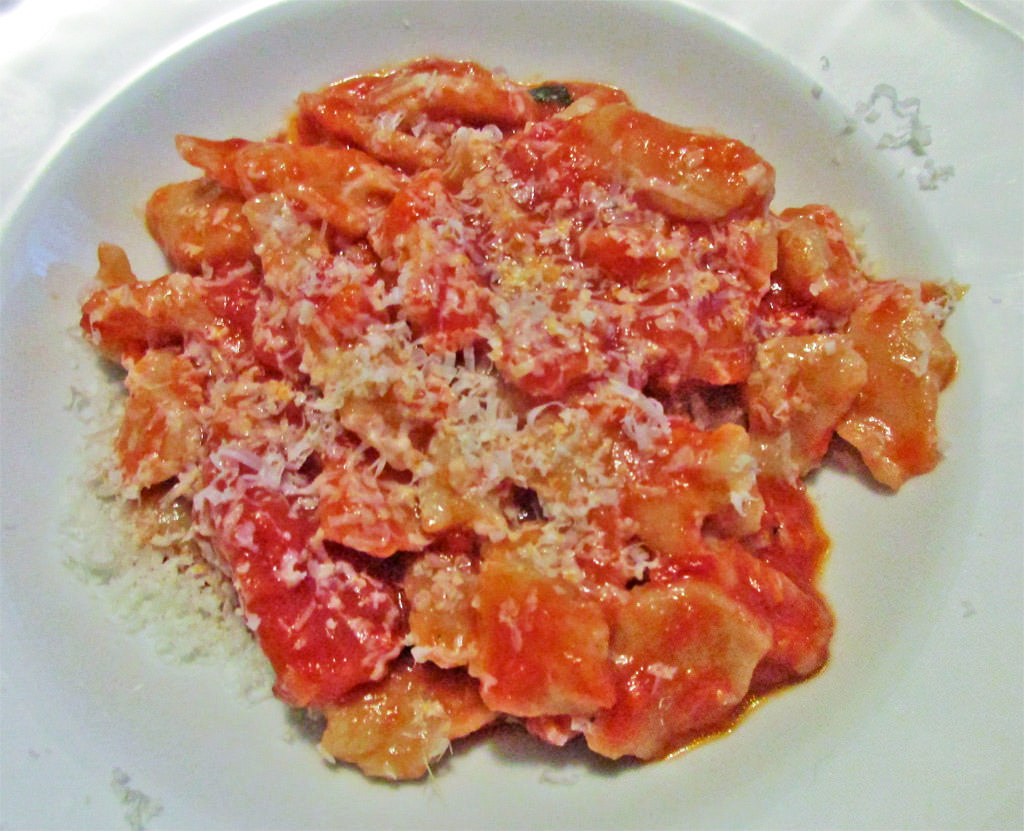
I pizzicotti

Tra i piatti tipici della cucina locale ce ne sono vari a base di pasta, storicamente prodotta a partire dalla locale varietà di grano Rieti originario. Tra questi ci sono le fregnacce alla reatina, un taglio di pasta a forma di rombo (largo circa due centimetri nella diagonale minore); il condimento originale è costituito da lardo battuto, sedano, cipolla, pomodoro a pezzi, sale e peperoncino, anche se spesso sono servite con del sugo di carne semplice e una spolverata di pecorino locale, oppure con un sugo alle olive (che trova largo impiego nei condimenti della cucina locale, essendo un prodotto tipico della Sabina).

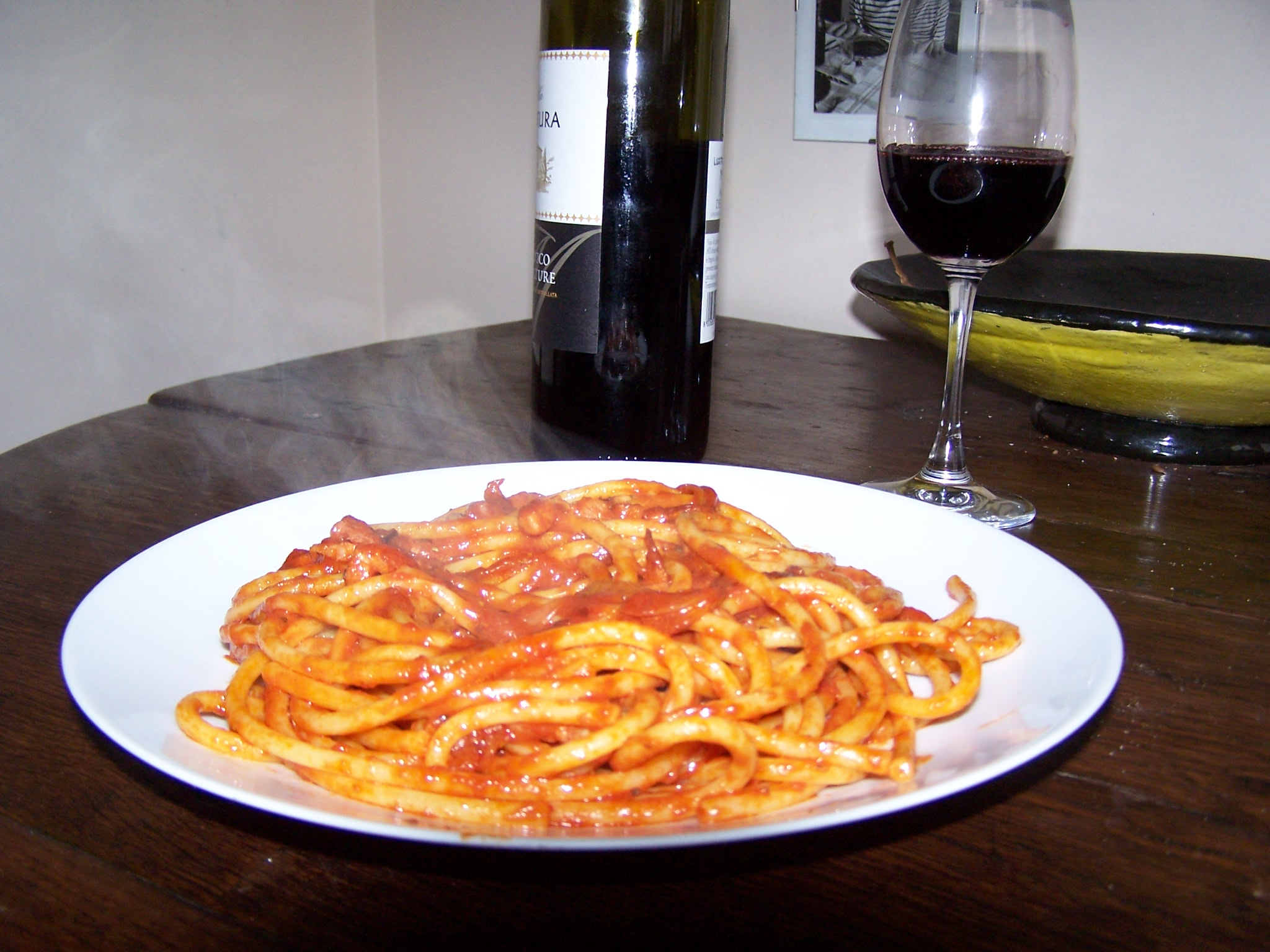
Bucatini all'amatriciana

Altra pasta tipica sono i pizzicotti (annoverati tra i prodotti agroalimentari tradizionali italiani), che sono ottenuti prelevando "pizzichi" di un impasto identico a quello utilizzato per il pane (cioè acqua, farina, sale e lievito) e cotti direttamente nell'acqua bollente; vengono conditi con un sugo di pomodoro leggermente piccante. Fanno parte della cucina locale anche gli strengozzi, che sono preparati "alla reatina" con un condimento costituito da grasso di prosciutto, olio di oliva, prosciutto fresco tagliato a cubetti, peperoncino rosso, piselli freschi e pomodoro.
Per quel che riguarda le carni, tipici del posto e diffusi in buona parte della provincia sono i sardamirelli. Sono costituiti dai budelli dell'intestino del maiale i quali vengono lavati, e lasciati ad asciugare per tre giorni. A questo punto vengono aromatizzati con finocchio, peperoncino e sale e successivamente rivoltati e fatti essiccare per poi essere cucinati sulla brace oppure in umido con i fagioli. Un'altra specialità della norcineria reatina è la salsiccia di fegato di suino semplice, oppure nelle varianti condite con finocchiella e scorzette d'arancia o con uvetta fresca.

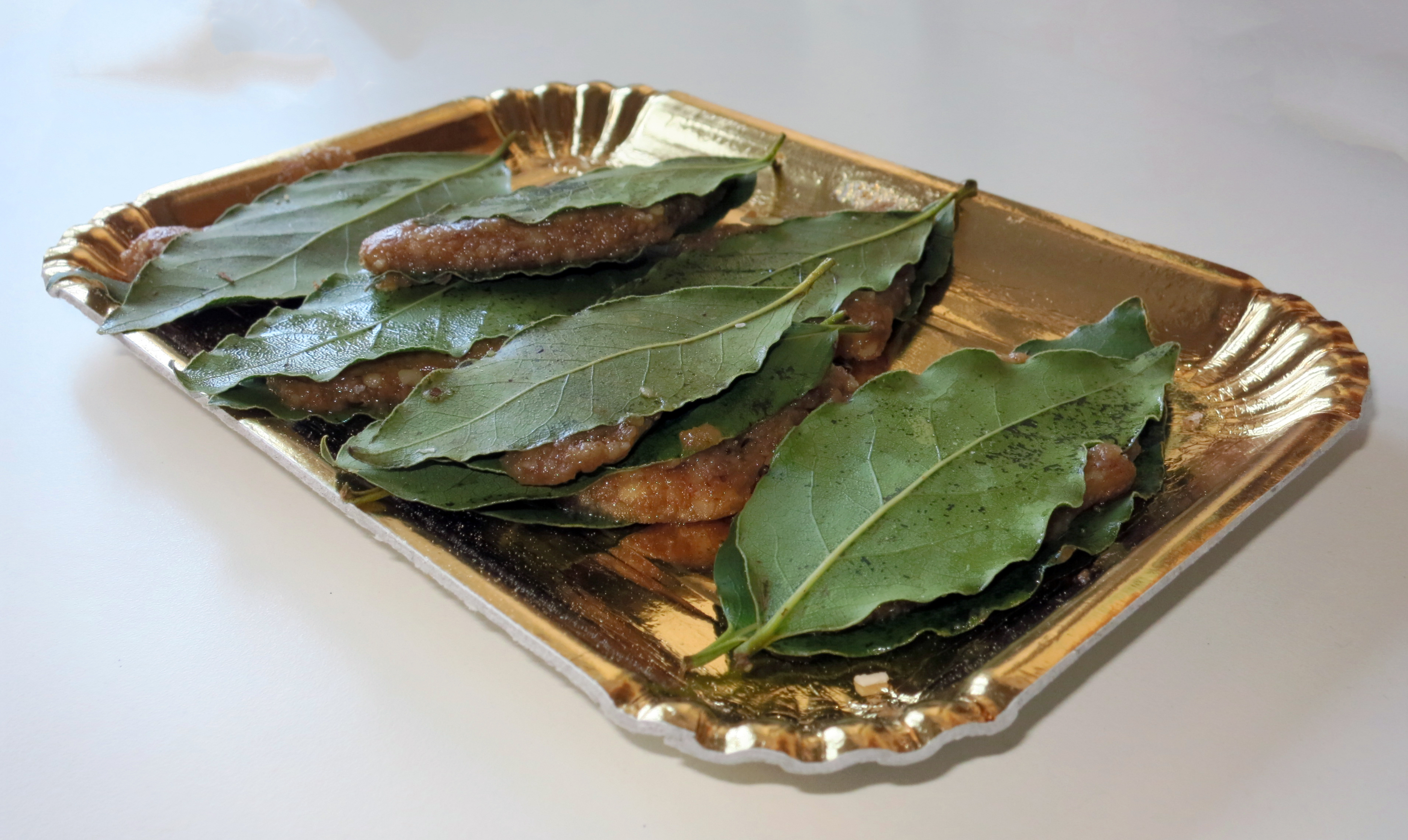
Copeta natalizia reatina

Tra i dolci, sono tipici del periodo natalizio dei biscotti romboidali composti di miele e noci tritate, sia in forma di biscotto secco (terzetti alla reatina) che in quella di impasto morbido e croccante servito su foglie di lauro (copeta o nociata). Fanno parte della tradizione anche le fave dei Morti (biscotti di farina di mandorle, preparati in occasione della commemorazione dei defunti) e la pizza di Pasqua (un panettone al formaggio lievemente dolce). Inoltre, sebbene più recente, è di origini reatine anche la torta mimosa, inventata negli anni Cinquanta dal ristoratore locale Adelmo Renzi.

### Eventi
- Rieti Danza Festival: nato nel 1991, si svolge ogni anno nel teatro Flavio Vespasiano; è suddiviso nelle sezioni classica, pas de deux, moderna-contemporanea e composizione coreografica.[126][127]
- Reate Festival: si tratta di un festival internazionale che spazia dal belcanto alla musica Jazz passando per la musica sacra ed altro. Si tiene ogni anno e la prima edizione risale al 2009. A sottolineare lo spessore della manifestazione, il concerto finale della rassegna multidisciplinare 2010, svoltosi a Rieti in piazza Cesare Battisti, è stato diffuso da Rai International in Australia, Sudafrica, America del Nord e America del Sud.[128]
- Rieticuorepiccante: La fiera mondiale del peperoncino si svolge nel periodo estivo nel centro cittadino.
- Festival dei Complessi Importante manifestazione nazionale di musica beat, trasmessa in televisione dalla Rai e che si tenne per quattro edizioni, dal 1966 al 1969[129][130]

## Geografia antropica

### Suddivisioni amministrative
L'area del Comune di Rieti è suddivisa in tre circoscrizioni:
Circoscrizione Rieti I: centro storico di Rieti, Borgo, Campomoro, Fiume de' Nobili, Casette, San Benedetto, Sant'Elia, San Giovanni Reatino, Maglianello, Poggio Fidoni.
Circoscrizione Rieti II: Maraini, Regina Pacis, Madonna del Cuore, Micioccoli; piana reatina; zona adiacente cimitero comunale, Moggio, Chiesa Nuova e Quattro Strade.
Circoscrizione Rieti III: Villa Reatina, Piazza Tevere, Campoloniano, Vazia, Lisciano, Monte Terminillo e Castelfranco.

### Frazioni
- Case San Benedetto: si trova a poco meno di 3 km a sud ovest di Rieti, a valle di Castel San Benedetto, con cui costituiva il comune soppresso di Castel San Benedetto Reatino, aggregato a Rieti nel 1873.
- Casette: Posta a circa 4 km dai confini del centro abitato, si trova a sud est del capoluogo, all'uscita della gola percorsa dal fiume Salto.
- Castelfranco: si trova a meno di 6 km a nord est di Rieti (precisamente a 5,27 km) e si trova a 623 metri sul livello del mare. Fra i suoi edifici sono ancora visibili i resti di un'antica torre di osservazione e difesa. Questa frazione nacque infatti a partire dal 1376 come baluardo difensivo dello Stato pontificio contro il Regno di Napoli.
- Castel San Benedetto, a circa 5 km da Rieti. Fu sede del comune di Castel San Benedetto Reatino, soppresso nel 1873.
- Cerchiara, già comune autonomo con il nome di Cerchiara di Sabina, dal 1875 fu frazione del comune di Poggio Fidoni, e nel 1928, alla soppressione di quel comune, entrò a far parte del comune di Rieti.
- Chiesa Nuova: piccolo agglomerato nella piana reatina, a circa 2 km a nord ovest di Rieti
- Cupaello: piccola frazione alle pendici del Terminillo a circa 7 km dai margini di Rieti. Il territorio appartenne all'antico comune di Vazia fino al 1928. Dal nome di questo centro deriva il nome di cupaellite o coppaelite dato a delle rocce vulcaniche rinvenute in zona[132] e dovute ad un'eruzione vulcanica di un vulcano ormai scomparso, di circa 400 000 anni fa.
- Lisciano, già parte del comune di Vazia, entrò a far parte del comune di Rieti alla soppressione di quel comune nel 1928.
- Lugnano: posto fra Lisciano e Cupaello si trova a circa 7 km da Rieti. Già comune autonomo con il nome di Lugnano di Villa Troiana, entrò nel comune di Rieti nel 1928.
- Maglianello: l'agglomerato, diviso in Maglianello Alto e Maglianello Basso (lungo la strada Salaria per Roma) si trova in direzione sud, a quasi 7 km la parte alta e poco più di 3,5 la parte bassa.
- Moggio Alto: dista 21 km da Rieti in direzione nord ovest. Insieme al centro di Pie' di Moggio costituisce un'exclave del comune di Rieti al confine con la provincia di Terni.
- Pian de Valli: centro turistico sul Monte Terminillo.
- Piani Poggio Fidoni: moderno agglomerato ai margini della Piana Reatina. Insieme all'antico centro di Poggio Fidoni Alto occupa il territorio del vecchio comune di Poggio Fidoni, soppresso nel 1928.
- Piani San Filippo: frazione di recente sviluppo, ai piedi di San Filippo, circa 8 km a sud ovest dal capoluogo. La maggior parte dell'agglomerato rientra nel territorio comunale di Contigliano.
- Piani Sant'Elia: si trova nella Piana Reatina, a valle di Sant'Elia. Insieme all'antico centro di Sant'Elia Alto occupa il territorio del comune soppresso di Sant'Elia Reatino.
- Piè di Moggio: dista 17 km da Rieti in direzione nord ovest. Insieme al centro di Moggio Alto costituisce un'exclave del comune di Rieti al confine con la provincia di Terni.
- Poggio Fidoni Alto: posto su un colle a sud-ovest della città, fu comune autonomo fino al 1928.
- Poggio Perugino: sorge sulla cima di un colle a sinistra della val Canera.
- San Giovanni Reatino: adagiato su un colle nei pressi della via Salaria per Roma, fu comune autonomo fino al 1875.
- Sant'Elia Alto: fu sede del comune Sant'Elia Reatino, soppresso e aggregato alla città di Rieti nel 1875.
- Vazia, già Villa Troiana: sede del comune di Lugnano di Villa Troiana, che nel 1927 assunse il nome di Vazia e nel 1928 fu soppresso, venendo aggregato al comune di Rieti.

## Economia

### Agricoltura

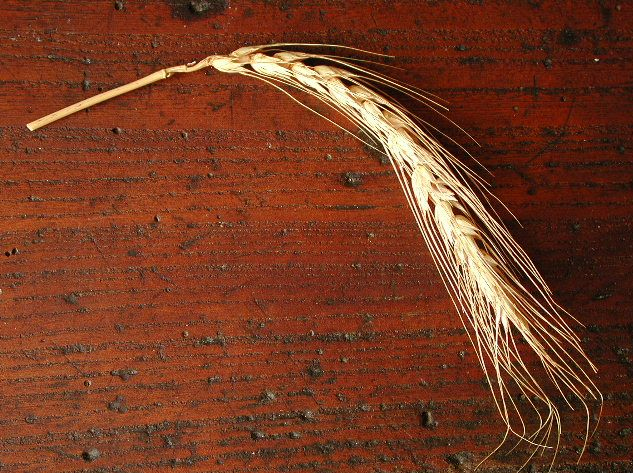
Il grano Rieti originario

Fin dalla prima bonifica di epoca romana, la pianura intorno alla città si dimostrò molto fertile, ma l'opera di bonifica andò avanti ancora per molto. Fino al secolo novecento infatti, la piana reatina rimase sostanzialmente una zona paludosa, soggetta periodicamente a esondazioni che danneggiavano la produzione locale, situazione che favoriva per di più la proliferazione della malaria.
In epoca medievale, la piana era caratterizzata da una vasta produzione di guado, che una volta macinato, essiccato e fermentato, veniva messo in commercio sotto il controllo dei “Consoli dell'agricoltura del Guado”. Questa coltivazione cessò con gli ultimi decenni dell'Ottocento lasciando spazio all'Indaco.
La maggiore eccellenza dell'agricoltura reatina è stata tuttavia quella del frumento: infatti la varietà di grano autoctona della Piana Reatina, denominata Rieti originario, fu uno dei grani più diffusi e ricercati d'Italia tra Ottocento e Novecento in quanto era caratterizzata da una straordinaria produttività e resistenza alla ruggine.
L'economia reatina si è basata a lungo sul settore agricolo, tanto che ancora a fine Ottocento oltre metà della popolazione era impiegata nell'agricoltura, una delle percentuali più elevate d'Italia. Solo sul finire del secolo ci fu un rinnovamento delle colture rispetto a quelle tradizionali: in seguito alla nascita dello zuccherificio si diffuse ad esempio la barbabietola da zucchero.

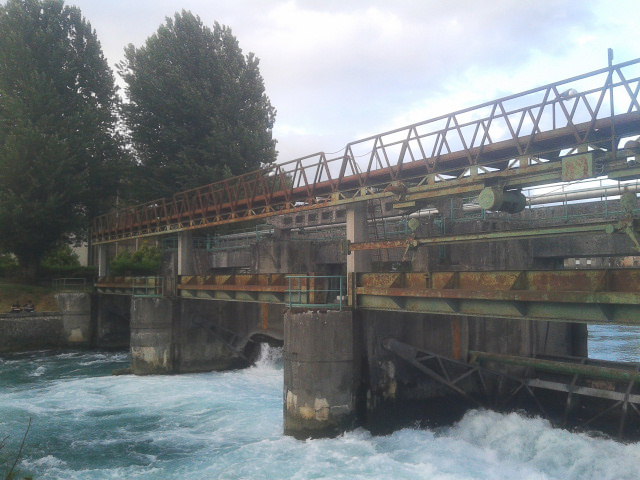
Lo sbarramento del fiume Velino dal quale partono i due principali canali di irrigazione del Consorzio di Bonifica della Piana Reatina

Inoltre all'inizio del Novecento la città fu teatro delle sperimentazioni dell'agronomo Nazareno Strampelli, che si era trasferito a Rieti nel 1903, proposto dal professor Giuseppe Brucchietti, per dirigere la cattedra sperimentale di granicoltura. Effettuando selezioni ed incroci a partire dal Rieti originario, Strampelli riuscì ad ottenere nuove tipologie di frumento note come sementi elette, ancora più resistenti e produttive. Le varietà prodotte da Strampelli ebbero diffusione in tutta Italia e anche all'estero nel corso della "battaglia del grano".
Ancora da risolvere comunque era la questione della bonifica della piana reatina, così nel 1936 iniziarono i lavori per regolamentare la portata d'acqua del Velino; in quest'ottica, furono costruite le dighe, ancora oggi sfruttate per la produzione di corrente elettrica, del Salto e del Turano, due affluenti del Velino, lavori che terminarono cinque anni più tardi. Questi interventi permisero una crescita più efficace del settore agricolo reatino non più penalizzato da un territorio paludoso. Nel periodo del dopoguerra l'agricoltura subisce un pesante ridimensionamento nella produzione della ricchezza della città passando da quasi il 50% al 14% all'inizio del 1970, discesa favorita dall'apertura all'industria e dalla nascita di un settore terziario.

### Industria
Rieti ha avuto un'industrializzazione piuttosto tardiva (avviata solo nella seconda metà dell'Ottocento), ma è stata nel secolo scorso uno dei maggiori centri manifatturieri del Lazio.
Dopo secoli di economia agricola, la prima fabbrica a sorgere fu lo zuccherificio di Rieti nel 1873. Fu il primo zuccherificio d'Italia, e sotto la gestione di Emilio Maraini divenne tra i più importanti della nazione per capacità di lavorazione. Tuttavia si trattava di un insediamento ancora legato all'agricoltura e a carattere stagionale, attivo solo nel periodo di raccolta della barbabietola da zucchero.
Il vero passaggio ad un'economia di tipo industriale si ebbe negli anni Venti, quando il barone Alberto Fassini impiantò a Rieti la Supertessile (poi divenuta Snia Viscosa), un impianto di grandi dimensioni per la produzione della seta artificiale, che arrivò ad occupare ben 4500 operai. Il volano della Supertessile portò in breve tempo all'apertura di altri opifici, tra cui lo stabilimento chimico della Montecatini e l'industria aeronautica ORLA.

Il nucleo industriale di Rieti in una foto degli anni Ottanta

La seconda fase dell'industrializzazione di Rieti si aprì nel 1970 con l'inaugurazione del nucleo industriale di Rieti-Cittaducale, un'area di circa 500 ettari attrezzata per accogliere capannoni industriali, realizzata al confine con il comune di Cittaducale. Lo scopo era quello di attrarre industrie grazie alle sovvenzioni della Cassa del Mezzogiorno, che operava nel comune limitrofo (in quanto ex territorio borbonico). Nel giro di qualche anno questo settore divenne di primo livello, vantando la presenza di industrie operanti su scala nazionale nonché di alcune multinazionali, e si caratterizzò per la produzione nel campo dell'elettronica.
Tuttavia, a partire dagli anni novanta, la fine dei sovvenzionamenti statali ha portato il settore ad una grave crisi, dovuta sia all'assenza di vie di comunicazione moderne sia alla maggiore convenienza di produrre nei paesi dell'Est. La chiusura o la delocalizzazione di molte aziende, tra cui lo stabilimento della Texas Instruments che ne era il maggiore, ha comportato una netta diminuzione del numero di addetti (passati dagli 8500 del 1994 ai 5000 degli anni 2010) e la trasformazione di molti grandi capannoni in centri commerciali, tanto che la zona è stata riconosciuta dal Ministero dello sviluppo economico come una delle otto "aree di crisi complessa" del territorio nazionale.
L'area di Rieti-Cittaducale comprende 240 imprese, in prevalenza medie o piccole, e fa parte del distretto regionale dell'innovazione e dell'aerospazio.

### Servizi
Il settore dei servizi, fino agli anni venti, era poco rilevante ed era composto in prevalenza dal piccolo commercio. In seguito all'istituzione della provincia, il settore si espanse con la nascita di una burocrazia locale e dopo ancora con le prime attività turistiche, specialmente sul Terminillo.
Oggi il terziario costituisce circa i tre quarti del PIL reatino. Al suo interno è prominente il settore dei servizi destinati alla vendita (commercio e GDO) nonché quello bancario e assicurativo; rilevante in quel campo era la Cassa di Risparmio di Rieti.

## Infrastrutture e trasporti
Una delle principali arterie che attraversano Rieti è la SS4 via Salaria, strada statale extraurbana secondaria che collega Roma ad Ascoli Piceno e al mare Adriatico passando per Rieti. L'arteria è in gran parte a scorrimento veloce, anche se ancora incompleta in direzione Ascoli e piuttosto compromessa in direzione Roma, dove è programmato (e in un piccolo tratto già attuato) il suo raddoppio.
Dalla Salaria, in corrispondenza di Rieti, si diramano due arterie: una è la statale 79 "Ternana" (convertita a scorrimento veloce, e pertanto nota come "superstrada Rieti-Terni"), che collega la città con Terni, Spoleto e in generale il nord Italia (tramite la strada europea E45 e il casello di Orte dell'A1). L'altra è la statale 578 "Salto Cicolana" (anch'essa quasi del tutto convertita a scorrimento veloce e detta pertanto "superstrada Rieti-Torano"), che collega Rieti ad Avezzano e al Cicolano.

### Ferrovie

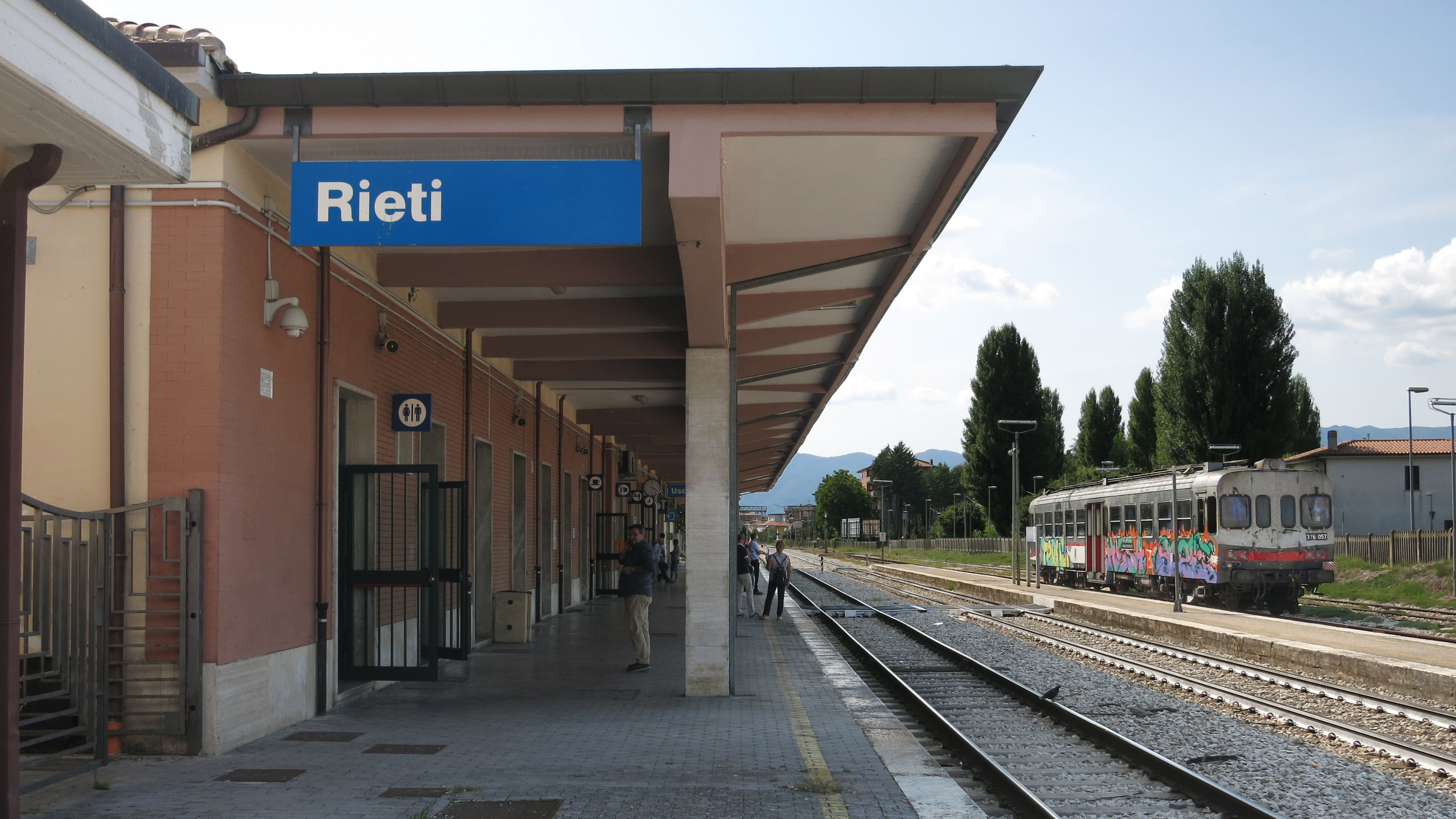
Una littorina in sosta alla stazione di Rieti

Rieti è attraversata dalla ferrovia Terni-Sulmona, una linea secondaria non elettrificata e a binario unico. La città è servita dalla stazione di Rieti, mentre le piccole fermate di Poggio Fidoni e Labro-Moggio servono le omonime frazioni.

### Aeroporti
A nord del centro urbano si trova l'aeroporto Giuseppe Ciuffelli, un piccolo aeroporto usato principalmente dall'Aero Club locale, da aerei da turismo e alianti, nonché dal 16º Nucleo Elicottori dell’Arma dei Carabinieri e dal Nucleo Elicotteri dei Vigili del Fuoco.

### Mobilità urbana

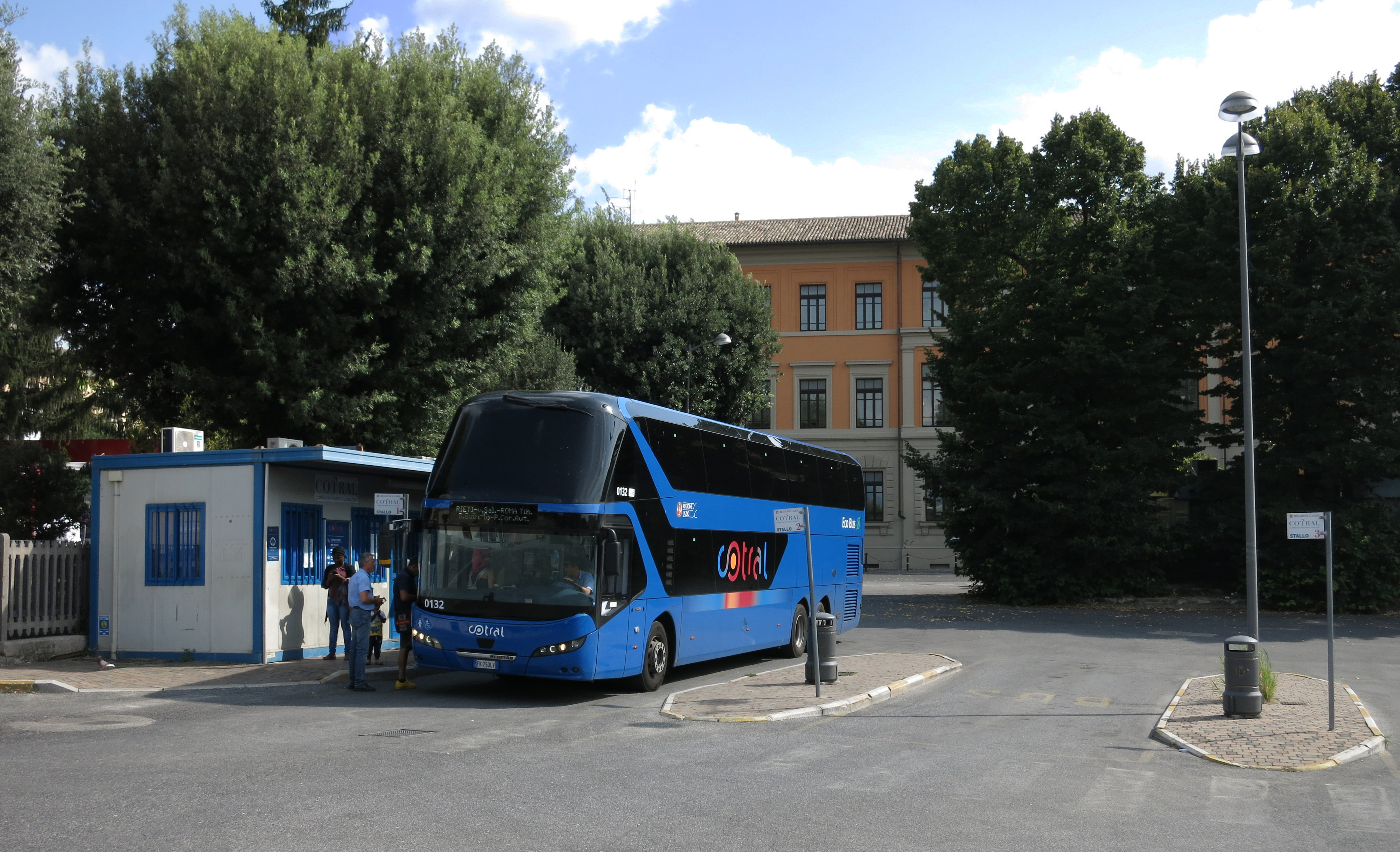
L'autostazione di Rieti, con un autobus della linea Cotral Rieti-Roma

La mobilità urbana e suburbana è garantita dal servizio di autobus della ASM Rieti, con circa 347 corse giornaliere e trentacinque linee che hanno capolinea in piazza Cavour.
L'autostazione situata all'esterno della stazione ferroviaria è servita dagli autobus della compagnia regionale Cotral, che gestisce circa sessanta autolinee che collegano Rieti con Roma, con la stazione di Fara Sabina e con gli altri comuni della provincia.
Nell'area urbana sono presenti tre piste ciclabili: la prima (indicata come "ciclovia A" e nota anche come "Giorlandina") segue l'argine sinistro del Velino collegando la città da ovest ad est; la seconda lambisce la parte est della città collegandola da nord a sud, e fa parte del più ampio anello della Ciclovia della Conca Reatina, che raggiunge anche Contigliano e varie frazioni di Rieti; la terza collega il quartiere Madonna del Cuore alla frazione di Quattro Strade.

## Amministrazione
Nel 1923 Rieti passò dalla provincia di Perugia in Umbria, alla provincia di Roma nel Lazio, e nel 1927 diventò capoluogo di provincia, a seguito del riordino delle circoscrizioni provinciali stabilito dal regio decreto n. 1 del 2 gennaio 1927, per volontà del governo fascista, quando venne istituita la provincia di Rieti.

### Gemellaggi
La città di Rieti è gemellata con:
- Itō, dal 1985;
- Caleruega, dal 1999;
- Saint-Pierre-lès-Elbeuf, dal 2000[148];
- Nordhorn, dal 2010[149][150].
- Laguna (Brasile) dal 2023

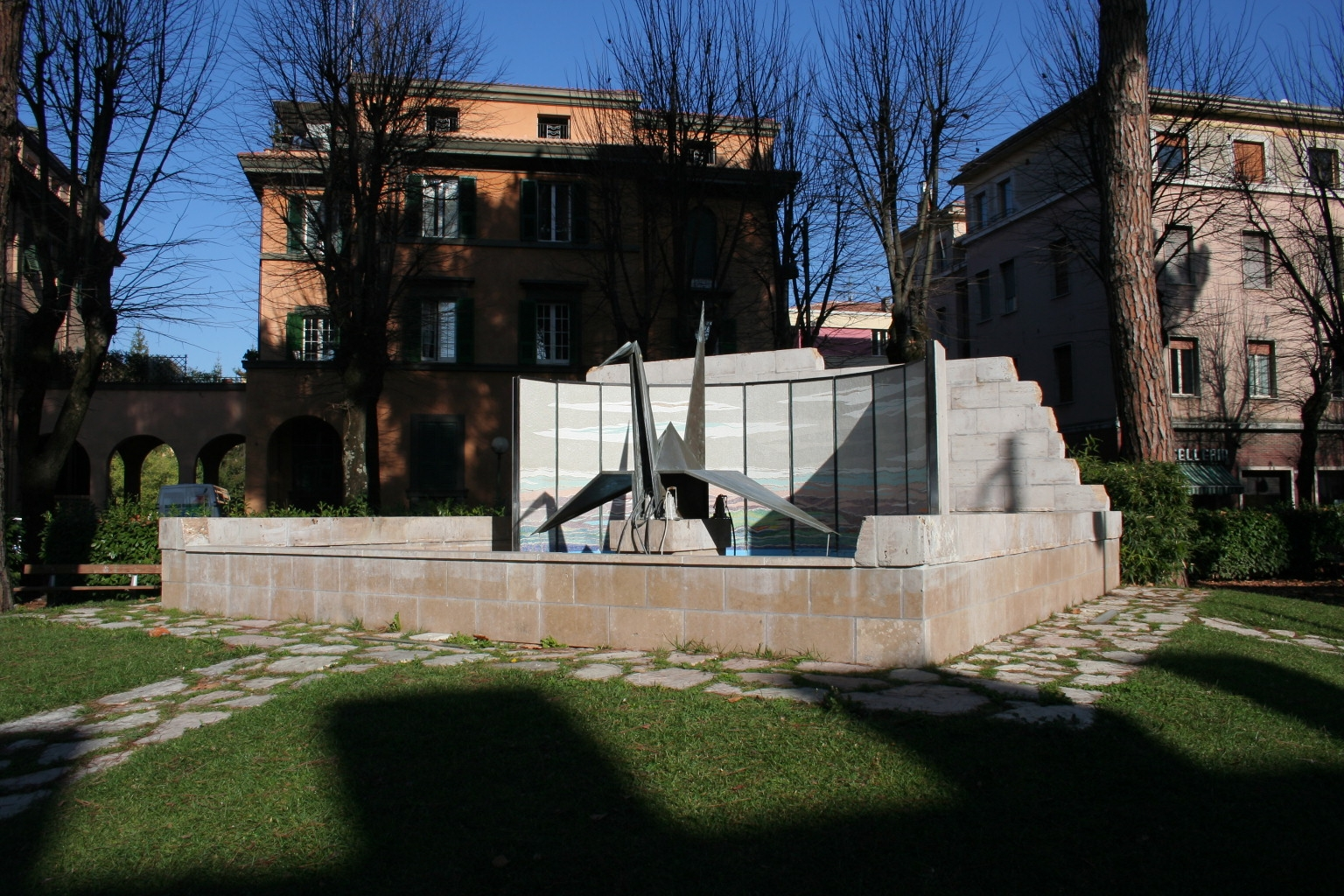
Il monumento posto nel 2005 in Piazza Marconi per commemorare il ventennale del gemellaggio con Itō

Inoltre, sono stati stipulati "Patti di amicizia" con le seguenti città italiane:
- Padova dal 2019[151]
- Vignola dal 2019[152]
- Sant'Oreste dal 2019[152]

Il gemellaggio fra Rieti ed Itō si deve ad un articolo pubblicato dalla Gazzetta dello Sport nel 1979, riguardante una manifestazione chiamata "Festival della vasca di legno" e tenuta nella città nipponica, in cui i partecipanti davano vita a una competizione acquatica con delle imbarcazioni di legno analoghe a quelle della Festa del Sole reatina. Questa analogia spinse il comitato reatino a mettersi in contatto con l'ambasciata Giapponese a Roma, e successivamente con la città di Itō. Si avviarono così gli incontri che permisero alle due città di giungere al gemellaggio, ufficializzato in data 27 marzo 1985 dal consiglio comunale di Rieti e il giorno seguente dal consiglio municipale di Itō.
Anche il gemellaggio con Saint-Pierre-lès-Elbeuf trae origine da questa manifestazione.

## Sport
Rieti può vantare una notevole tradizione sportiva, specialmente negli ambiti dell'atletica leggera e della pallacanestro, e dispone di un discreto numero di impianti sportivi dove si tengono manifestazioni di rilievo anche internazionale.
La città, in particolare, è considerata una delle capitali italiane dell'atletica leggera, sia per la notevole diffusione di tale sport tra la popolazione che per il numero di atleti della nazionale cresciuti nella locale società Studentesca Andrea Milardi (oltre cento, tra i quali si ricordano Pietro Mennea, Andrew Howe e Maria Benedicta Chigbolu). L'attività si svolge allo stadio Raul Guidobaldi, che è spesso sede di eventi di rilievo nazionale e internazionale; tra di essi spicca il Rieti Meeting (il secondo d'Italia per importanza dopo il Golden Gala di Roma), nel quale sono stati stabiliti numerosi record mondiali, al punto che la città è stata definita una sorta di "mecca" per i record e il Guidobaldi soprannominato "tempio del mezzofondo".

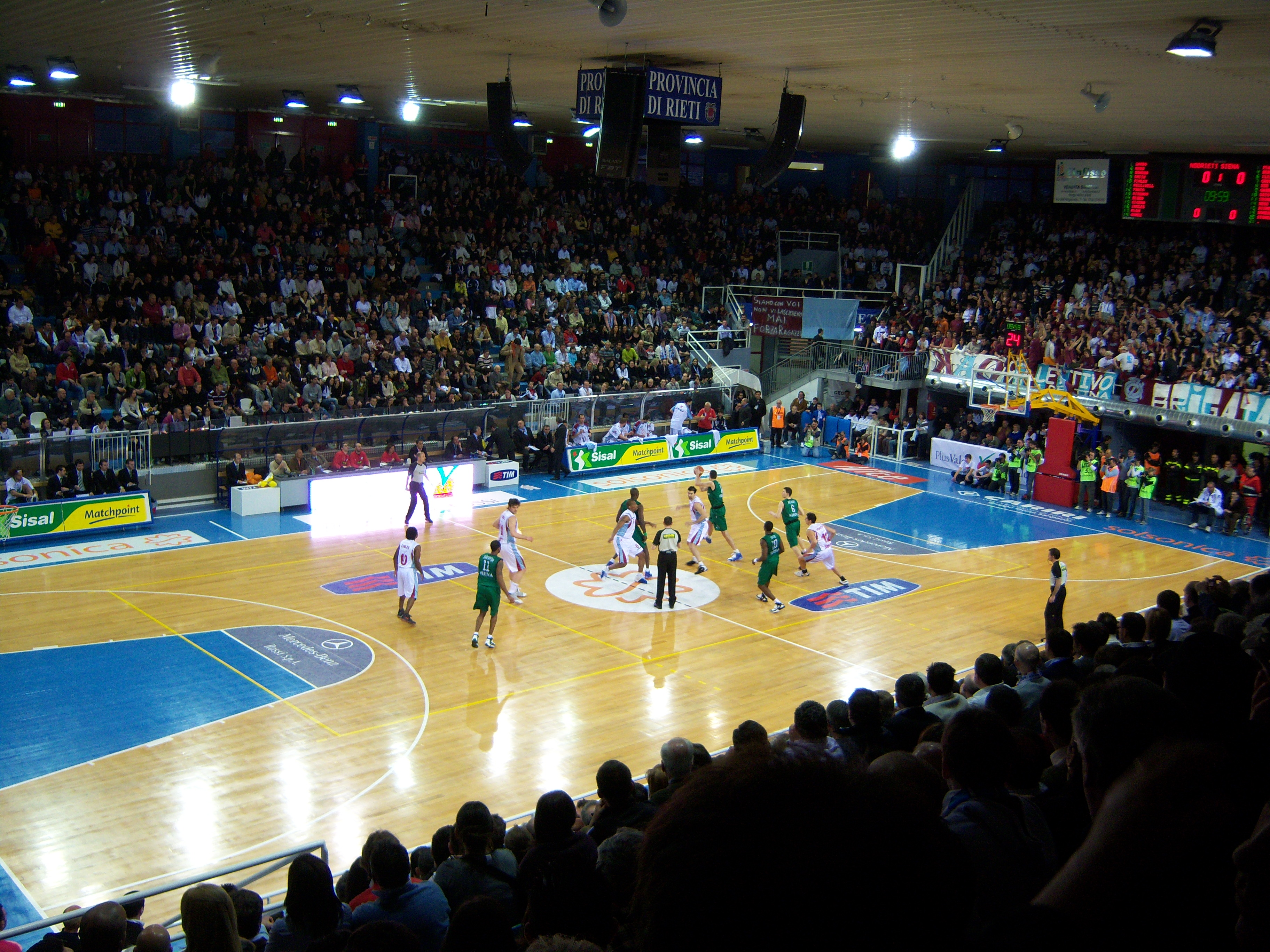
Un incontro di basket al PalaSojourner

Molto radicata è anche la pratica della pallacanestro: la città è infatti sede della Sebastiani Rieti, società che ha militato a lungo in serie A ed è stata anche campione d'Europa vincendo una Coppa Korać. La sua presenza ha attirato importanti giocatori anche statunitensi, tra i quali l'amatissimo Willie Sojourner e Joe Bryant (padre di Kobe Bryant, che per tale ragione ha trascorso l'infanzia a Rieti). La città è oggi rappresentata, oltre che dalla Sebastiani (attualmente in serie A2), anche dalla NPC Rieti (serie B Nazionale): entrambe disputano i propri incontri al PalaSojourner.
Meno sentita - ma comunque rilevante - è la tradizione calcistica: nell'ambito del calcio a 11 la città è rappresentata dall'FC Rieti, che vanta due presenze in Serie B, nonché molte stagioni a cavallo della C e del dilettantismo. Al
2024-2025 la squadra milita in Eccellenza. Nella stagione 2023-2024 la città è stata rappresentata anche dalla SSA Rieti. Nel calcio a 5 opera il Real Rieti, che vanta numerose partecipazioni alla massima serie, oltre a una finale scudetto, una partecipazione alla Champions League, una Coppa Italia e una Coppa della Divisione. La squadra, che attualmente milita in Serie A2, gioca le sue partite casalinghe al PalaMalfatti.
Altra tradizione sportiva rilevante nella città di Rieti è quella rugbistica, grazie agli ASD Arieti Rugby Rieti 2014, squadra attualmente militante in Serie C e che, nella sua storia, può vantare una partecipazione alla Serie A e molte altre alla Serie B.
Rieti è molto nota anche nel mondo del ciclismo professionistico, in quanto l'ascesa al monte Terminillo tramite la Via Terminillese rappresenta una scalata storica del ciclismo italiano; per tale ragione, Rieti o il Terminillo sono state spesso arrivo di tappa del Giro d'Italia (venti volte) e della Tirreno-Adriatico (due volte); proprio sul Terminillo si svolse la prima cronoscalata della storia del Giro. Il percorso Rieti-Terminillo è celebre anche in ambito automobilistico: vi si tiene ogni anno la coppa Bruno Carotti, competizione di rilievo internazionale che per lungo tempo ha fatto parte del campionato europeo della montagna.
Rilevante è anche l'attività nel campo del volo a vela che si svolge all'aeroporto Ciuffelli, facilitata dalle correnti ascensionali particolarmente favorevoli presenti nella Piana Reatina: la città ha infatti ospitato due edizioni dei campionati mondiali assoluti organizzati dalla FAI, un mondiale juniores, e tre edizioni dei campionati europei.
La piscina comunale e quella provinciale di  Campoloniano ospitano gare di nuoto e pallanuoto.

### Esplicative
1. ↑  Classico, scientifico, linguistico-pedagogico, tecnico industriale, tecnico commerciale, artistico, agrario, per geometri, professionale alberghiero, professionale per i servizi commerciali e turistici, professionale socio-sanitario per odontotecnici, professionale per l'industria e l'artigianato.
2. ↑  Nel 271 a.C., il console romano Manio Curio Dentato ordina la costruzione di un canale (il Cavo Curiano) per far defluire le acque stagnanti in direzione del salto naturale della Cascate delle Marmore

### Fonti
1. 1 2   Bilancio demografico mensile anno 2025 (dati provvisori), su demo.istat.it, ISTAT.
2. ↑   Classificazione sismica (XLS), su rischi.protezionecivile.gov.it.
3. ↑   Tabella dei gradi/giorno dei Comuni italiani raggruppati per Regione e Provincia (PDF), in Legge 26 agosto 1993, n. 412, allegato A, Agenzia nazionale per le nuove tecnologie, l'energia e lo sviluppo economico sostenibile, 1º marzo 2011,  p. 151. URL consultato il 25 aprile 2012 (archiviato dall'url originale il 1º gennaio 2017).
4. ↑  
 Bruno Migliorini et al., Scheda sul lemma "Rieti", in Dizionario d'ortografia e di pronunzia, Rai Eri, 2010, ISBN 978-88-397-1478-7.
5. ↑   DiPI Online - Dizionario di Pronuncia Italiana, su dipionline.it. URL consultato il 30 luglio 2022.
6. ↑   Monumenti sabini descritti da Giuseppe Antonio Guattani .., 1827. URL consultato il 30 luglio 2022.
7. ↑   Domenico Musti, Lo Scudo di Achille: idee e forme di città nel mondo antico, Laterza, 2008,  p. 135.
8. 1 2  Dionigi di Alicarnasso, Antichità romane, I 14.1
9. ↑   L'Italia romana delle Regiones. Regio IV Sabina et Samnium, in Il mondo dell'archeologia, Roma, Istituto dell'Enciclopedia Italiana, 2002-2005. URL consultato il 19 giugno 2023.
10. ↑   www.nonsolocap.it, su nonsolocap.it. URL consultato il 15 luglio 2009 (archiviato dall'url originale l'11 giugno 2009).
11. ↑   Ileana Tozzi e Roberto Lorenzetti, Il Velino a Rieti e nell'agro reatino, in Il paesaggio civile e naturale della provincia reatina, Milano, L'orbicolare, 2007,  pp. 40-41, ISBN 978-88-95061-38-2.
12. ↑  www.ilgiornaledirieti.it dato aggiornato all'ottobre 2003: Archiviato il 2 agosto 2012 in Archive.is.
13. ↑  carta geologica Italia - note illustrative pag. 98 e 99[collegamento interrotto]
14. ↑  Istituto Superiore per la Protezione e la Ricerca Ambientale - Carta Geologica d'Italia alla scala[collegamento interrotto]
15. ↑   PROGETTO DI TERRITORIO PIANA REATINA E VALLE SANTA “PER UNA QUALITA' DELL'ABITARE” (paragrafo 2, pp. 4) (PDF) [collegamento interrotto], su provincia.rieti.it. URL consultato il 16 aprile 2011.
16. ↑   Rieti: comune a rischio idrogeologico, su rietilive.it. URL consultato il 16 aprile 2011 (archiviato dall'url originale il 12 marzo 2013).
17. ↑  Sistema "Rieti Basin", vedi Microzonazione sismica, pag. 15
18. ↑  Microzonazione sismica, pag. 33.
19. ↑   Antonio Colombi, Giacomo Catalano, Fulvio Colasanto, Eugenio Di Loreto e Alberto Orazi, Nuova Classificazione sismica della Regione Lazio (delibera 387 del 22 maggio 2009) - ALLEGATO 1: Relazione Tecnica (PDF), su Protezione Civile,  p. 9. URL consultato il 18 gennaio 2017 (archiviato dall'url originale il 18 gennaio 2017).
20. ↑   P.Boncio, F.Brozzetti e G.Lavecchia, Carta degli allineamenti di faglie quaternarie ovest-immergenti rilevanti dal punto di vista sismogenetico (area intra-appenninica umbro-marchigiano-abruzzese), su INGV. URL consultato il 24 maggio 2016.
21. ↑   Università degli Studi di Perugia, Centro appenninico - dati meteorologici anno 2001, in dati meteorologici anno 2001, anno 2001.
22. ↑   Dati ARSIAL, su idrografico.roma.it. URL consultato il 22 marzo 2009 (archiviato dall'url originale l'8 novembre 2010).
23. ↑  Palmegiani (1932), pag. 334.
24. 1 2   Rieti - I Luoghi, su Portale di informazione della Sabina Universitas. URL consultato il 6 giugno 2017 (archiviato dall'url originale il 22 aprile 2016).
25. ↑   logeion.uchicago.edu,  https://logeion.uchicago.edu/%E1%BF%A5%CE%AD%CF%89. URL consultato il 15 luglio 2024.
26. ↑  Antichità romane, I 14.6
27. ↑   IL TERRITORIO E LA SUA STORIA, su apt.rieti.it. URL consultato il 3 dicembre 2010 (archiviato dall'url originale il 14 marzo 2011).
28. ↑   La diocesi di Rieti, su Museo dei beni ecclesiastici Diocesi di Rieti. URL consultato il 12 dicembre 2015 (archiviato dall'url originale il 13 gennaio 2009).
29. 1 2 3 4   La storia, su Portale d'informazione del polo universitario di Rieti. URL consultato il 12 dicembre 2015 (archiviato dall'url originale il 22 novembre 2015).
30. ↑   GLI EVENTI, su Rieti 2000. URL consultato il 13 dicembre 2015.
31. ↑   Ileana Tozzi, Rieti, città dei papi, in Frontiera, 29 aprile 2012. URL consultato il 18 ottobre 2015 (archiviato dall'url originale il 17 novembre 2015).
32. ↑   San Francesco a Rieti, su Cammino di Francesco. URL consultato il 4 novembre 2015 (archiviato dall'url originale il 17 novembre 2015).
33. 1 2   Ottorino Pasquetti, Piccola storia della Basilica di Sant'Agostino di Rieti, su Sito ufficiale della Basilica di Sant'Agostino. URL consultato il 4 novembre 2015 (archiviato dall'url originale il 22 novembre 2015).
34. 1 2   Rieti, su treccani.it. URL consultato il 28 agosto 2011.
35. ↑   GARIBALDI E LA SUA LEGIONE A RIETI NEL 1849, su Archivio di Stato di Rieti. URL consultato il 12 novembre 2016.
36. ↑   Ileana Tozzi, La tutela del patrimonio architettonico e storico-artistico della Diocesi di Rieti, su Amministrazione Beni Civici di Vazia, 28 gennaio 2012. URL consultato il 10 aprile 2016.
37. ↑   Pasqualino Martini, Il bastone e la carota di Garibaldi a Rieti dal 29 gennaio al 13 aprile del 1849, in Mondo Sabino, 6 dicembre 2013. URL consultato il 16 aprile 2016 (archiviato dall'url originale il 19 aprile 2016).
38. 1 2   Alessandro De Angelis, Le giornate vissute a Rieti da Giuseppe Garibaldi, su orizzonti.vazia.com, 25 marzo 2008. URL consultato il 12 novembre 2016.
39. ↑  Intervento di Gianfranco Paris, nel convegno Rieti al bivio: estrema periferia di Roma o Umbria?, Rieti 5 novembre 2016
40. ↑   Rieti città, su provinciarieti.it. URL consultato il 23 agosto 2011 (archiviato dall'url originale il 10 giugno 2011).
41. ↑   Rieti, su regioni-italiane.com. URL consultato il 23 agosto 2011.
42. 1 2 3 4   Ileana Tozzi, La fondazione della Cassa di Risparmio di Rieti, su Associazione italiana del libro, 20 agosto 2015. URL consultato il 26 novembre 2015.
43. ↑  Caduti per l'Unità - piazza Vittorio Emanuele II, Rieti
44. ↑   Aldo Fabriani, La lunga storia della questione ferroviaria nel Reatino verrà ripercorsa ..., in Il Tempo Rieti, 21 ottobre 2006. URL consultato il 21 giugno 2016 (archiviato dall'url originale il 21 giugno 2016).
45. 1 2 3   Voce "Rieti" della Enciclopedia Italiana - I Appendice (1938), XXIX,  p. 290. URL consultato il 17 settembre 2015.
46. ↑   www.campus.rieti.it, su campus.rieti.it. URL consultato il 23 luglio 2009 (archiviato dall'url originale il 20 marzo 2015).
47. ↑   REGIO DECRETO 12 gennaio 1928, n. 74, in Gazzetta Ufficiale, 6 febbraio 1928.
48. ↑   DECRETO LEGISLATIVO LUOGOTENENZIALE 22 febbraio 1946, n. 67, in Gazzetta Ufficiale, 8 marzo 1946.
49. ↑   DECRETO LEGISLATIVO DEL CAPO PROVVISORIO DELLO STATO 20 settembre 1946, n. 285, in Gazzetta Ufficiale, 12 novembre 1946.
50. 1 2 3 4   Maria Giacinta Balducci, Rita Filippi, Marilena Giovannelli, Liana Ivagnes, Roberto Lorenzetti, Testimonianze d'archivio sulla storia dell'industria a Rieti (PDF), su Archivio di Stato di Rieti. URL consultato il 17 settembre 2015.
51. 1 2   Roberto Lorenzetti, Strade di ferro e territori isolati. La questione ferroviaria in un'area dell'Italia centrale (1846-1960) - una ricerca dell'Archivio di Stato di Rieti, collana volume 68 di Studi e ricerche storiche, Franco Angeli editore, 1986,  p. 160.
52. ↑   Cronologia della Resistenza nel Lazio - Rieti: 1943, su Storia XXI secolo. URL consultato il 1º aprile 2016.
53. 1 2   Riccardo Riccardi, Rieti, su Enciclopedia Italiana - II Appendice, 1949. URL consultato il 1º aprile 2016.
54. 1 2 3   Cronologia della Resistenza nel Lazio - Rieti: 1944, su Storia XXI secolo. URL consultato il 1º aprile 2016.
55. ↑  il tempo.it[collegamento interrotto]
56. ↑   Bozzetto dello stemma del Comune di Rieti, su Archivio Centrale dello Stato, Raccolta dei disegni degli stemmi di comuni e città. URL consultato il 30 settembre 2024.
57. ↑  L'articolo 2 recita: «Spaccato nel primo di amaranto al cavaliere armato d'argento nell'atto di ricevere lo stendardo, fustato d'oro, svolazzante a destra, dalle mani di una donna rivoltata d'argento, coronata all'antica d'oro; nel secondo di celeste a tre pesci natanti d'argento, posti due a uno in una rete attraversante sul tutto pure d'argento.»
58. ↑  Archivio di Stato di Rieti
59. ↑   La basilica superiore, su Museo diocesano di Rieti. URL consultato il 2 dicembre 2015 (archiviato dall'url originale il 16 novembre 2007).
60. ↑  www.organosandomenicorieti.it
61. ↑  www.esercito.difesa.it Archiviato il 17 ottobre 2008 in Internet Archive.
62. ↑   ALLA SCOPERTA DEGLI ANGELI NELLA CATTEDRALE DI SANTA MARIA, in Rieti in Vetrina, 12 dicembre 2012. URL consultato il 12 giugno 2017.
63. ↑   Caravaggio o Spadarino? Disquisizioni sull'attribuzione dell'Angelo Custode nella Chiesa di San Rufo a Rieti, su Svirgolettate, 10 luglio 2013. URL consultato il 12 giugno 2017.
64. ↑  www.turislazio.it Archiviato il 16 dicembre 2007 in Internet Archive.
65. ↑  www.vinilazio.org Archiviato il 23 dicembre 2007 in Internet Archive.
66. ↑  Sito del comune di Rieti Archiviato il 6 maggio 2006 in Internet Archive.
67. ↑   www.ipalazzi.it, su ipalazzi.it. URL consultato il 21 marzo 2009 (archiviato dall'url originale il 2 gennaio 2009).
68. ↑  www.culturaitalia.it
69. ↑   Riccardo Riccardi, Francesco Palmeggiani, Doro Levi, Eugenio Duprè Thesèider, Rieti, su Enciclopedia Italiana Treccani, 1936. URL consultato il 9 gennaio 2016.
70. ↑   Comando Provinciale dei Carabinieri di Rieti, su archilovers.com. URL consultato il 15 novembre 2016.
71. ↑   Touring Club Italiano, Guida rossa d'Italia - Lazio, quarta edizione, Milano, 1981,  p. 433.
72. ↑   Fontana dei delfini, su guide.travelitalia.com. URL consultato il 14 novembre 2016.
73. ↑   apt.rieti.it,  https://web.archive.org/web/20101221012811/http://www.apt.rieti.it/promozione.php?id=39. URL consultato il 3 dicembre 2010 (archiviato dall'url originale il 21 dicembre 2010).
74. ↑   STORIA DEL MANICOMIO DI RIETI, su museosalutementale.it.
75. ↑   INAUGURAZIONE DELLA MOSTRA 'MUSEO DELLA MENTE, C'ERA UNA VOLTA IL MANICOMIO', su archivio.formatrieti.it.
76. ↑  Corriere della sera
77. ↑   formatrieti.it,  https://www.formatrieti.it/il-nostro-monumento-chi-mori-la-patria.
78. ↑  Riserva Laghi Lungo e Ripasottile
79. ↑  Silvano LANDI, GLI ALBERI IN CITTÀ: UNA CONVIVENZA NECESSARIA Archiviato il 15 novembre 2016 in Internet Archive.
80. ↑  PERCORRENDO L'ANIMA NATURALISTICA DI RIETI Archiviato il 15 novembre 2016 in Internet Archive., VisitLazio.com
81. ↑  http://demo.istat.it/pop2008/index.html Archiviato il 28 novembre 2009 in Internet Archive. Dati Istat 1/1/2008
82. ↑  Dati tratti da:
  -  Popolazione residente dei comuni. Censimenti dal 1861 al 1991 (PDF), su ebiblio.istat.it, ISTAT.
  -  Popolazione residente per territorio – serie storica, su esploradati.censimentopopolazione.istat.it.
Nota bene: il dato del 2021 si riferisce al dato del censimento permanente al 31 dicembre di quell'anno.
83. ↑   Popolazione residente per cittadinanza o paese di nascita, su demo.istat.it. URL consultato il 16 luglio 2025.
84. ↑   Manifestazioni: Cavalli infiocchettati, su Associazione Porta d'Arce. URL consultato il 23 novembre 2015 (archiviato dall'url originale il 23 novembre 2015).
85. ↑   RIETI: RIEVOCAZIONE INCORONAZIONE CARLO II D'ANGIO', in AdnKronos, 19 agosto 1998. URL consultato l'11 dicembre 2015.
86. ↑   Rievocazione storica Carlo D'Angiò, su Rieti 2000. URL consultato l'11 dicembre 2015.
87. ↑   Scuola Interforze per la Difesa NBC - La Storia, su Ministero della Difesa. URL consultato il 4 maggio 2017.
88. ↑   Gen. Brig. Pier Paolo Lunelli, Il ruolo della Scuola Interforze per la difesa nucleare, biologica e chimica (PDF), in Informazioni della Difesa, Ministero della Difesa n. 4, 2006,  p. 11. URL consultato il 4 maggio 2017.
89. ↑   Super Quark, Rai 1, 2 agosto 2017. URL consultato il 12 ottobre 2017.
90. ↑   ASL Rieti, su asl.ri.it. URL consultato il 18 novembre 2009 (archiviato dall'url originale il 6 febbraio 2010).
91. ↑  Analisi territoriale offerta sanitaria provincia di Rieti
92. ↑   RIETI - Casa circondariale, su Ministero della Giustizia. URL consultato il 4 maggio 2017.
93. ↑  articolo su IL TEMPO.it Lazio Nord[collegamento interrotto]
94. ↑  Dati Ecosistema urbano Legambiente Archiviato il 1º giugno 2010 in Internet Archive.
95. ↑  Sito del comune di Rieti Archiviato il 2 marzo 2009 in Internet Archive.
96. ↑  www.sabinamater.it Archiviato il 1º marzo 2009 in Internet Archive.
97. ↑   Rieti, sequestrate le Officine di largo San Giorgio. Indagati Innocenzo De Sanctis e Andrea Cecilia, in Il Messaggero, 14 febbraio 2014. URL consultato il 19 gennaio 2016.
98. 1 2   Home, su as-ri.beniculturali.it. URL consultato il 1º settembre 2020.
99. ↑  http://www.maas.ccr.it/
100. ↑   REGOLAMENTO DI FUNZIONAMENTO DEL "CENTRO APPENNINICO DEL TERMINILLO C. JUCCI" (PDF), su unipg.it (archiviato dall'url originale il 17 dicembre 2011).
101. ↑   Centro Appenninico del Terminillo "Carlo Jucci" - Rieti, su unipg.it.
102. ↑   Rassegna Stampa: Centro Appenninico del Terminillo, su monteterminillo.net, monteterminillo.net tratto dal Il messaggero.it. URL consultato il 2 novembre 2010 (archiviato dall'url originale il 28 novembre 2012).
103. ↑   STRUTTURE, su unipg.it.
104. ↑  Dato ottenuto dall'indicatore di densità scolastica in PdB fase 1, pag. 17 con la formula inversa Indicatore * Superficie in ettari / 1000
105. ↑  PdB fase 1, pag. 16.
106. ↑  PdB fase 1, pag. 18 figura 1.
107. ↑   Presentazione della scuola, su IPSSEOA Costaggini Rieti. URL consultato il 6 gennaio 2017 (archiviato dall'url originale il 1º agosto 2016).
108. ↑   “IL TEMPO” CHIUDE L'EDIZIONE DI RIETI, in RietiLife, 14 gennaio 2012. URL consultato il 15 novembre 2015 (archiviato dall'url originale il 17 novembre 2015).
109. ↑  Rai international[collegamento interrotto]
110. ↑  cinetivu.com
111. ↑  mepradio.it "Rieti: Fondazione Varrone - "L'uomo del grano" al Moderno"
112. ↑   Il film made in Rieti fa il tutto esaurito. Successo per Paolo Fosso e Milena Miconi, in Il Messaggero Rieti, 23 maggio 2013. URL consultato il 15 novembre 2015 (archiviato dall'url originale il 17 novembre 2015).
113. ↑   IL FILM “IL TEMA DI JAMIL” ALLA FESTA DEL CINEMA DI ROMA / È STATO GIRATO A RIETI, su RietiLife, 14 ottobre 2015. URL consultato il 15 novembre 2015.
114. ↑   FOTO – ULTIMO GIORNO DI RIPRESE A RIETI PER IL FILM DI KIM ROSSI STUART / TANTE LE COMPARSE REATINE, in RietiLife, 20 maggio 2015. URL consultato il 15 novembre 2015.
115. ↑  www.ricettelazio.com
116. ↑  www.rietinvetrina.it Archiviato il 15 luglio 2009 in Internet Archive.
117. ↑   Piatti tipici, su provinciarieti.it. URL consultato il 3 dicembre 2010 (archiviato dall'url originale il 17 ottobre 2010).
118. ↑  rieti2000.it
119. ↑   Wolfgang Schweickard, Derivati da nomi geografici (R-Z), 2013,  p. 40.
120. ↑   RICETTE DOLCI: LA COPÈTA, su blog.italiavirtualtour.it, 12 marzo 2013. URL consultato il 1º ottobre 2017.
121. ↑   Monica Cesari Sartoni, Mangia italiano. Guida alle specialità regionali italiane, Morellini Editore, 2005,  p. 159.
122. ↑   Fave dei morti, su ARSIAL - Agenzia regionale per lo sviluppo e l'innovazione dell'agricoltura del Lazio. URL consultato il 1º ottobre 2017 (archiviato dall'url originale il 2 ottobre 2017).
123. ↑   RICETTE, LA PIZZA DI PASQUA IN SABINA, su blog.italiavirtualtour.it, 23 marzo 2013. URL consultato il 1º ottobre 2017.
124. ↑   Rieti, la mimosa dello chef Renzi rilanciata dalla televisione giapponese, in Il Messaggero edizione di Rieti, 6 marzo 2015. URL consultato il 1º ottobre 2017.
125. ↑   Torta Mimosa, il fiore più dolce che c’è, in La Cucina Italiana, 9 febbraio 2017. URL consultato il 1º ottobre 2017.
126. ↑   Il Concorso, su rietidanzafestival.it. URL consultato il 31 gennaio 2012 (archiviato dall'url originale il 4 novembre 2016).
127. ↑   Articolo Il Messaggero. URL consultato il 13 settembre 2020.
128. ↑   Reate Festival - Rai International, su reatefestival.it (archiviato dall'url originale il 2 maggio 2011).
129. ↑  https://rietimusica.jimdofree.com/il-festival-dei-complessi-di-rieti/
130. ↑  http://www.sopi.it/Anni60/a60rieti67/FestivalRieti67.htm
131. ↑   Circoscrizioni, su Sito istituzionale del Comune di Rieti. URL consultato il 6 settembre 2009 (archiviato dall'url originale il 12 agosto 2009).
132. ↑  (EN) Search the Department of Mineral Sciences Collections, su collections.nmnh.si.edu. URL consultato il 28 agosto 2011.
133. ↑   Archivio di Stato di Rieti, Il grano a Rieti prima di Strampelli: il Rieti Originario, su Museo della scienza del grano "Nazareno Strampelli". URL consultato il 19 novembre 2017., tratto dal libro di  Roberto Lorenzetti, La scienza del grano. Nazareno Strampelli e la granicoltura italiana dall'età giolittiana al fascismo, Roma, Ufficio Centrale per i Beni Archivistici, 2000.
134. ↑   Storia dello zucchero, su Associazione Bieticoltori Italiani. URL consultato il 17 settembre 2015.
135. 1 2   Matteo G. Caroli, Il processo di internazionalizzazione delle piccole imprese. Un'indagine empirica sulle aziende del Lazio, Franco Angeli editore, 2007,  p. 240.
136. 1 2   A 3 mesi dal ventennale della morte di Malfatti, si evidenzia il futuro industriale nel reatino, in Rieti in Vetrina, 26 settembre 2011. URL consultato il 17 giugno 2017.
137. ↑   Aiuti per l'area di crisi industriale complessa di Rieti, su Ministero dello sviluppo economico. URL consultato il 6 dicembre 2017 (archiviato dall'url originale il 7 dicembre 2017).
138. ↑   Il distretto dell'innovazione (DOC), su camercomrieti.it, CCIAA Rieti - Istituto Tagliacarne. URL consultato il 27 novembre 2011 (archiviato dall'url originale il 1º giugno 2006).
139. ↑   Insediamento industriale, artigianale e commerciale, su investirearieti.it. URL consultato il 12 aprile 2011 (archiviato dall'url originale il 17 marzo 2013).
140. ↑   1928 - 2003. 75 anni di crescita della Provincia di Rieti. Un'analisi territoriale dei principali indicatori di sviluppo, su Camera di commercio di Rieti, 2003,  p. 16. URL consultato il 18 giugno 2017 (archiviato dall'url originale il 7 maggio 2016).
141. ↑   1928 - 2003. 75 anni di crescita della Provincia di Rieti. Un'analisi territoriale dei principali indicatori di sviluppo, su Camera di commercio di Rieti, 2003,  p. 30. URL consultato il 18 giugno 2017 (archiviato dall'url originale il 7 maggio 2016).
142. ↑   Sistema Informativo Legge Opere Strategiche, su silos.infrastrutturestrategiche.it. URL consultato l'8 marzo 2016 (archiviato dall'url originale il 25 giugno 2016). Inserire "Salaria" nella casella "nome" e premere Cerca.
143. ↑   Linee e percorsi, su ASM Rieti. URL consultato il 26 settembre 2018 (archiviato dall'url originale il 26 settembre 2018).
144. ↑   Orari in vigore dal 10 settembre al 28 ottobre 2018, su servizi.cotralspa.it. URL consultato il 4 ottobre 2018 (archiviato dall'url originale il 5 ottobre 2018).
145. ↑   Domenica 17 novembre l'inaugurazione della pista ciclabile est-ovest, su Sito istituzionale del Comune di Rieti, 13 novembre 2013. URL consultato il 6 febbraio 2016.
146. ↑   Inaugurata la Pista Ciclabile di Rieti, su Sito istituzionale della Provincia di Rieti, 15 luglio 2012. URL consultato il 5 febbraio 2016 (archiviato dall'url originale il 20 ottobre 2017).
147. ↑   Al via i lavori della pista ciclopedonale Quattro Strade-Madonna del Cuore, in Corriere di Rieti, 29 marzo 2017. URL consultato il 20 ottobre 2017 (archiviato dall'url originale il 20 ottobre 2017).
148. ↑   DAL LAZIO ALLA NORMANDIA, su festadelsolerieti.it. URL consultato il 19 agosto 2011 (archiviato dall'url originale il 28 giugno 2010).
149. ↑   Gemellaggio tra le città di Nordhorn e Rieti, su Sito istituzionale del Comune di Rieti. URL consultato il 26 settembre 2016 (archiviato dall'url originale il 9 maggio 2010).
150. ↑   Gemellaggio tra le città di Nordhorn e Rieti - galleria fotografica [collegamento interrotto], su comune.rieti.it. URL consultato il 12 novembre 2010.
151. ↑   padovanet.it,  https://www.padovanet.it/informazione/patti-di-amicizia.
152. 1 2   Rieti, al via il patto di amicizia con Vignola (Modena) e Sant’Oreste (Roma) nel segno del “Vignola”, su comune.rieti.it. URL consultato il 13 aprile 2022.
153. ↑   Festa Del Sole, su festadelsolerieti.it. URL consultato il 21 gennaio 2011 (archiviato dall'url originale il 14 luglio 2011).
154. ↑   Valerio Vecchiarelli, A Rieti tutti in pista: mille tesserati su 40 mila abitanti, in Corriere della Sera, 30 luglio 2003,  p. 45. URL consultato il 29 febbraio 2016 (archiviato dall'url originale il 19 dicembre 2015).
155. ↑   Società, su Studentesca Andrea Milardi. URL consultato il 20 febbraio 2019.
156. ↑  (EN) Steve Cram, Why is a small town in Italy such a mecca for world records?, in The Guardian, 11 settembre 2007. URL consultato il 29 febbraio 2016.
157. ↑   I più grandi del mondo il 7 settembre al glorioso Guidobaldi, in Il Tempo, 3 settembre 2003. URL consultato il 27 maggio 2016 (archiviato dall'url originale il 29 giugno 2016).
158. ↑   Giacomo Pellizzari, Storia e geografia del Giro d'Italia, Utet editore,  p. 57.
159. ↑   Rieti: WGC 2008 - martedì 1º luglio - alle ore 12.00 - presentazione ufficiale del XXX FAI World Gliding Championship, in MEP Radio, 28 giugno 2008. URL consultato il 20 febbraio 2019.
160. ↑   28 Luglio-10 Agosto 2007: al via il 5th FAI Junior World Gliding Championship a Rieti, in Outdoor blog, 12 aprile 2007. URL consultato il 20 febbraio 2019 (archiviato dall'url originale il 21 febbraio 2019).
161. ↑   Giacomo Cavoli, Campionati Europei di volo a vela a Rieti. Storia di tre edizioni: 1982-1994-2015, Ri-Stampa, 2016, ISBN 9788899648152.
162. ↑   Rieti, pallanuoto,Taruggi traccia il bilancio: «Scommessa vinta, movimento in crescita», su ilmessaggero.it.
163. ↑   Nasce la “Caiman Waterpolo Rieti”, su rietinvetrina.it.
164. ↑   Pallanuoto, al via il campionato: due successi per Zeus Rieti, su rietilife.com.